# Кройф, Йохан
Хе́ндрик Йо́ханнес (Йо́хан) Кройф (нидерл. Hendrik Johannes (Johan) Cruijff, нидерландское произношение: [ˈjoːɦɑn ˈkrœyf] (слушать)о файле; 25 апреля 1947, Амстердам — 24 марта 2016, Барселона) — нидерландский футболист и тренер. В качестве игрока в основном выступал на атакующих позициях, став первым трёхкратным обладателем «Золотого мяча» и других наград. Считается одним из лучших футболистов и тренеров в истории футбола. Персона Кройфа ассоциируется со стилем игры под названием «тотальный футбол».
Начав карьеру футболиста в составе нидерландского «Аякса», с середины 1960-х по 1970-е годы прошёл с клубом путь от полупрофессиональных выступлений до вершин европейского футбола. За это время команда Кройфа выиграла множество трофеев — как национального уровня (в числе которых восемь чемпионских титулов Нидерландов и пять побед в Кубке Нидерландов), так и европейского — три раза подряд выиграв Кубок европейских чемпионов. В 1973 году за на тот момент рекордную сумму трансфера перешёл в «Барселону», за пять лет в составе которой выиграл чемпионат Испании и национальный кубок. В 1978 году завершил игровую карьеру, однако менее чем через год вернулся в футбол и отправился в клуб из США — «Лос-Анджелес Ацтекс». Позже перешёл в другой американский клуб — «Вашингтон Дипломатс», а в 1981 году вернулся в Европу: сначала в Испанию, а затем и в Нидерланды. Окончательно завершил карьеру футболиста в 1984 году, последним клубом Кройфа стал «Фейеноорд».
Выступал за национальную сборную Нидерландов, в составе которой завоевал серебряные медали ЧМ-1974 и бронзовые Евро-1976. На мундиале 1974 года исполнил особый финт, впоследствии это движение стало повторяться многими футболистами и получило название в его честь — «разворот Кройфа».
Завершив игровую карьеру, стал тренером, в 1985 году занял место менеджера «Аякса», в 1988-м — отправился в «Барселону». С этими клубами Кройф добился аналогичного своей игровой карьере успеха — выиграл множество трофеев, среди которых победы в чемпионатах страны и Кубке европейских чемпионов. В 1996 году был уволен с поста главного тренера испанского клуба из-за разногласий с руководством и перестал заниматься тренерской деятельностью. С 2009 по 2013 год занимал пост тренера не признанной ФИФА и УЕФА сборной Каталонии.
Йохан Кройф является одной из самых влиятельных фигур в истории мирового футбола. Философия нидерландского специалиста и стиль игры, применяемый им как в качестве игрока, так и в качестве менеджера, повлияли на многих будущих футболистов и тренеров. К непосредственным заслугам Кройфа также причисляют успешные выступления испанских клубов и сборной Испании в период с 2008 по 2012 год, так как на стиле их игры отразилось влияние философии нидерландского специалиста.
Кройф был включён во многие рейтинги как лучших игроков за всю футбольную историю, так и лучших тренеров в этом виде спорта. Он считается одной из первых «футбольных суперзвёзд». Журналы World Soccer, France Football и Placar расположили его на третьем месте в своих списках лучших футболистов века. Кройф занял второе место в рейтинге лучших игроков столетия по версии МФФИИС, а также вошёл в символические сборные из лучших игроков XX века и лучших игроков в истории чемпионатов мира. Был включён в список ФИФА 100. УЕФА, охарактеризовав Кройфа как «человека, заново открывшего „Барселону“», включила его в десятку тренеров, оказавших наибольшее влияние на развитие европейского футбола с момента основания организации в 1954 году. France Football расположил его на четвёртой позиции в своём рейтинге лучших тренеров в истории.

## Ранние годы
Хендрик Йоханнес Кройф родился 25 апреля 1947 года в городе Амстердам, квартал Бетондорп. Он был вторым сыном Германюса Корнелиса Кройфа и Петронеллы Бернарды Драйер, а своё имя получил в честь отца матери. После окончания Второй мировой войны родители Йохана работали в своём небольшом овощном магазине, который приносил достаточный для семьи доход. Его детство прошло в районе, который находился недалеко от стадиона «Де Мер», на котором тогда проводил свои матчи футбольный клуб «Аякс». Отец Йохана, заядлый фанат этой команды, не пропускал ни одной её игры и передал эту страсть своему сыну. Несмотря на увлечение футболом, Германюс никогда не играл в него сам, как и практически все члены семьи Кройфов. Лишь дядя Йохана по линии матери, Герард Драйер, был футболистом и даже провёл несколько матчей за первую команду «Аякса» в 1950-х годах.
Кройф, по собственным воспоминаниям, вырос в тёплой, семейной обстановке и с самого детства проводил много времени на улице, играя в футбол везде, где это можно было сделать. Уже с четырёхлетнего возраста Йохан стал играть в футбол со своим старшим братом Хенни. Так как делать это приходилось в совершенно разных местах, ему требовалось постоянно учитывать поверхность земли и удерживать равновесие, чтобы не падать на бетон. По собственному замечанию Кройфа, это позволяло ему оттачивать технические приёмы, которые он использовал в дальнейшем, став профессиональным футболистом. В 1952 году, когда Кройфу было около пяти лет, он впервые попал на поле стадиона «Аякса», поехав вместе со своим отцом к его другу, работавшему в клубе. Германюс часто бывал на стадионе и привозил фрукты и овощи в столовую «Аякса», с тех пор Йохан стал ездить вместе с ним, помогая другу отца выполнять самую разную работу. Летние каникулы он проводил в доме игрока «амстердамцев» Аренда ван дер Вела, ставшего другом семьи Кройфов. Вместе с собой на стадион Йохан брал сумку с экипировкой для игры в футбол, и иногда, по своим воспоминаниям, тренировался с первой командой, хотя не был зачислен даже в молодёжный состав. Впоследствии Кройф отмечал, что игра в футбол в детстве на улице прежде всего позволила ему постичь этот вид спорта. Помимо футбола Йохан занимался и бейсболом, выступая на позиции кетчера. Кройф позднее отмечал, что, занимаясь бейсболом, он приобрёл навыки, которые впоследствии оказались применимы и к футболу. Тем не менее именно футбол он выбрал как вид спорта, которым будет заниматься в будущем. В школе Йохан учился посредственно и даже не получил итоговый аттестат, посвятив себя спорту. Его футбольными кумирами были Фас Вилкес, Флориан Альберт и Альфредо Ди Стефано.

## Молодёжная карьера

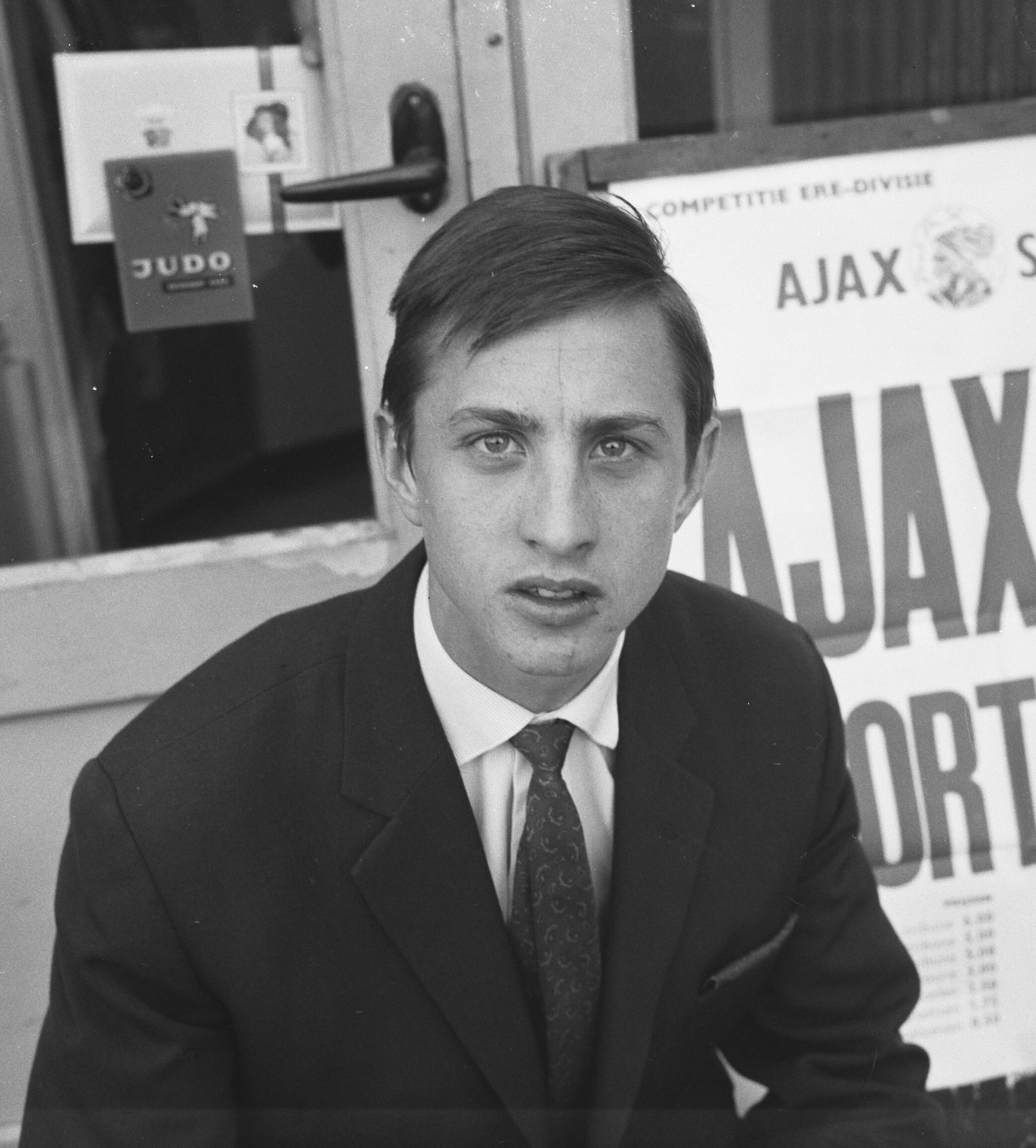
Йохан Кройф в 1965 году

В свой десятый день рождения, 25 апреля 1957 года, Йохан Кройф был принят в молодёжную академию «Аякса». Он прошёл просмотр, на который пришло несколько сотен детей. В молодёжном составе Йохан активно играл с 1957 по 1963 год, выделяясь на фоне других подростков. Его командой руководил Яни ван дер Вен, чьё влияние на свою жизнь отмечал сам Кройф — ван дер Вен учил его не только футболу, но и жизненным принципам. Идеи ван дер Вена, которые почерпнул Кройф, отразились и на его собственной тренерской карьере в будущем. Одним из ключевых принципов специалиста была постоянная работа с мячом на тренировках, чему следовал и Йохан в своей тренерской работе. В период игры Кройфа в академии его мама подрабатывала уборщицей в доме главного тренера первого состава «Аякса» — Вика Бакингема, где часто гостил и сам Кройф. Благодаря тесному общению с семьёй англичанина Бакингема Йохан смог освоить английский язык.
Из-за успешных выступлений на молодёжном уровне в «Аяксе» встал вопрос о задействовании Кройфа уже во взрослой команде. На тот момент Йохану было около 16 лет, по привлечении в первую команду он стал самым молодым футболистом в главном составе «амстердамцев». На его задействовании в основе, невзирая на возраст, настоял лично Бакингем. Уже тогда англичанин отмечал зрелость, универсальность и выносливость Кройфа, несмотря на «тщедушный вид». Он мог решать любые задачи на поле — начать движение, уйти на фланг, внезапно появиться на половине поля соперника, бить по воротам обеими ногами, — и при этом отличался высокой скоростью. Когда несколько позднее Бакингем покинул клуб, Кройф вернулся в молодёжную команду в сезоне 1963/64 года и в основном играл именно там. В то время Йохан подвергался критике за слишком единоличную манеру игры, однако тренер ван дер Вен поощрял такой стиль, отмечая, что Кройф сам осознавал, когда необходимо отдать передачу, а когда — взять игру на себя.

## Клубная карьера

### «Аякс» (1964—1973)
15 ноября 1964 года, в возрасте 17 с половиной лет, Кройф провёл свой дебютный матч за первую команду «Аякса» — им стал рядовой поединок Эредивизи против команды GVAV (ныне «Гронинген»). Игра завершилась со счётом 1:3, Йохан стал автором единственного забитого мяча от «Аякса». Тогда после трёх лет отсутствия в клуб вернулся Вик Бакингем — под его руководством Кройф провёл свою первую игру за «амстердамцев». Как отмечал Йохан, англичанин по-прежнему верил в него, а неудачные выступления клуба в отсутствие тренера стали поводом для задействования новых игроков. За период игры в академии «Аякса» Кройф быстро развивался как футболист. Начиная с сезона 1964/65 он был полноценно включён в основной состав «Аякса». В связи с тем, что Йохан с самого детства посещал игры «амстердамцев» и знал многих игроков основы, для него не было трудно проводить матчи в первой команде с моральной стороны. Также адаптироваться к футболу на взрослом уровне ему помог на тот момент уже на протяжении нескольких лет игравший за «амстердамцев» нападающий Пит Кейзер. С ним у Кройфа сложились дружеские отношения.
По собственному замечанию Йохана, его переход на взрослый уровень прошёл безболезненно — он рано достиг футбольной зрелости и стремился управлять игрой, указывая своим партнёрам на необходимые действия на поле. 22 ноября 1964 года Кройф вышел на поле в матче против ПСВ и провёл свою первую игру на домашнем стадионе «Аякса» — «Де Мер». Поединок завершился победным счётом 5:0, а один из голов забил сам Йохан. В тот период он выступал на поле с номером 8 на спине, который позже сменил на 11 и ещё позже на цифру 9. Спустя некоторое время после привлечения к первому составу, «Аякс» предложил Кройфу полноценный официальный контракт. На тот момент профессиональный контракт с футбольным клубом был редкостью в Эредивизи. Йохан подписал его и стал лишь вторым футболистом с таким контрактом в лиге. Контракт между клубом и игроком был заключён на четыре года, размер зарплаты составил 15 000 гульденов в год без учёта премиальных. Несмотря на наличие официального контракта, помимо игры в футбол Йохан занимался и случайными подработками. Поскольку большинство игроков команды были без контрактов, в полном составе «Аякс» мог тренироваться только вечерами, когда у игроков заканчивалась основная работа.
Несмотря на начало выступлений Кройфа за основу, «Аякс» продолжал демонстрировать не самые лучшие результаты. Клуб располагался в нижней части таблицы национальной лиги, а после ничьей с ДВС в январе 1965 года Бакингем был уволен. Новым главным тренером команды стал Ринус Михелс. С этим специалистом у Йохана сложились хорошие отношения, как в клубе, так и за его пределами. Михелс стал следить за прогрессом молодых игроков команды, и персонально — Кройфа. Задачей нового тренера стало избежание вылета в Первый дивизион. Уже в первом матче под его руководством «Аякс» победил МВВ со счётом 9:1; на протяжении оставшейся части сезона 1964/65 года «амстердамцы» показывали достаточно средние результаты, но в итоге им удалось остаться в высшей лиге. Всего за тот сезон, свой первый во взрослой команде, Кройф провёл в Эредивизи десять матчей, в которых забил четыре гола.

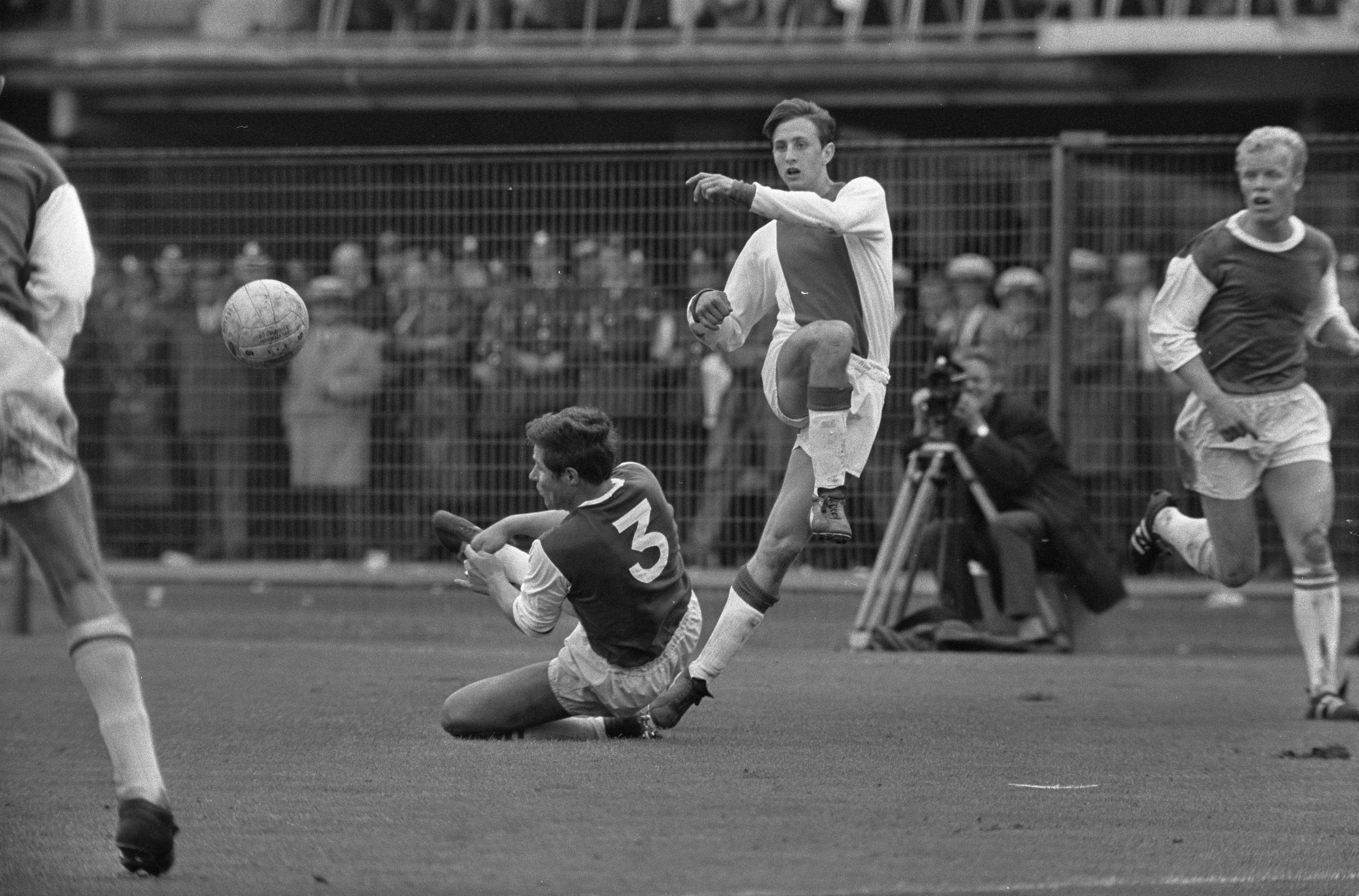
20-летний Кройф в матче против «Фейеноорда», 3 сентября 1967 года

С приходом Ринуса Михелса началось развитие «Аякса» как профессионального футбольного клуба. В этом сыграл большую роль как он сам, так и Яни ван дер Вен. Тренеры работали над развитием игроков команды, в число которых входил и Кройф. Многие игроки по инициативе Михелса получили полноценные контракты, из-за чего тренировки со временем стали проводиться в течение всего дня, что помогло игрокам стать сильнее как в техническом, так и в физическом плане. Основой успешных результатов нидерландского клуба в будущем стало сочетание таланта, техники и дисциплины игроков. Михелс с самого начала отметил футбольный талант Кройфа и позже отвёл ему одну из ключевых ролей на поле. Он следил за тем, чтобы молодой игрок был вовлечён в жизнь команды, а также зачастую проводил с ним беседы о тактике «Аякса» и его соперниках. По заметкам самого Кройфа, это научило его думать о командной игре с самых ранних этапов своей карьеры. Михелс разработал для Кройфа специальную программу для развития его физического состояния и поначалу нечасто использовал Йохана непосредственно в матчах.
Сезон 1965/66 года стал первым полноценным для Кройфа как игрока основы. Выступление завершилось для его команды завоеванием чемпионского титула Эредивизи. Выигранный трофей стал первым в карьере как 19-летнего Йохана, так и в тренерской карьере его наставника Михелса. 13-е место, на котором «Аякс» оказался в предыдущем сезоне, стало для клуба худшим результатом за всю историю выступлений этой команды в национальной лиге. Результаты улучшились благодаря новому главному тренеру, который получил поддержку руководства «амстердамцев» в воплощении своих идей, а также совершил несколько удачных трансферов. Михелс не сразу определился с позицией Йохана на поле, в первое время используя схему 4-2-4 с Питом Кейзером и Шаком Свартом на флангах, а также Кройфом и Хенком Гротом в центре нападения. Также Кройф поначалу не вызывал серьёзного доверия у Михелса из-за своего сильного пристрастия к курению. По воспоминаниям Шака Сварта, Йохан курил даже в перерыве игры. Впоследствии Кройф вытеснил Хенка Грота из основного состава и на долгие годы занял место в центре нападения «Аякса». Тот чемпионский сезон стал результативным лично для него — Йохан забил 25 голов во всех официальных турнирах и сделал свой первый хет-трик в карьере. Преодолев планку подросткового возраста, Йохан физически окреп, что позволило ему успешнее бороться с соперниками. Жёсткий стиль игры, которым отличалась национальная лига Нидерландов в тот период, способствовал формированию стойкости Кройфа к неприятным стычкам с оппонентами.
Высокая результативность футболиста привела к росту его популярности. К сезону 1966/67 года 20-летний Йохан Кройф считался важнейшим игроком команды Ринуса Михелса, такого мнения придерживался и сам тренер. «Аякс» демонстрировал победные результаты с множеством забитых голов, а Йохан впервые в карьере возглавил таблицу бомбардиров национальной лиги. В том сезоне «амстердамцы» во второй раз выиграли Эредивизи (забив рекордные на тот момент 122 гола в 34 матчах), одержали победу в Кубке Нидерландов (первый «золотой дубль» в истории клуба), а также благодаря прошлогоднему успеху приняли участие в розыгрыше Кубка европейских чемпионов. Кройф забил 33 гола в лиге и 41 во всех турнирах. Игра в еврокубке для команды Йохана началась с победы над «Бешикташем» в первом раунде, после чего «Аякс» попал на один из сильнейших клубов того времени во всём мире — английский «Ливерпуль». Именно «красные» считались безоговорочным фаворитом игры, однако уже к перерыву первого из двух матчей «Аякс» вёл со счётом 4:0. В итоге «амстердамцам» удалось одержать победу 5:1, а тот матч прозвали mistwedstrijd (с нидерл. — «туманная игра») — из-за сильного тумана, который чуть не спровоцировал перенос игры. Матч против «Ливерпуля» стал наглядной демонстрацией успешной работы методов Михелса для тысяч сторонних европейских болельщиков, а также, по признанию Кройфа, и для самих игроков команды. Ответный матч с «красными» на стадионе «Энфилд» завершился ничьей 2:2 благодаря дублю Кройфа. После прохода «Ливерпуля» «Аякс» стали причислять к вероятным победителям Кубка чемпионов, однако уже в четвертьфинале «амстердамцы» по сумме двух матчей проиграли пражской «Дукле», пропустив решающий мяч на последних минутах второй игры.
В июне 1967 года Кройф продлил свой контракт с клубом на четыре года с повышением зарплаты. В сезоне 1967/68 года «амстердамцы» вновь принимали участие в Кубке европейских чемпионов. На этот раз уже в первом раунде команда Кройфа получила в соперники испанский «Реал Мадрид», который оставался одним из сильнейших клубов той эпохи. На этот раз сотворить сенсацию «Аяксу» не удалось — дальше прошёл именно «Реал». Гол Йохана принёс ничью в первом матче, а во втором победителем оказалась испанская команда — 1:2 по результатам дополнительного времени. Ранний вылет из европейского турнира позволил команде Йохана сконцентрироваться на внутренней арене, в результате чего «Аякс» в третий раз подряд выиграл Эредивизи. Сам Кройф продолжил много забивать в лиге и в национальном кубке. В 1968 году он был впервые признан лучшим футболистом года в Нидерландах.

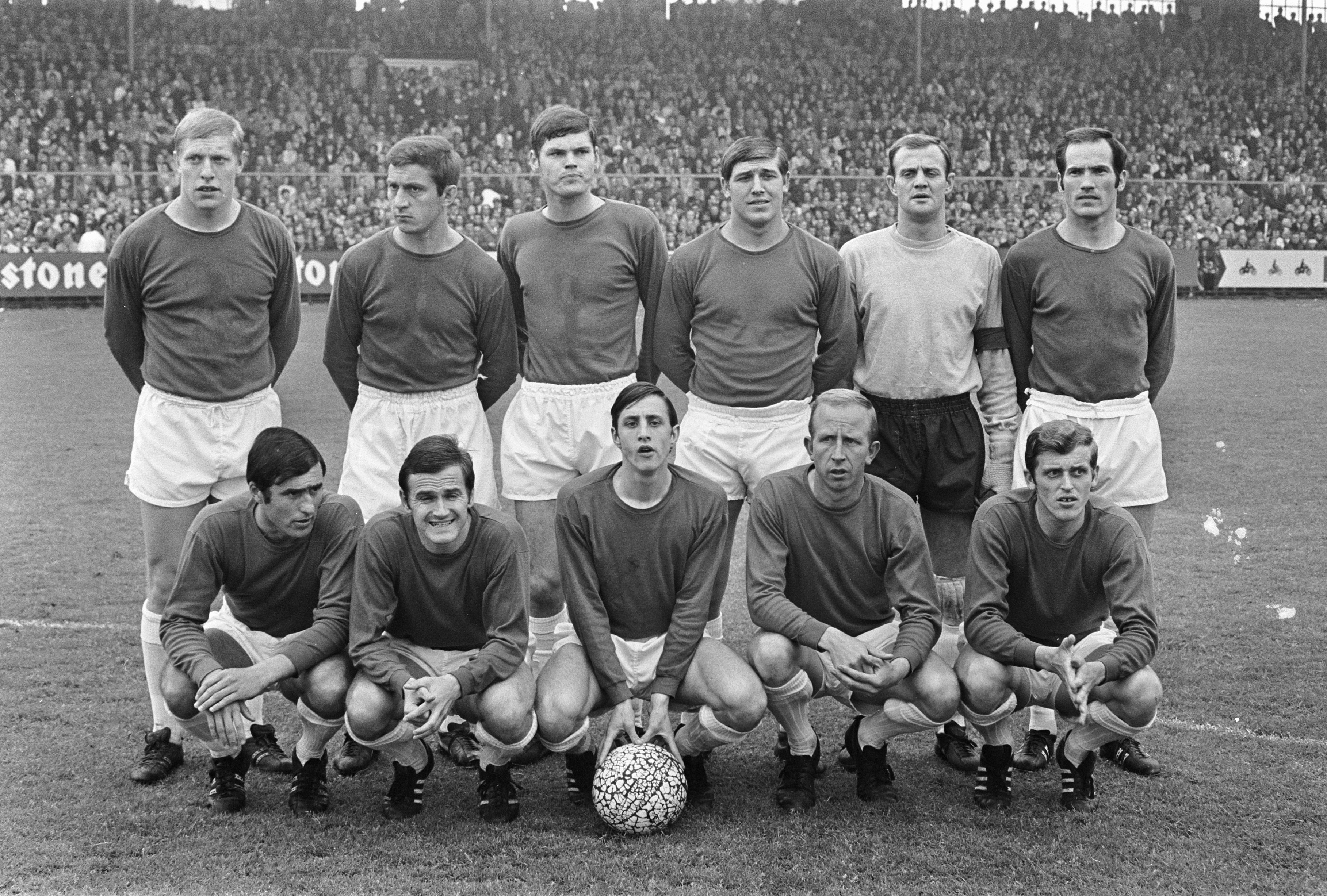
Командное фото игроков «Аякса», 1968 год

В сезоне 1968/69 года «Аякс» снова принимал участие в Кубке европейских чемпионов и, обыграв такие команды как «Нюрнберг», «Фенербахче», «Бенфика», а также словацкий «Спартак», смог дойти до финала данного турнира. Пройти «Бенфику» в 1/4 финала «Аяксу» удалось только по результатам третьего матча (переигровки), из-за ничьей по счёту первых двух. Выступление Кройфа в матчах против португальской команды автор биографической книги о нём Шериф Геммур называет «сенсационным». За три проведённых матча ему удалось забить три гола (дубль во второй игре и гол в третьей), что помогло «Аяксу» сначала отыграться после поражения 0:3, а потом пройти дальше. В финале «амстердамцы» проиграли «Милану» 1:4. «Аякс» стал первым клубом из Нидерландов, сыгравшим в финале Кубка чемпионов. Кройф к тому времени нарастил массу тела, благодаря чему уже не считался физически слабым игроком. Он забил 34 гола во всех турнирах, однако очередной розыгрыш чемпионата для «Аякса» не стал победным — отобрать первое место у этой команды смог «Фейеноорд», из-за чего «амстердамцы» не приняли участие в Кубке чемпионов 1969/70.
После поражения в финале еврокубка Ринус Михелс произвёл определённые изменения в составе, омолодив его новыми, тактически более гибкими игроками. В следующем розыгрыше Эредивизи «Аяксу» удалось вернуть себе звание чемпиона Нидерландов. Несмотря на обновление, команда продолжила забивать множество голов, как и сам Кройф. Результаты прошлого года позволили «амстердамцам» принять участие в Кубке ярмарок, где команде Йохана удалось дойти до полуфинальной стадии. Там победу по сумме двух встреч одержал лондонский «Арсенал».
Очередной проигрыш в финале европейского турнира подтолкнул Михелса к новым изменениям в команде — в 1970 году тренер решил отказаться от схемы 4-2-4, признав её устаревшей, и под влиянием различных факторов перевёл команду на 4-3-3. Эта схема сделала полузащиту команды плотнее, что отразилось на меньшем количестве пропущенных голов. Впоследствии «амстердамцы» стали играть только по этой расстановке, как позже и национальная сборная Нидерландов. Также тренер решил сделать больший акцент на изматывание противника: увеличил прессинг и дал указание больше атаковать всем игрокам команды. Эта манера отличалась от оборонительных трендов футбола того времени. Ещё в 1967 году игроки «Аякса» были способны меняться своими позициями без серьёзных потерь в качестве, этот аспект тренер также развивал, добиваясь, чтобы постоянная смена позиций проходила безболезненно по ходу игры на постоянной основе. В новой схеме Кройф зачастую выступал единственным центральным нападающим, рядом с ним играли Кейзер и Сварт (с 1972 года ещё и Джонни Реп). Несмотря на то, что из-за травмы Кройф пропустил первые три месяца сезона 1970/71 года, случившийся розыгрыш Кубка чемпионов стал для «Аякса» победным. Клуб выиграл этот турнир впервые в своей истории.

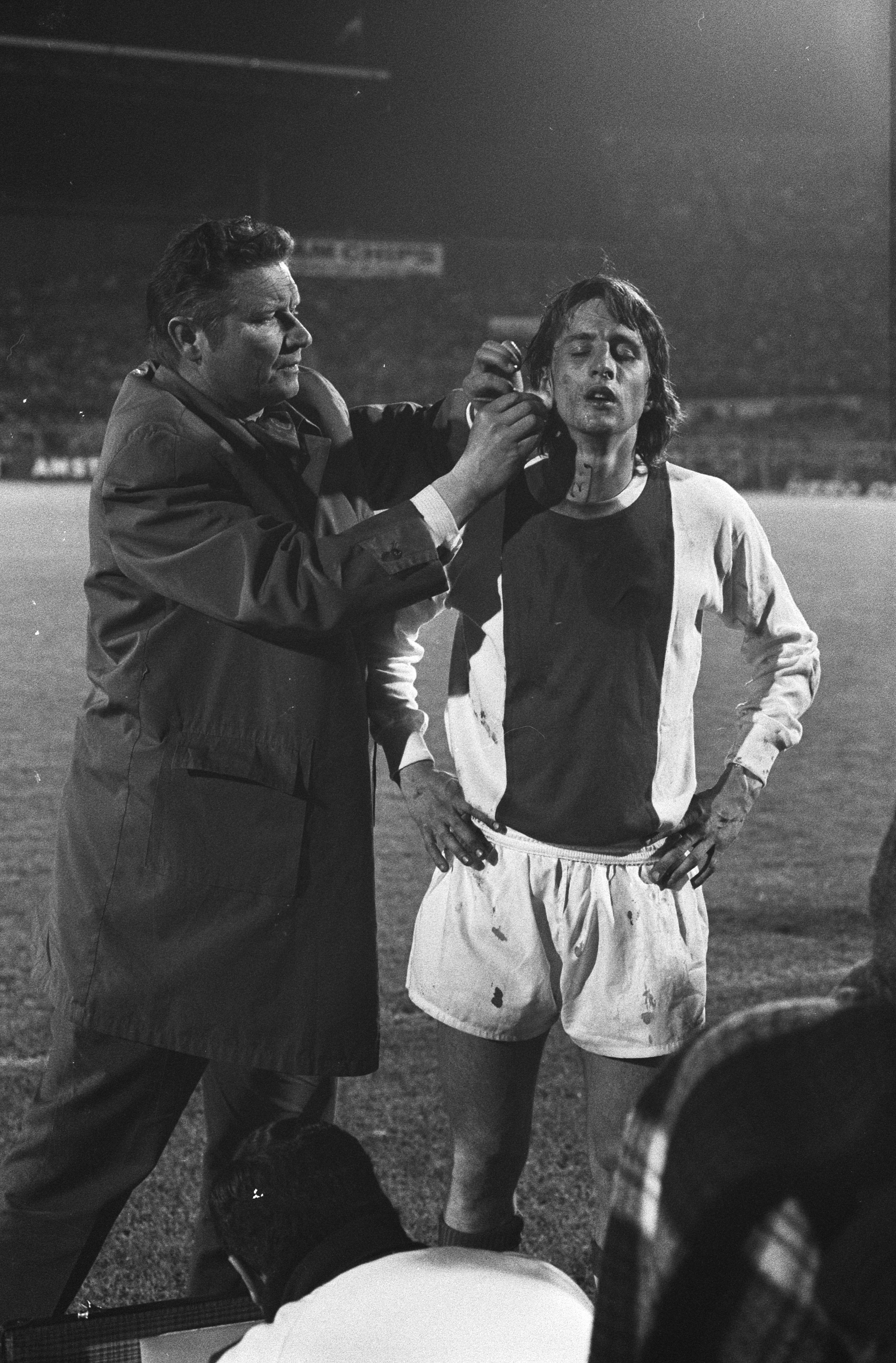
Клубный врач «Аякса» оказывает помощь Кройфу, 1971 год

В том сезоне, 30 октября 1970 года, Йохан Кройф впервые вышел на поле под 14-м игровым номером. Это произошло из-за случайности — Герри Мюрен потерял свою игровую футболку, а Кройф отдал ему собственную, с номером 9. Первая запасная футболка, которую нашёл Кройф, оказалась с номером 14 на спине. Впоследствии он по возможности использовал именно этот номер, с которым в итоге стало ассоциироваться его имя. Подобный игровой номер сильно выделялся на фоне других игроков, так как в те времена было обыденностью распределение цифр лишь с 1 по 11 среди футболистов основного состава. Спустя месяц, 29 ноября 1970 года, Йохан стал автором шести забитых голов в ворота команды АЗ’67, чем помог «Аяксу» одержать победу со счётом 8:1. Шесть мячей в том матче стали лучшим проявлением результативности Кройфа в одной игре за всю его профессиональную карьеру. Несмотря на триумф в Кубке чемпионов, «амстердамцы» вновь уступили чемпионский титул «Фейеноорду». Летом 1971 года, после победного финала, Ринус Михелс покинул «Аякс», отправившись в каталонскую «Барселону». В то же время появились слухи касательно вероятного ухода Кройфа из «Аякса», в частности, в «Фейеноорд» (искавший замену Уве Чиндваллю) или «Барселону», которую стал тренировать Михелс. Однако Йохан продлил свой контракт с клубом сразу на семь лет, с серьёзным повышением зарплаты. В связи с этим его стали критиковать за желание обогатиться.
Новым тренером «амстердамцев» стал румынский специалист Штефан Ковач. Он был менее дисциплинирован и авторитарен, нежели Михелс, в связи с чем игроки команды стали вести себя более раскрепощённо. По воспоминаниям Кройфа, эти обстоятельства отразились как на футболе, так и на атмосфере внутри коллектива: действуя свободнее, футболисты развили более органичный футбол в команде за счёт хорошего взаимопонимания. Ковач произвёл некоторые изменения в составе и обозначил Кройфа и Кейзера лидерами команды, последний стал её капитаном в сезоне 1971/72 года. «Аякс» во второй раз подряд выиграл Кубок чемпионов, обыграв в финале клуб «Интернационале» (2:0). Кройф забил в той игре оба гола своей команды. Победой завершился и сезон Эредивизи, а также Кубка Нидерландов. Тем самым «Аякс» стал обладателем «требла». 20 ноября 1971 года Кройфу удалось забить самый быстрый гол в истории лиги на тот момент — это случилось на девятой секунде в игре против «Телстара». Позже Йохан, забив четыре гола в ворота «Витесса», помог своей команде одержать победу со счётом 12:1 и установить ещё один рекорд лиги. По ходу того сезона ему также удалось стать обладателем первого для себя «Золотого мяча», приза от журнала France Football.
В начале сезона 1972/73 года Ковач назначил новым капитаном команды 25-летнего Йохана Кройфа. Практику ежесезонной смены капитана ранее практиковал Ринус Михелс. В отличие от предыдущего года, в сентябре «Аякс» принял участие в розыгрыше Межконтинентального кубка 1972, по ходу двухматчевого турнира одержав верх над аргентинским «Индепендьенте». В матче с этой командой, получив преимущество в счёте, Кройф в основном работал в защите: навязывал прессинг и цеплялся за мячи в отборе. Он играл на позиции атакующего полузащитника — дальше, чем обычно. В январе 1973 года Йохан сыграл в составе «Аякса» в первом в истории матче за новый трофей — Суперкубок Европы. Соперником «амстердамцев» тогда выступил победитель Кубка обладателей кубков — шотландский «Рейнджерс», а сам приз смогла выиграть команда Кройфа. Из шести голов, которые забил «Аякс» в ворота шотландского клуба за два матча, Йохан принял участие в пяти. Шериф Геммур отмечает, что при работе тренера Ковача влияние Кройфа на команду только увеличивалось, к примеру, он начал играть определённую роль в вопросах приглашения новых игроков в клуб. В частности, не без настойчивых просьб Йохана стал возможен переход Яна Мюлдера из «Андерлехта». Кройф пользовался свободой, которую давал своей команде Ковач, увеличивая свою роль в принятии тех или иных решений в клубе, чего не было при Михелсе. В конце сезона 1972/73 «Аяксу» удалось в третий раз подряд выиграть Кубок европейских чемпионов. Также «амстердамцам» удалось выиграть чемпионат.

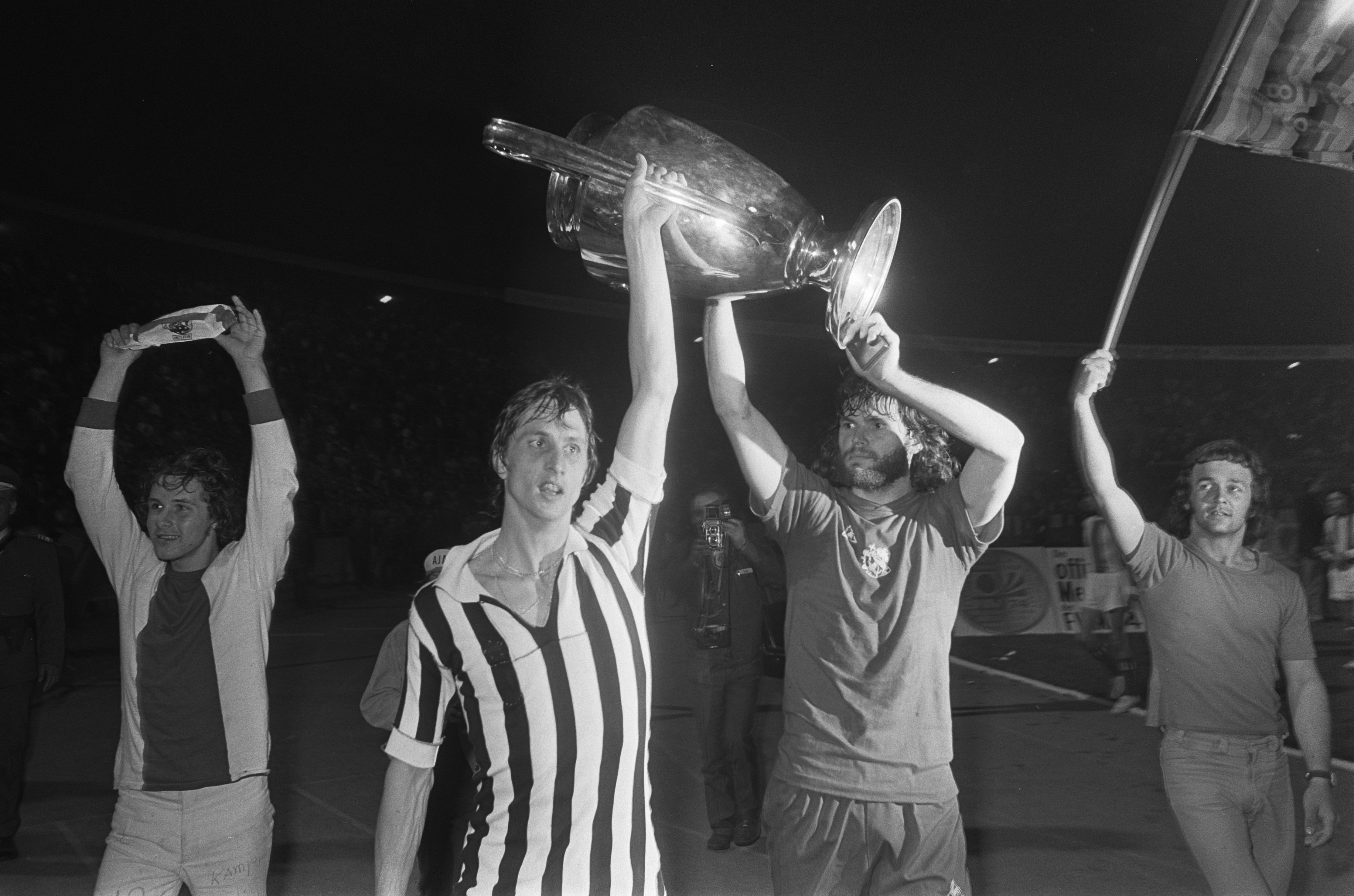
Йохан Кройф и Барри Хюльсхофф поднимают над своими головами Кубок европейских чемпионов, 1973 год

Однако в том сезоне в команде начались конфликты. Отношения между многими футболистами (в частности — с Кройфом) ухудшились в том числе и из-за свободы, которую обеспечил Ковач. Некоторым игрокам попросту надоели придирки своего капитана, которые он регулярно высказывал. Из-за проблем с приводящими мышцами Йохан пропустил несколько матчей, которые команда выиграла, что не сыграло на руку отношениям с партнёрами. Другие игроки также потеряли согласие друг с другом, из-за чего сплочённая команда начала распадаться. В итоге Кройф решил покинуть «Аякс», хотя он недавно продлевал контракт с клубом сразу на семь лет, а также несмотря на то, что тренер Ковач ушёл из команды после сезона 1972/73 года. На такое решение оказал влияние и тот факт, что после прихода нового специалиста Георга Кнобела среди игроков было проведено анонимное голосование по выбору нового капитана, которым в результате стал Пит Кейзер. Кройф был разочарован таким ходом, так как рассчитывал остаться капитаном. Позже Кнобел отмечал, что самомнение игроков в его новой команде было запредельным, имела место и зависть в сторону Кройфа. 19 августа 1973 года Йохан провёл свой последний матч за «Аякс» — против «Амстердама» (6:1).
В своей автобиографии Кройф отмечал, что всего за шесть лет «Аякс» прошёл от клуба средней руки до статуса одной из лучших команд мира. Вместе с прогрессом команды улучшалась и его собственная игра, в частности, благодаря работе с Ринусом Михелсом, который оставил огромный след на понимании футбола Кройфом. Большую роль в становлении как всей команды, так и персонально Йохана сыграли в том числе и провалы с ошибками, а также проигрыши, анализ которых позволял улучшать свою игру. Вместе с завоеванием титулов «Аякс» стремился демонстрировать яркую и атакующую игру, которая развлекала бы зрителей на трибунах, несмотря на то, что иногда это отнимало победы и не всегда удавалось воплотить в жизнь. Стиль, который развивал клуб, позже получил название «тотальный футбол».

### «Барселона» и уход из футбола (1973—1978)
После конфликта между игроками «Аякса» и решения Кройфа покинуть коллектив ему предстояло выбрать новую команду, которой стала каталонская «Барселона». Её тренером был Ринус Михелс, перебравшийся туда двумя годами ранее, что стало определяющим фактором при выборе Йоханом нового клуба. Помимо этого, он несколько раз бывал в Барселоне в отпуске и получил положительные впечатления об этом городе. На таком восприятии отразилось и знакомство с Карлесом Решаком, в то время выступавшим в составе «сине-гранатовых», который рассказывал Кройфу о клубе и городе с лучшей стороны. Несмотря на хорошие отношения между Михелсом и Кройфом, приоритетным вариантом пополнения состава для тренера был на тот момент лучший бомбардир Бундеслиги Герд Мюллер, лишь после которого шёл Йохан Кройф. Переход немца осуществить не удалось — руководители команды предпочли трансфер Кройфа из «Аякса». Интерес к Кройфу проявлял и другой крупный испанский клуб — «Реал Мадрид», однако Йохан согласился именно на предложение «Барселоны», несмотря на то, что свой последний на тот момент чемпионский титул она выиграла больше десяти лет назад. Каталонский клуб заплатил за Кройфа рекордную сумму — около миллиона фунтов стерлингов, до него ни разу в истории футболист не переходил в другую команду за бо́льшую сумму. Кроме того, самому Йохану была предложена зарплата вдвое больше той, которую он получал в «Аяксе» — два миллиона гульденов, с учётом того, что подоходный налог в Испании был значительно меньше, чем в Нидерландах.

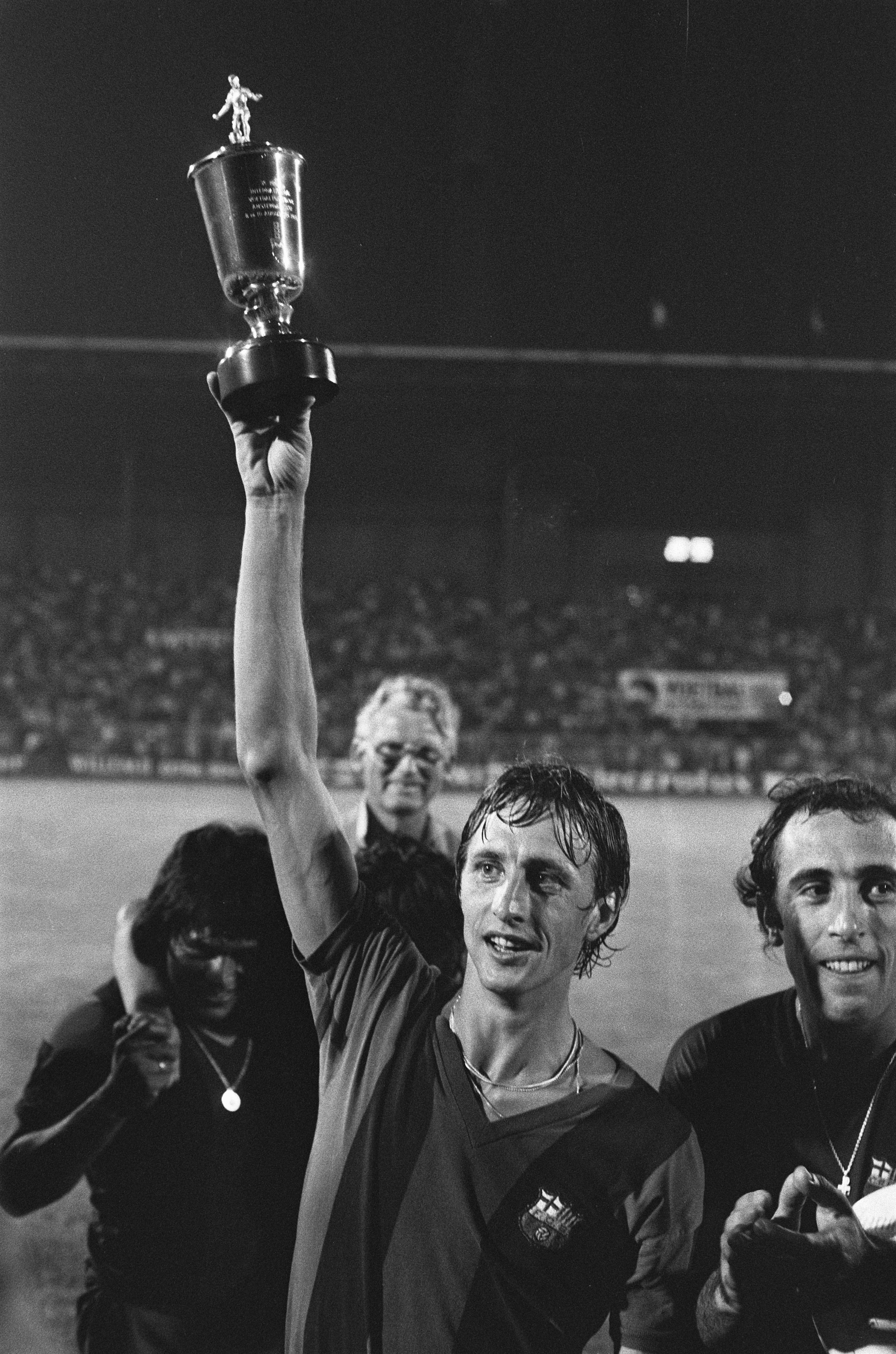
Кройф в качестве игрока «Барселоны»

Трансфер Кройфа из «Аякса» в «Барселону» был негативно встречен многими футбольными болельщиками. Переход не стал гладким и с юридической точки зрения: в Нидерландах трансферное окно было открыто до конца июля, а в Испании — до конца августа. Главный футбольный орган Нидерландов, Королевский футбольный союз, отказался выдать разрешение на трансфер игрока, из-за чего Кройф пропустил первые официальные игры сезона. Тем не менее руководители «Барселоны» хотели, чтобы болельщики увидели нового футболиста в своей форме, поэтому в начале сезона 1973/74 были организованы неофициальные товарищеские матчи. В итоге 5 сентября 1973 года Йохан Кройф дебютировал за «Барселону» в игре против «Серкль Брюгге», которая завершилась победой «сине-гранатовых» со счётом 6:0, три мяча — на счету Йохана. Впоследствии были сыграны ещё три матча, против «Киккерс», лондонского «Арсенала» и «Оренсе».
Несмотря на положительные результаты в товарищеских играх, начало сезона для «Барселоны» выдалось неудачным, и к моменту дебюта Кройфа в чемпионате Испании 28 октября «сине-гранатовые» одержали лишь одну победу и находились в конце турнирной таблицы. Первая игра Йохана в испанской лиге, против «Гранады», стала переломной — его клуб выиграл 4:0 (сам Кройф в той игре отличился дублем) и после этого не потерпел ни одного поражения, в итоге выиграв чемпионский титул с отрывом в восемь очков от занявшего второе место «Атлетико Мадрид». Йохан провёл тот сезон на высоком уровне и в декабре 1973 года получил свой второй «Золотой мяч» за выступления в течение прошедшего года как за «Аякс», так и «Барселону». По ходу серии удачных матчей «Барселона» 17 февраля 1974 года победила мадридский «Реал» в матче «Эль-Класико» на домашнем стадионе соперника, «Сантьяго Бернабеу», со счётом 5:0. Выигранное чемпионство в том сезоне стало первым для «Барселоны» за последние 14 лет.
В отличие от последнего периода в «Аяксе», статус Кройфа как лидера команды устраивал всех его партнёров. По ходу своего первого сезона в команде Йохан, согласно собственным комментариям, научился справляться с бо́льшим давлением, которое на него оказывалось, учитывая подобный статус в клубе. Ринус Михелс, вновь тренировавший Кройфа, продолжил участвовать в его развитии как человека и игрока, давая правильные советы в необходимое для этого время. Это отражалось и на тактике команды — Михелс подстраивал игру под Кройфа, чтобы тот показывал свои лучшие качества. За неполный сезон в испанской лиге Йохану удалось забить 16 голов, а вклад в победу, по замечанию Шерифа Геммура, оказался «фундаментальным». На тот момент Кройфу было 26 лет, и он находился на пике своего мастерства. Йохан принёс пользу «Барселоне» и вне футбольного поля. В то время с новой силой набирало обороты движение за независимость Каталонии, и руководители «Барселоны», как отмечал Кройф, использовали его как часть вклада команды в это движение. Йохан отличался непокладистым характером, благодаря чему подходил под роль человека, иногда провоцировавшего правящие элиты Мадрида.

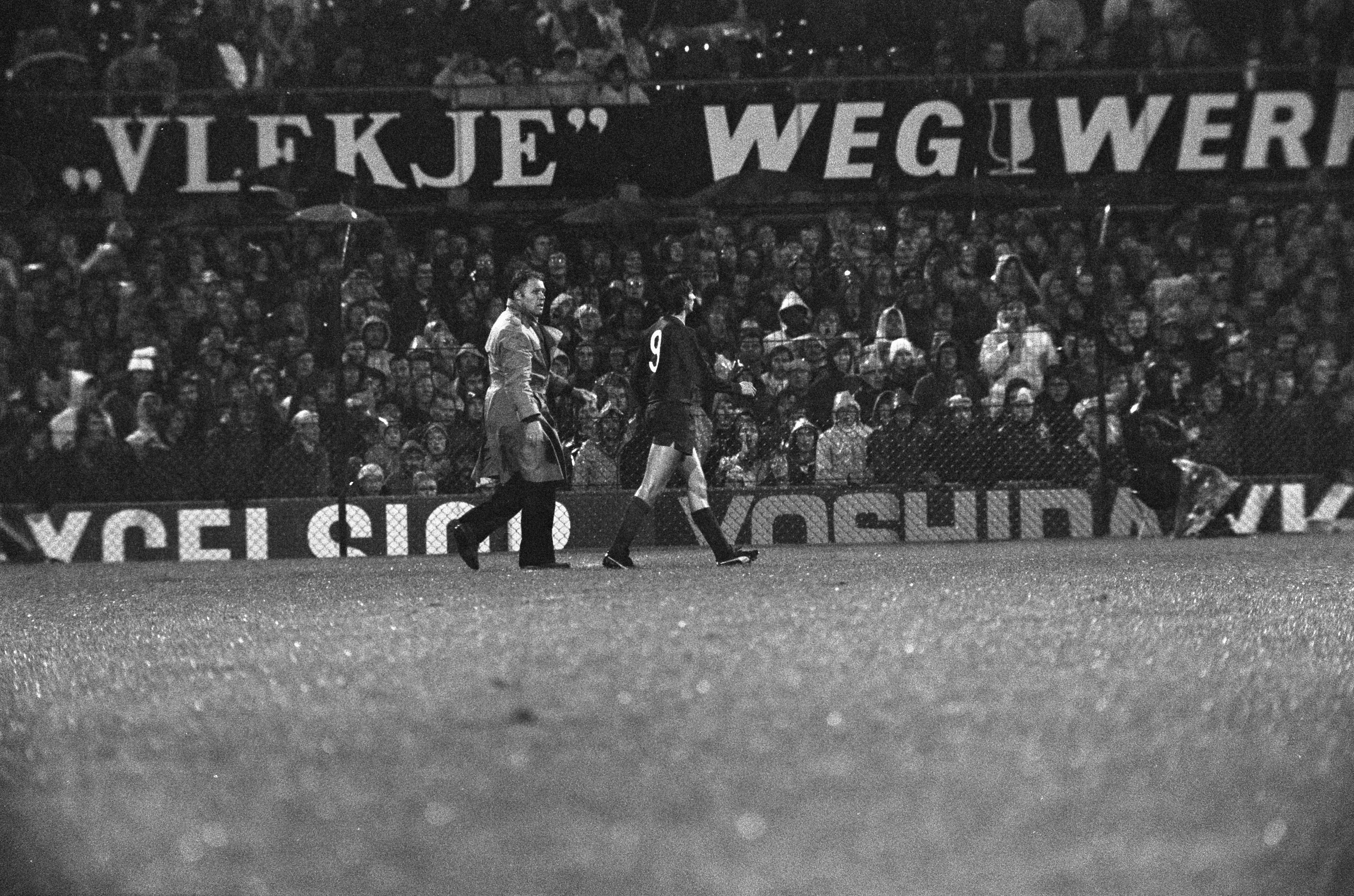
Ринус Михелс и Йохан Кройф на матче Кубка европейских чемпионов, октябрь 1974 года

После одного сезона в составе «Барселоны» Кройф был назначен новым капитаном «сине-гранатовых». Несмотря на то, что он проведёт в команде ещё четыре года, ему не удастся вновь выиграть испанский чемпионат уже в качестве капитана. Однако Кройфу всё равно удалось получить уважение и почтение от каталонских болельщиков. Летом 1974 года в «Барселону» перешёл бывший партнёр и друг Кройфа — Йохан Нескенс. Свой первый совместный матч в составе каталонского клуба они провели в товарищеской встрече с бразильским «Сантосом», где Кройф также сыграл против Пеле. Второй его сезон в «Барселоне», 1974/75 года, прошёл сложнее первого. Соперники стали более внимательно подходить к играм против команды нидерландца, используя плотную опеку против него, а также противодействуя комбинациям Кройфа из глубины поля. Против Йохана стали применяться и более жёсткие приёмы, направленные на его нейтрализацию. Жёсткую игру против Кройфа практиковали и во время его игры за «Аякс», однако там в команде имелись «телохранители»: игроки, отвечающие ударом на удар. В конце 1974 года Кройф получил ещё один «Золотой мяч», второй подряд и третий за четыре года. «Барселона» по итогам сезона заняла второе место в Примере, в Кубке чемпионов же выступление завершилось на стадии 1/2 финала — победителем в паре оказался английский «Лидс Юнайтед». Кройф забил семь голов в чемпионате за сезон.
Перед началом сезона 1975/76 года тренера Михелса сменил новый специалист — Хеннес Вайсвайлер. Отношения Кройфа с ним получились очень прохладными. Вайсвайлер славился конфликтным характером в отношении звёзд и сразу после прихода потребовал жёсткой дисциплины. Новый тренер следовал привычным для себя методикам тренировок, а немецкий подход к тренировочному процессу сильно отличался от нидерландского, к которому привык Йохан и который ранее использовался в команде. В Германии того времени обыденной практикой воспринималось принятие всех решений тренером, которые считались незыблемыми, — в Нидерландах же основой работы на поле были совместные усилия всех членов команды. Вайсвайлер перестал давать Кройфу неприкосновенность и поблажки, которые были у него ранее, а также стал первым тренером, попытавшимся запретить Кройфу курить в перерывах между таймами. Со временем отношения между игроком и тренером стали невыносимыми и токсичными. В марте, после поражения от «Ливерпуля» в матче 1/2 финала Кубка УЕФА, немецкий тренер подал в отставку. Несмотря на конфликт и уход менеджера, «Барселоне» всё равно удалось финишировать в испанской лиге на втором месте. В середине сезона Кройф занял третье место в голосовании за «Золотой мяч», победителем стал советский нападающий Олег Блохин.
В сезоне 1976/77 Кройф потребовал вернуть Михелса на пост тренера «Барселоны», что в итоге и произошло. Несмотря на большое количество слухов о возможном уходе Йохана из команды в Италию или Нидерланды, он переподписал контракт с «Барселоной», продлив его на два года. В течение всего сезона «сине-гранатовые» вели ожесточённую борьбу с «Атлетико Мадрид» за чемпионский титул. В одной из решающих встреч чемпионата — против «Малаги» 6 февраля 1977 года — Кройф получил красную карточку за споры с арбитром по поводу засчитанного гола соперника, за что согласно регламенту лиги был исключён из команды сразу на три игры. В них «Барселона» заработала лишь одно очко из шести, в конечном итоге упустив чемпионский титул. В Кубке УЕФА команда Кройфа вылетела на стадии 1/4 финала, уступив «Атлетик Бильбао». Сам Йохан отличился более высокой результативностью, чем в прошлые сезоны.
Сезон 1977/78 года стал для нидерландца последним в составе каталонской «Барселоны». На этот раз с самого начала чемпионата Испании первое место занял «Реал Мадрид», тогда как «сине-гранатовые» расположились на второй строчке, что в итоге и сохранилось до самого конца розыгрыша лиги. Серьёзную роль в этом результате сыграли два поражения «Барселоны» в очных матчах с «Реалом». В течение сезона Кройф перенёс операцию на мениске. Выступление в Кубке УЕФА завершилось поражением от ПСВ в 1/2 финала. В апреле 1978 года «Барселоне» удалось выиграть Кубок Испании — «сине-гранатовые» обыграли «Лас-Пальмас» в финале турнира. Этот трофей стал вторым и последним за пять лет Йохана в составе каталонской команды. 7 мая 1978 года он провёл свой последний матч за «Барселону» в Примере: против «Валенсии» на «Камп Ноу». В последнем для себя сезоне Кройф забил лишь пять голов в лиге — самый слабый результат за всю его карьеру в Испании.

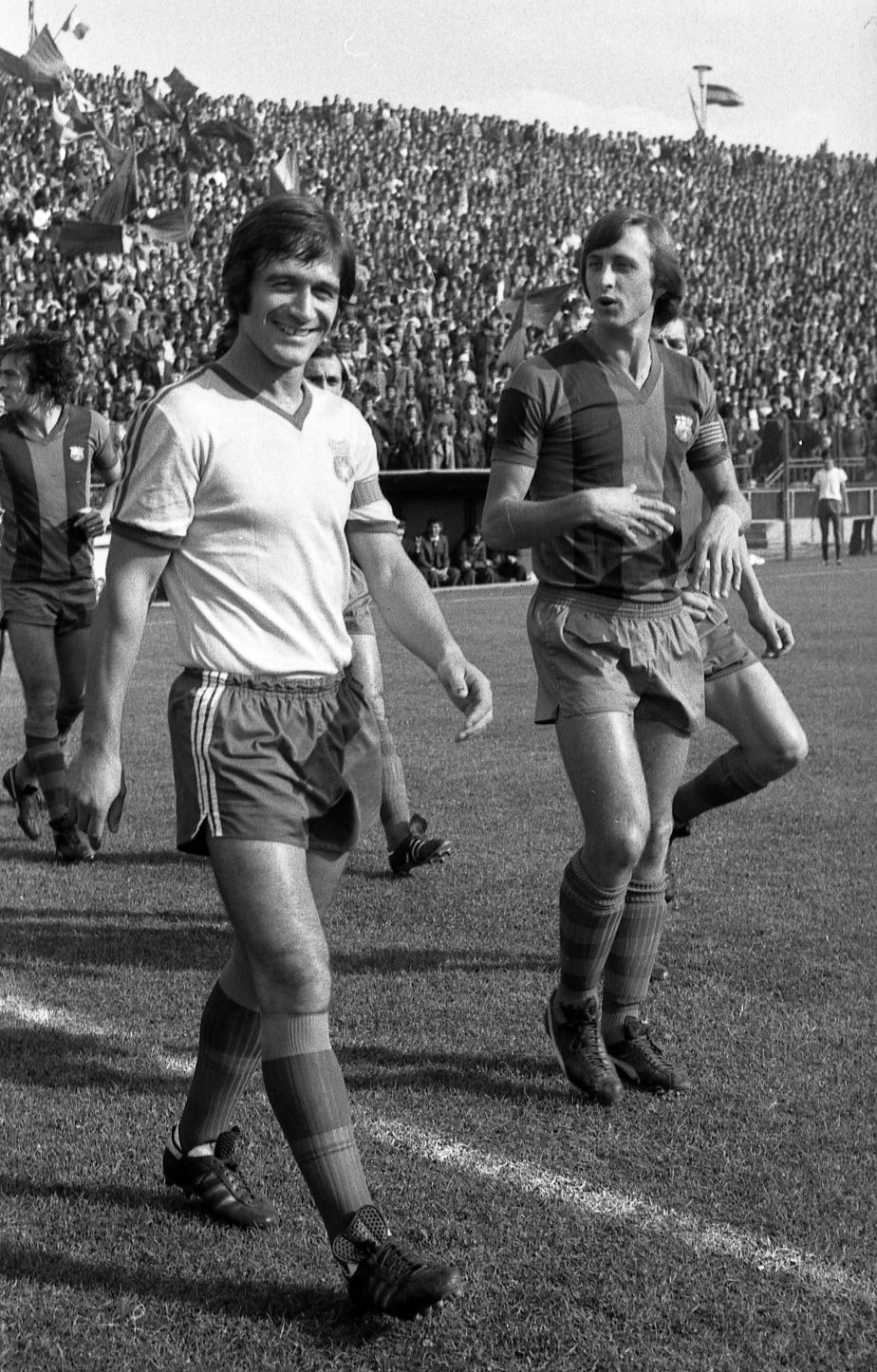
Йон Думитру и Йохан Кройф, 1977 год

Несмотря на небольшое количество выигранных трофеев, «Барселона» и персонально Кройф демонстрировали достаточно успешные результаты, трижды заняв второе место в Примере и один раз третье, а также трижды входили в четвёрку лучших команд в еврокубках и один раз дошли до четвертьфинала. Как отмечает Шериф Геммур, в отличие от «Аякса» или сборной Нидерландов, «Барселона» не являлась коллективно сплочённой командой, что отразилось на результатах.
«Мой уход из футбола — дело окончательное и бесповоротное»
Весной 1978 года, в 31-летнем возрасте Йохан Кройф решил завершить игровую карьеру. По случаю его ухода из футбола были проведены два прощальных товарищеских матча: «Барселона» — «Аякс» и «Аякс» — «Бавария». В первой игре Кройф выступал в составе «сине-гранатовых», встреча завершилась поражением его команды 1:3, второй же матч нидерландский игрок провёл в составе «Аякса» — он закончился поражением 0:8. Такие конечные результаты смутили Кройфа, так как по собственному признанию, он мечтал не о таком прощании с футболом. После завершения игровой карьеры Йохан по наводке своих знакомых решил заняться бизнесом, однако это произошло в сфере, о которой он ничего не знал — разведения свиней. Так как Кройф ранее не имел опыта с ведением дел и каким-либо бизнесом, он потерял вложенные средства. Денежную ситуацию в жизни Кройфа в тот момент ухудшили и перемены в законах Испании в отношении налогов. В итоге всей ситуации Йохан был вынужден продать практически всю свою собственность. Его убытки, по оценкам газет, составили сумму в шесть миллионов долларов.

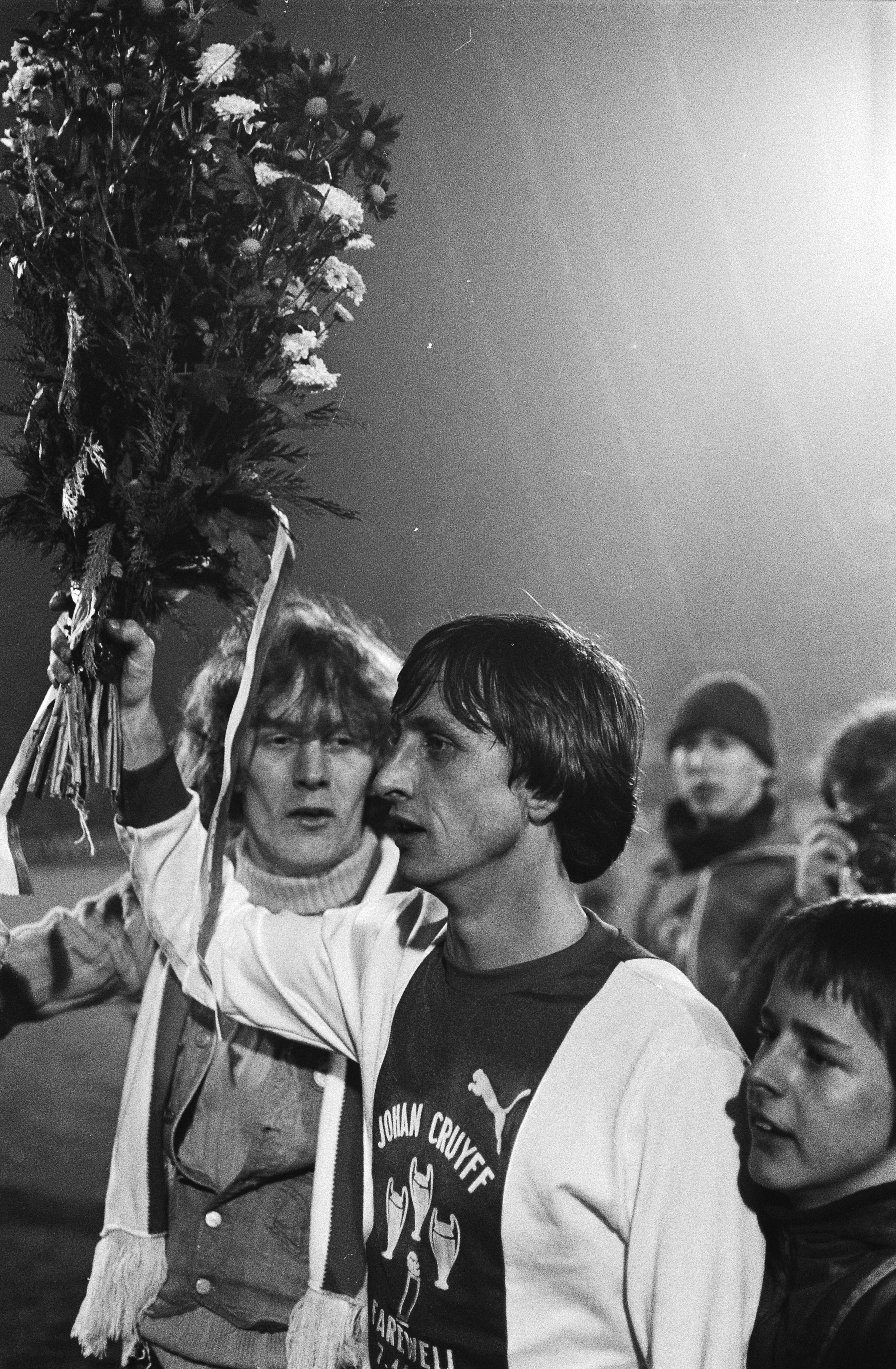
Прощальный матч Кройфа, 1978 год

### Возобновление карьеры и вояж в США (1979—1981)
Серьёзные денежные потери, случившиеся в жизни Йохана Кройфа, сподвигли его пересмотреть решение о завершении своей игровой карьеры. Среди имущества, потерянного Йоханом, была и его квартира в Барселоне, поэтому он вместе со своей семьёй решил начать новый этап жизни где-нибудь в другом месте. Этим местом стали Соединённые Штаты Америки. Новая страна, по словам Кройфа, открыла в нём новые амбиции и научила развивать их. Спустя шесть месяцев после завершения карьеры, уже в 32 года, Йохан подписал контракт с клубом Североамериканской футбольной лиги (NASL) «Лос-Анджелес Ацтекс». «Ацтекс» был не единственным американским клубом, проявлявшим интерес к Кройфу. Звёздным игроком интересовался и «Нью-Йорк Космос», он неформально пообщался с владельцами клуба и даже сыграл в выставочном неофициальном матче в составе этой команды (вместе с ещё одним известным футболистом — Францем Беккенбауэром), однако в итоге Кройф принял решение перейти в «Ацтекс». Его не устраивало искусственное поле домашнего стадиона «Нью-Йорк Космос», что было фактором в принятии им решения о выборе между командами, так как клуб из Лос-Анджелеса играл на натуральном газоне. Определённую роль в выборе Кройфом именно этой команды также сыграл и Ринус Михелс — незадолго до трансфера хорошо знакомый Йохану специалист стал главным тренером «Ацтекс».
Несмотря на месяцы простоя без тренировок, Кройфу удалось быстро вернуться в ритм профессиональной подготовки и набрать необходимые кондиции для выступлений. Переговоры между «Лос-Анджелес Ацтекс» и игроком прошли очень быстро, не пришлось ждать и его первого появления в футболке новой команды. Это произошло всего через четыре часа после его прилёта в США 23 мая 1979 года. В том дебютном матче против «Рочестер Лансерс» Кройф провёл на поле бо́льшую часть игрового времени и отличился дублем. В течение следующих шести матчей он забил ещё три гола. Удачное начало позволило американским болельщикам позитивно оценить нидерландского игрока. Также переход Кройфа помог увеличить посещаемость домашних матчей команды. Помимо знакомого тренера, в составе «Ацтекс» были и другие нидерландцы, такие как Вим Сюрбир и Томас Ронген, в связи с чем адаптация Кройфа прошла очень быстро. За игру в сезоне 1979 года в составе «Ацтекс» Кройф получил награду лучшему игроку NASL. В течение 1980 года у «Лос-Анджелес Ацтекс» сменились владельцы — клуб выкупила мексиканская компания Televisa, и латиноамериканские руководители были настроены сменить вектор развития команды, желая видеть в её составе только латиноамериканских игроков. Кройф не вписывался в эту модель, а также получал большую зарплату, из-за чего было принято решение о его продаже. Позже Йохан отметил, что его удивила модель, используемая в те годы в американском футболе: во первых, у него не было контракта с клубом, вместо этого он подписывался с самой лигой, во-вторых — когда было принято решение о продаже Кройфа, его поставили перед фактом совершённой сделки.

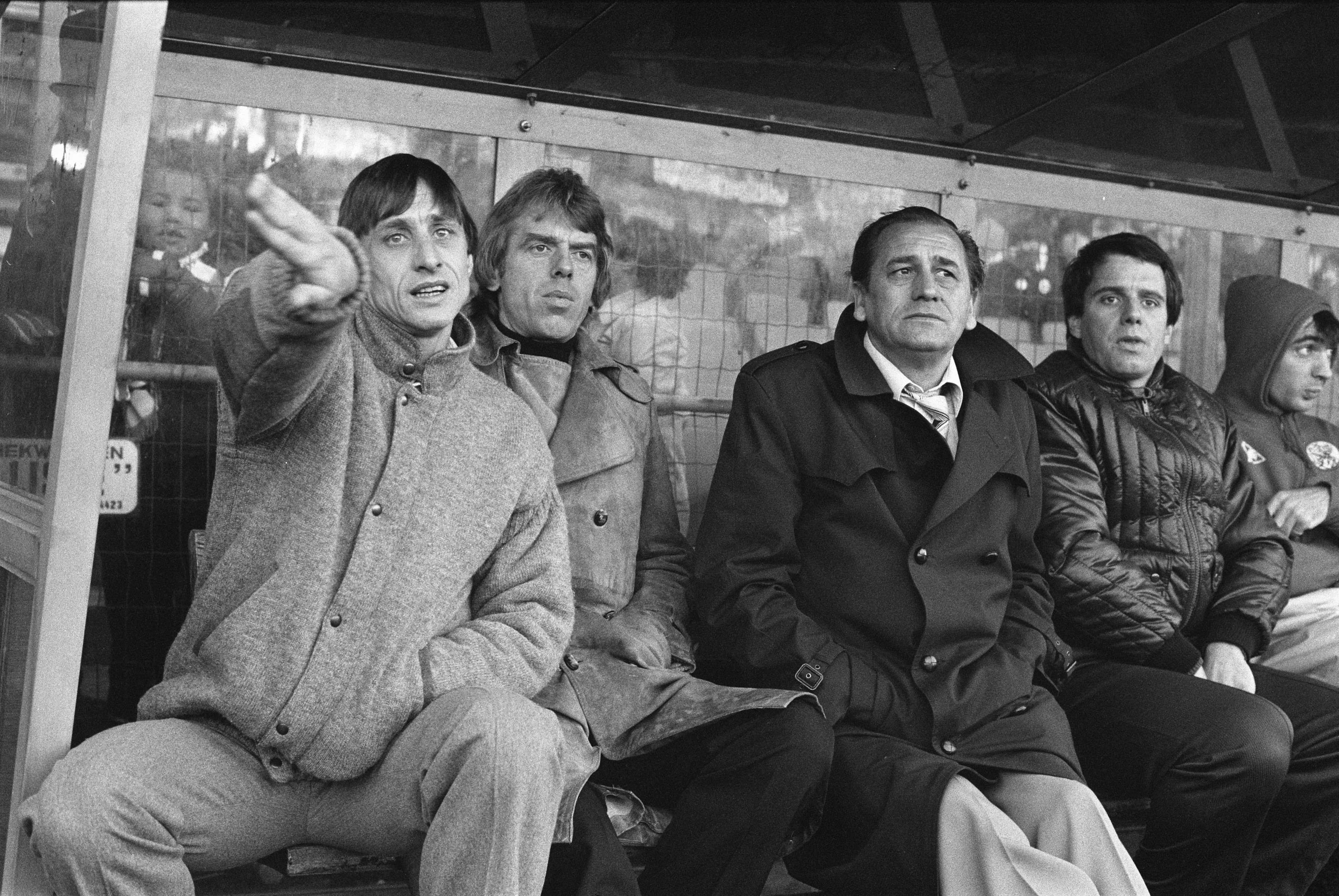
Кройф на скамейке запасных в качестве советника Лео Бенхаккера на матче «Аякс» — «Твенте»

Командой, выкупившей нидерландского футболиста, стал «Вашингтон Дипломатс», базировавшийся на противоположном берегу страны. Учитывая то, что Йохан был знаменитой персоной, после трансфера его приняли в Демократическую партию, на чём настоял владелец клуба, бывший демократом. За переход Кройфа заплатили миллион долларов, ещё полтора он должен был получить в качестве зарплаты. Зарплата Йохана была выше стоимости всех остальных игроков «Дипломатс» вместе взятых. Несмотря на то, что Кройфа покупали с целью улучшения результатов команды, в начале сезона 1980 года «Дипломатс» проиграл почти все матчи. Тренер команды, Гордон Брэдли, не нашёл общий язык с Кройфом, так как он не был фанатом «тотального футбола», в который привык играть Йохан. Также от игры на искусственном газоне в Вашингтоне Кройф стал часто получать травмы. По окончании сезона в NASL 1980 года, «Аякс» пригласил Кройфа но должность технического советника команды. Находясь на этом посту, он помогал на тот момент главному тренеру «амстердамцев» Лео Бенхаккеру. Команда, находившаяся на восьмом месте в Эредивизи, за время работы Кройфа поднялась на вторую позицию.
В общей сумме в составах «Ацтекс» и «Дипломатс» Кройф провёл три сезона. За это время ему удалось получить многие новые навыки, так как он столкнулся с ранее неведомой для себя культурой и страной. Йохан, по собственному признанию, оценил и переосмыслил свою жизнь за время нахождения на другом континенте. Он, наряду с другими известными игроками, стал одним из пионеров, начавших поднимать популярность футбола как вида спорта в США, который в те времена в этой стране не воспринимали серьёзно. Поездка в Америку сильно повлияла и на восприятие Кройфом футбола как профессионального спорта, он узнал много нового о методах работы футбольных клубов, которые сильно отличались от привычных европейцам.

### Возвращение в Европу: «Леванте» и «Аякс» (1981—1983)

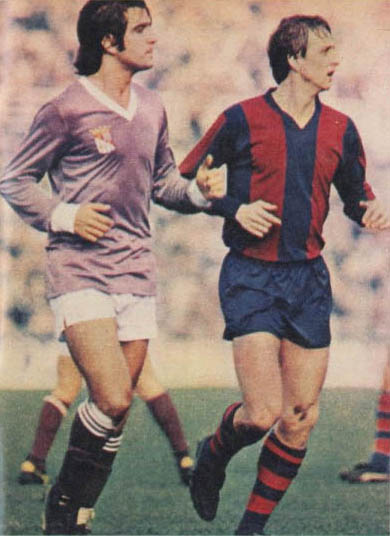
Йохан Кройф в своей первой игре за «Леванте», 1 марта 1981 года

Три проведённых года в США стали для Кройфа позитивным опытом, однако со спортивной точки зрения Североамериканская лига не могла удовлетворить соревновательные желания игрока. Отчётливо отразились на этом ощущении его тренировки в составе «Аякса» во время межсезонья в Америке, на которых Кройф, по собственным словам, отчётливо понимал, что, несмотря на 34-летний возраст, он всё ещё может конкурировать с игроками основного состава клубов Эредивизи. За время выступлений в Америке Йохану удалось полностью восстановить оптимальную форму, после чего он решил вернуться в европейский футбол. Зимой 1981 года, после срыва трансфера в английский «Лестер Сити», Кройф перешёл в испанский «Леванте», выступавший во втором дивизионе Испании. 1 марта 1981 года он провёл свою первую игру за «Леванте» — против «Паленсии» (1:0). Выступление в составе испанского клуба не стало удачным для Кройфа. С самого начала у него не заладились отношения с новыми одноклубниками, которые не ожидали прихода посреди сезона такого известного игрока, получившего самую большую зарплату в команде. Не сложились у Йохана и отношения с главным тренером команды Пачином. Сезон для «Леванте» завершился на девятом месте в таблице Сегунды, из-за чего команда не смогла вернуться в высшую лигу. По окончании сезона завершилось и пребывание в этой команде Йохана Кройфа. После периода игры в «Леванте» летом 1981 года он вернулся в «Вашингтон Дипломатс», где вновь провёл несколько игр в сезоне NASL. 18 августа сыграл свою последнюю встречу в составе «Дипломатс» — против «Монреаль Мэник». Впоследствии Кройф принял решение о возвращении в качестве игрока в свой первый клуб — «Аякс».
В амстердамской команде подбирался состав из молодых игроков, которые с нетерпением ждали возможности поиграть с Кройфом. Как отмечал сам Йохан, он был очень рад вернуться в ставшую родной команду, однако его второе пребывание в клубе вновь не стало беспроблемным. Опыт, который Кройф получил в США, касался в том числе работы руководителей команд, он очень положительно отмечал подход американцев к управлению клубами и успел привыкнуть к нему, в связи с чем в «Аяксе» стал интересоваться деталями управления коллективом. Йохан изменил свой подход к пониманию эффективной игры в футбол, он стал считать, что за это отвечает не только качественная игра на самом поле, но и соответствующий уровень управления клубом, чего в те годы в «Аяксе», по его мнению, не хватало. Тем не менее незадолго до его прихода команда демонстрировала позитивные результаты — «амстердамцам» удалось выиграть чемпионство в сезоне 1979/80, также в клубе собиралась масса перспективных футболистов. Несмотря на различия в возрасте, Кройф поладил практически со всеми ними, в том числе с Франком Райкардом и Марко ван Бастеном. По словам Йохана, общественность относилась к его возвращению скорее негативно: несмотря на былые заслуги, к Кройфу относились как к ветерану, уже не соответствующему игрокам высокого уровня. В связи с этим ему было что доказывать. 6 декабря 1981 года Кройф впервые вышел на поле за «Аякс» после возвращения, это случилось в игре с клубом «Харлем». В том матче он отличился забитым мячом, что расположило к нему болельщиков. Однако роль Кройфа в большей части сезона 1981/82 года заключалась в подмене игроков основы. К тому моменту Йохан за всю профессиональную карьеру успел поиграть практически на всех позициях на поле, кроме вратарской, что позитивно влияло на его роль сменщика: он выходил туда, куда нужно. Тренером команды на момент его возвращения был Курт Линдер, работу с ним Йохан оценивал положительно. Тренер относился к Кройфу снисходительно, обращая внимание на большой для футболиста возраст, и не нагружал того на тренировках, а также следил за тем, чтобы он не травмировался. По окончании сезона Линдер покинул свой пост, его сменил Ад де Мос. Новый специалист был молод для тренера, он хотел перенять у Йохана опыт. Отношения между ними сложились хорошо.
Несмотря на удачные выступления на поле и хорошее общение в раздевалке, Кройф был недоволен решениями, которые принимало руководство «Аякса». Благодаря полученному опыту он определил проблемные сферы, и к старту его второго сезона в составе «амстердамцев» недовольство возрастало в геометрической прогрессии. Серьёзную роль в напряжённых отношениях с руководством сыграли и денежные разногласия — по договорённости, достигнутой между Кройфом и «Аяксом» перед подписанием контракта, доходы от продаж билетов, покупавшихся после заполнения трибун на тот момент среднестатистическими десятью тысячами болельщиков делились между клубом и Йоханом пополам: эти деньги отправлялись в его пенсионный капитал, и он мог бы их получить впоследствии. Оба сезона Кройфа после возвращения завершились выигранным чемпионством, в связи с чем на трибунах было большое количество болельщиков. Высокая посещаемость распространилась и на его второй сезон, когда «Аякс» стал часто играть на «Олимпийском стадионе» в Амстердаме, вмещающем гораздо больше зрителей, чем их арена — «Де Мер». После окончания сезона 1982/83 года совет директоров клуба решил, что Кройф, получавший самую большую зарплату среди всех профессиональных футболистов Нидерландов, зарабатывает слишком много. Тем временем о его проблемах с руководством «Аякса» узнали в другом нидерландском клубе — «Фейеноорде».

### «Фейеноорд» (1983—1984)

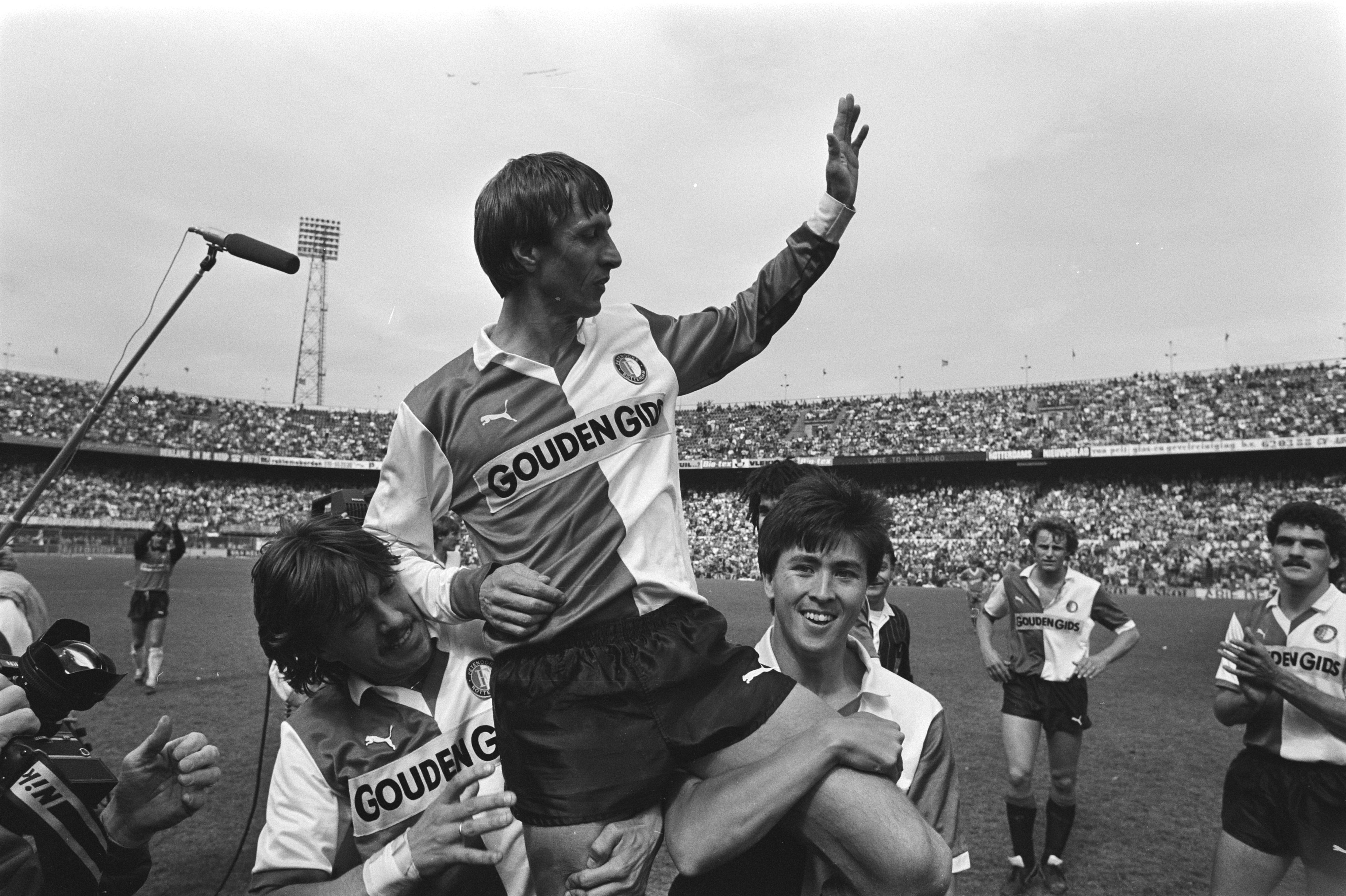
Последний матч Кройфа в качестве футболиста, 13 мая 1984 года

Руководство «Фейеноорда» предложило Кройфу, у которого заканчивался контракт, условия, о которых он ранее договорился с «Аяксом», и тот принял это предложение. Его привлекло то, что стадион команды вмещал более 47 тысяч человек на постоянной основе. Позже Йохан отмечал, что «Аякс» остался клубом всей его жизни, но руководители команды в тот момент отказались идти ему навстречу, отмечая его большой возраст. «Фейеноорд» и «Аякс» являются враждующими командами, между ними разыгрывается дерби «Де Классикер». Переход из одной команды в другую не был позитивно воспринят ни одними, ни другими болельщиками. Кройфу вновь пришлось доказывать свой уровень. Тренером «Фейеноорда» на тот момент был Тейс Либрегтс, он применял к Кройфу такой же подход, какой ранее делал Курт Линдер в «Аяксе». Среди многих болельщиков складывалось мнение, что в последние годы своей игровой карьеры именно Кройф принимал все важные решения по поводу игры его команд, в то время как тренеры занимали некий декоративный пост. Сам Йохан отрицал подобную версию, он отмечал, что в футболе высокого уровня результат может быть достигнут только общими усилиями, а хороший игрок не может компенсировать плохого тренера, как и наоборот. Тем не менее он был лидером своих команд и часто передавал тренерские инструкции игрокам на поле, а также следил за их выполнением. В знак уважения к «Аяксу», в «Фейеноорде» Кройф не стал использовать свой привычный номер 14, выбрав вместо него номер 10.
Последний сезон Кройфа в качестве профессионального футболиста начался с крупного поражения в дерби с «Аяксом» — 2:8, однако такой результат стал исключением из всего проведённого сезона. «Фейеноорд» по его итогам выиграл национальный чемпионат и Кубок Нидерландов, а сам Йохан стал лучшим бомбардиром первенства. Это случилось несмотря на его игровой спад, который произошёл ещё в прошлом сезоне в «Аяксе». Его причиной послужила смерть дяди Кройфа, Хенка, которая сильно подкосила игрока, из-за чего в «Фейеноорд» он переходил не в лучшем состоянии. Тем не менее уже 37-летнему Кройфу удалось вернуть удачные кондиции, чтобы помочь команде выиграть возможные трофеи. Весной 1984 года Йохану было предложено продлить свой контракт с клубом, однако он решил не делать этого и завершить карьеру по окончании сезона на удачной ноте, что контрастировало с его предыдущей попыткой. 13 мая 1984 года в игре против ПЕК Зволле Йохан Кройф провёл свой последний матч в качестве футболиста. Он был заменён во втором тайме, после чего партнёры по команде немного пронесли его по полю. В возрасте 37 лет он был признан лучшим нидерландским футболистом года.

## Карьера в сборной

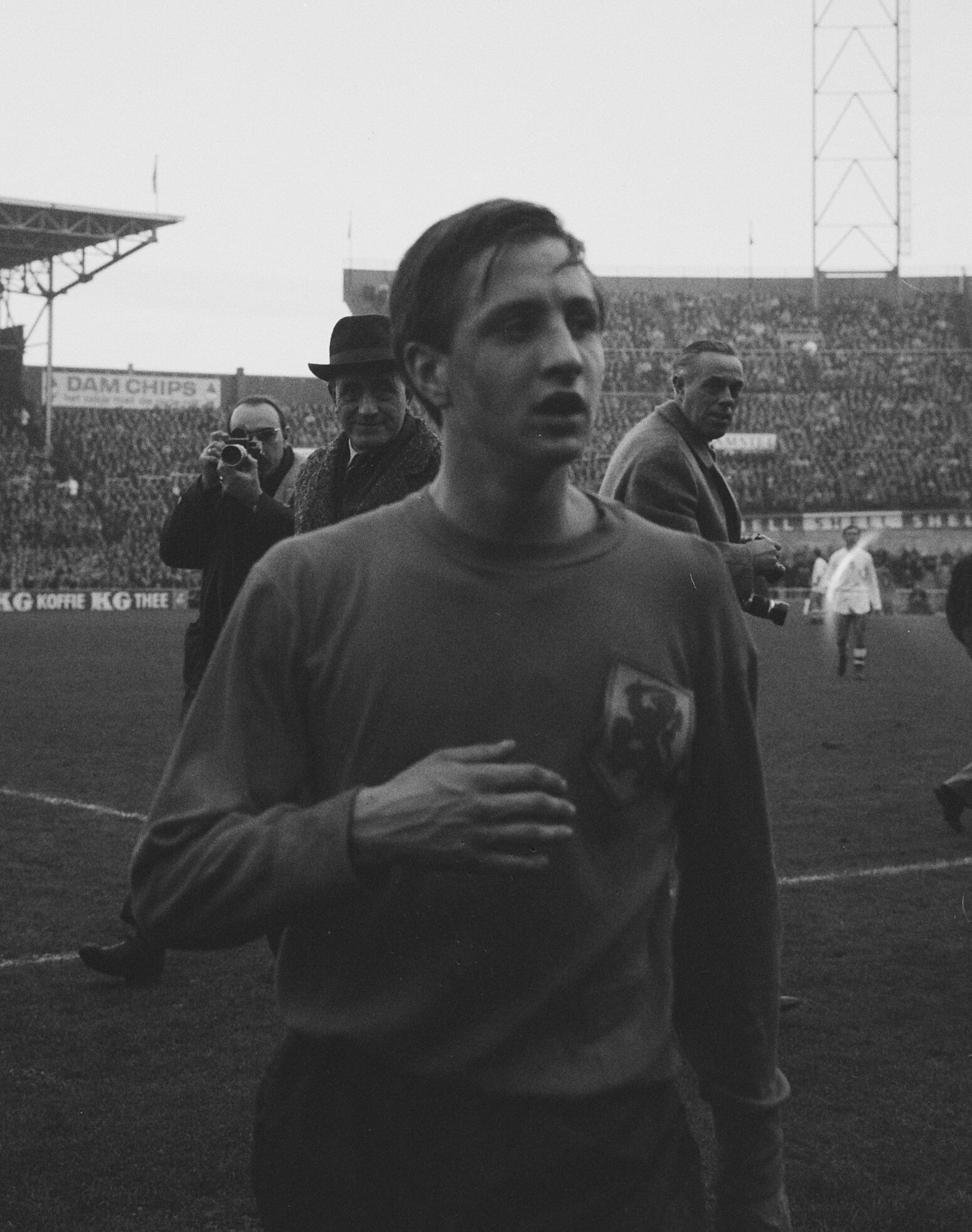
Йохан Кройф в форме сборной Нидерландов, 1966 год

В составе сборной Нидерландов Йохан Кройф дебютировал 7 сентября 1966 года под руководством тренера Георга Кесслера в рамках квалификации к предстоящему Евро-1968, его первым соперником стала сборная Венгрии. В этой же дебютной игре Кройф забил и свой первый гол в составе сборной. В ноябре того же года, по ходу второго матча за национальную команду против сборной Чехословакии, Йохан впервые в своей карьере был удалён с поля из-за стычки с судьёй: он посчитал, что арбитр не реагировал на грубую игру футболистов чехословацкой команды в свою сторону. В связи с этим удалением футбольный союз Нидерландов отстранил его от игр национальной команды практически на год. Он стал первым игроком в истории нидерландской национальной команды, который был удалён в официальной игре. В течение своих первых лет в сборной Йохан часто по разным причинам пропускал как товарищеские, так и официальные встречи, однако принял участие в отборах на Евро 1968 и 1972 года, а также ЧМ-1970, но ни на один из этих турниров «оранжевые» отобраться не смогли.

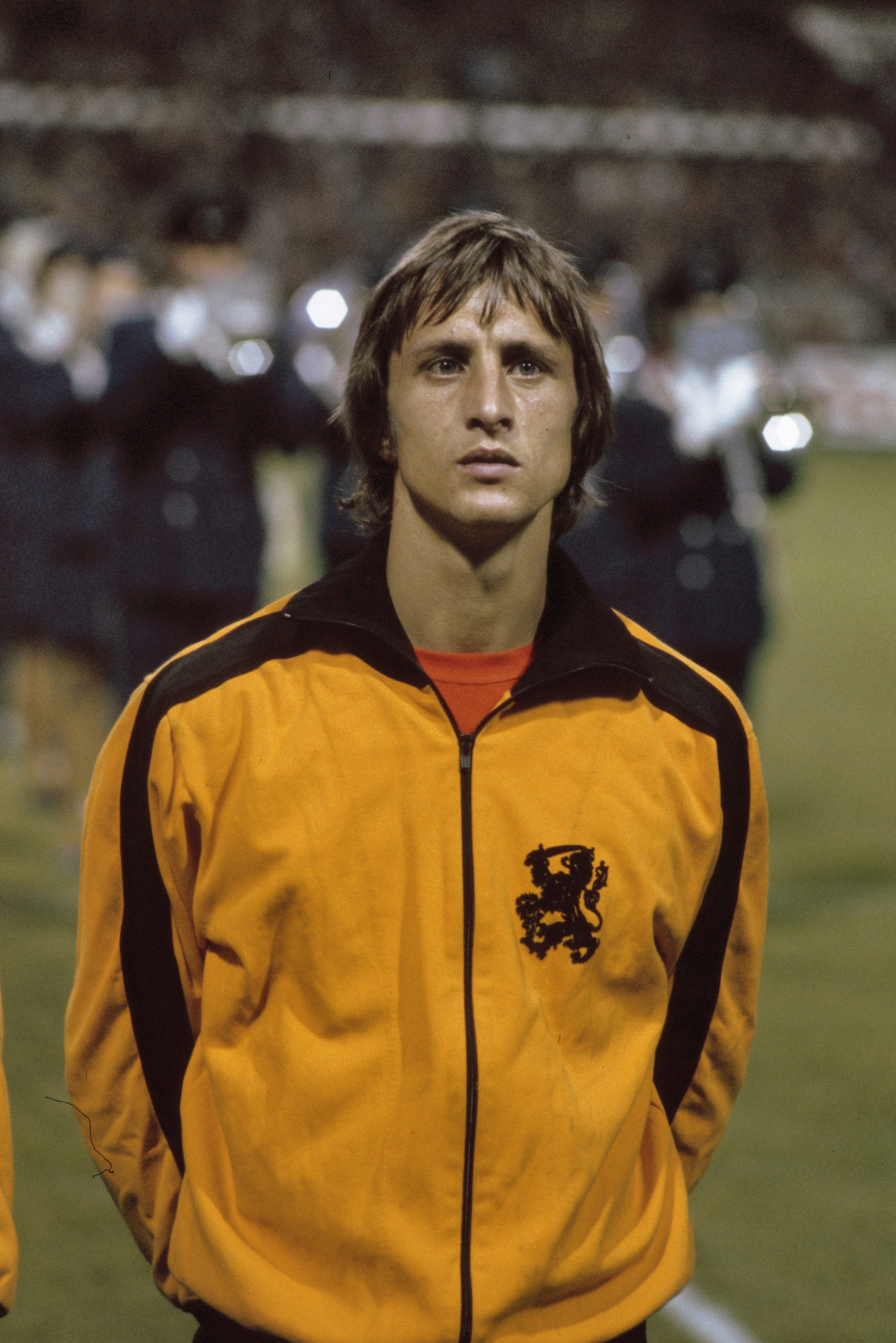
Кройф в 1973 году

В связи с достаточно проблемным уходом Кройфа из «Аякса» на почве испортившихся отношений между ним и одноклубниками, пострадала атмосфера и в сборной, так как многие игроки того «Аякса» вызывались в национальную команду. Кройф считал, что они продолжали относиться к нему негативно, в частности, их раздражало, что звёздный игрок приезжает в расположение сборной позже них и зачастую не находится с командой во время её перемещений. Сам Кройф объяснял это трудностью перемещений между странами в то время, так как он играл не в Нидерландах, а в Испании. Главным тренером команды в начале 1970-х годов был Франтишек Фадргонц, он не поддерживал Кройфа в этом вопросе, в связи с чем сам футболист иногда думал о целесообразности выступлений в составе сборной. Тем не менее нидерландская национальная команда смогла успешно провести отборочный турнир к чемпионату мира 1974 года, на котором впервые за 40 лет получила право сыграть на турнире. Несмотря на успешный результат, перед самим мундиалем в команде произошли изменения на тренерском мостике — Фадргонц был заменён на Ринуса Михелса, хорошо знакомого Кройфу. По словам Йохана, то назначение стало для него очень важным — оно обнулило все сомнения насчёт выступлений в составе национальной команды. Сразу после прихода в сборную Михелс стал наигрывать определённый стиль, над которым он работал ранее в своих клубах. Именно на ЧМ-1974 он получил ставшее широко распространённым название — «тотальный футбол».
Тактика, которую был намерен использовать Михелс на предстоящем турнире, предполагала, что индивидуально талантливые игроки будут действовать как сплочённый и дисциплинированный коллектив. «Тотальный футбол» означал работу всех игроков команды в качестве единого целого, в моменты необходимого прессинга, построения атак и обороны. Футболисты должны были действовать универсально, заменяя друг друга на разных позициях с минимальными потерями. В командной игре должен был принимать участие даже вратарь, предлагая себя для передачи партнёрам по команде у линии штрафной площади, в связи с чем на турнир поехал способный сделать эти действия Ян Йонгблуд, а не бывший основным ранее Ян ван Беверен.
Бо́льшая часть состава нидерландской сборной на ЧМ-1974 состояла из игроков «Аякса» и «Фейеноорда», нидерландских клубов, которые в те годы доминировали во всей Европе, в связи с чем сборной удалось показать хорошие результаты на предстоящем турнире. Несмотря на хаотичную подготовку как со стороны футболистов, так и официальных лиц (ни у тех, ни у других ранее не было подобного опыта), команде Кройфа удалось сплотиться к началу турнира, что отразилось уже на первом их матче на чемпионате мира — против Уругвая. Несмотря на то, что латиноамериканская команда была более опытной и титулованной, Нидерланды сумели одержать уверенную победу. «Тотальный футбол», к которому уже успели привыкнуть нидерландские игроки, стал открытием для мировой публики, восхитившейся мощным и динамичным стилем. Люди сочли такое зрелище очень интересным, и это привело к поддержке команды сторонними болельщиками. Игра нидерландской сборной с каждым матчем становилась всё убедительнее, в результате чего им удалось с большим перевесом одержать пять побед в играх первого и второго раунда, лишь раз они упустили победный исход — во встрече со сборной Швеции, завершившейся вничью 0:0. Матч против шведов стал памятным лично для Кройфа: по ходу игры ему удалось исполнить ранее не задействовавшийся финт, который позже стали повторять многие профессиональные футболисты во всём мире. То движение получило название «разворот Кройфа»: он, двигаясь вперёд, сделал ложный замах одной ногой, который позволил ему увести мяч за другую ногу и далее ускориться по направлению к мячу, противоположному самому начальному. Позже Йохан отмечал, что идея применить финт пришла ему в голову спонтанно. Кройф считал интуитивную игру своей отличительной чертой.

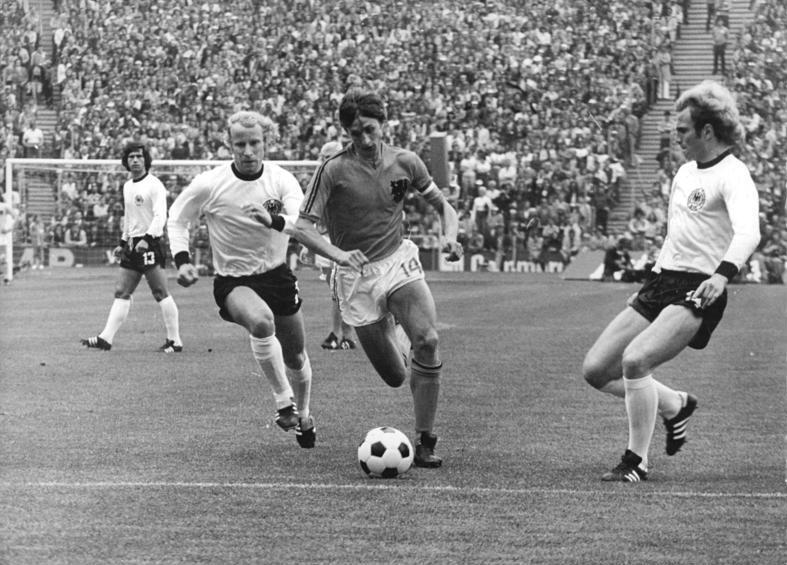
Кройф в финале чемпионата мира 1974 года против сборной ФРГ. На фото, слева от Кройфа — Берти Фогтс, справа — Ули Хёнесс. На заднем плане слева — Герд Мюллер)

Ещё одним памятным поединком Йохана на ЧМ-1974 стала игра со сборной Бразилии, победительницей прошлого мундиаля. И Нидерланды, и Бразилия к моменту очной игры выиграли по две встречи в группе второго раунда, по современным определениям та игра считалась полуфиналом, и команде Кройфа удалось превзойти действующих чемпионов как в плане скорости, так и техники с креативностью, имея больший акцент на позиционную игру. Тот матч завершился со счётом 2:0, второй мяч стал одним из голов, забитых на этом турнире Йоханом. Этот гол был позже признан лучшим на турнире. Он также олицетворял ценности «тотального футбола»: в результате быстрых действий вингер Роб Ренсенбринк опустился ниже, получил мяч от крайнего защитника Руда Крола и запустил его дальше по флангу, обратно на Крола, набравшего скорость. В итоге он навесил в штрафную, где подачу ожидал Кройф, который завершил атаку результативным ударом по воротам. В финале турнира сборная Нидерландов встретилась с командой ФРГ, действующими чемпионами Европы, основу которой составляли игроки мюнхенской «Баварии», триумфатора последнего розыгрыша Кубка европейских чемпионов. Несмотря на высокий уровень соперника, после победы над Бразилией игроки нидерландской сборной, по замечанию самого Кройфа, были удовлетворены своим выступлением на турнире и в связи с этим расслаблены. Это привело к победе более организованно подошедшей к финалу сборной ФРГ — несмотря на быстрый пропущенный гол, немцы смогли отыграться, итоговый счёт — 1:2.

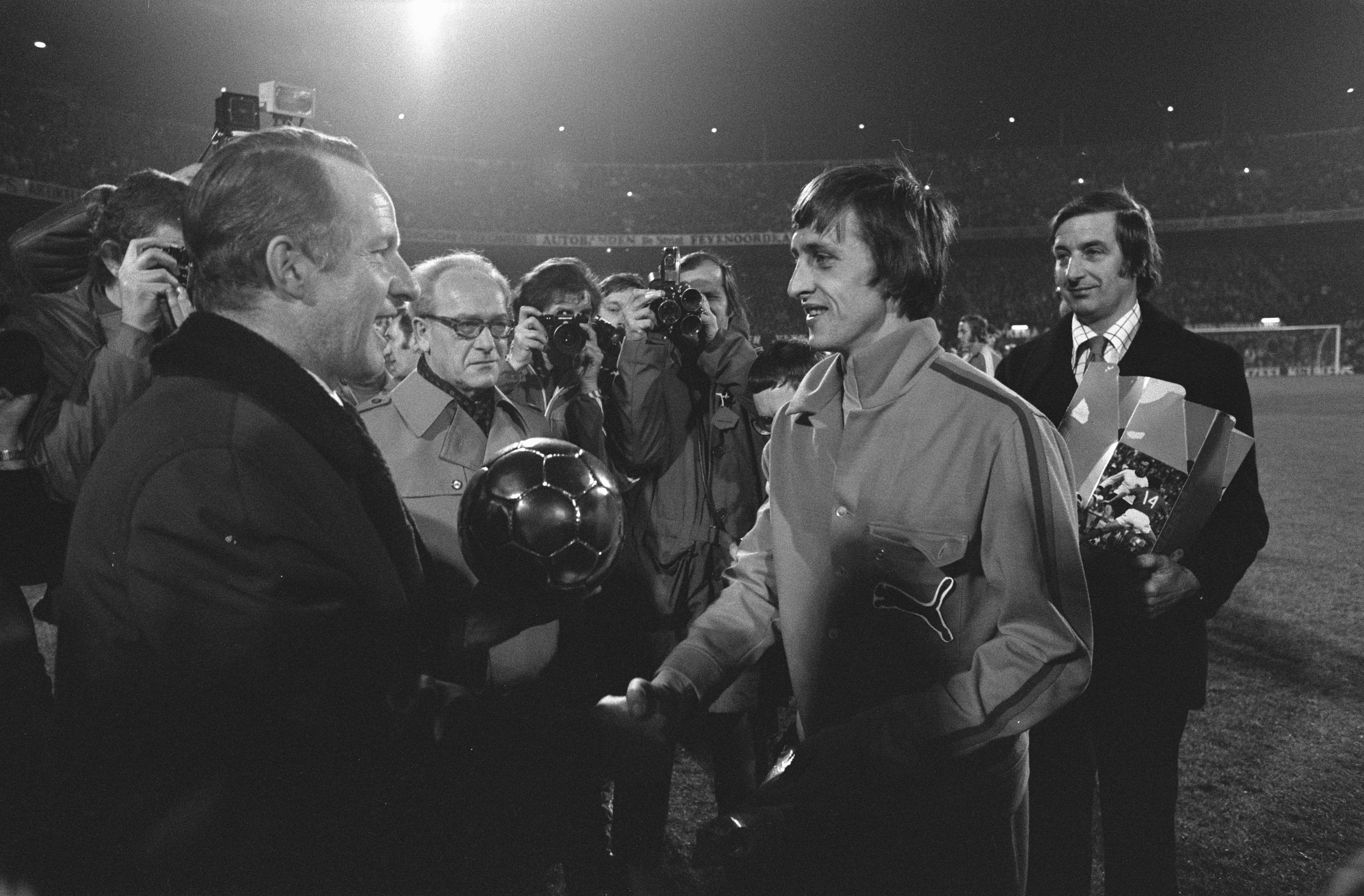
Кройфу вручают приз лучшего игрока чемпионата мира 1974 года

После проигрыша в финале Кройф получил награду лучшему игроку ЧМ-1974. Несмотря на итоговое поражение, для Кройфа оно не стало особенно болезненным, так как он в первую очередь обращал внимание на восхищение людей по всему миру игрой, демонстрируемой нидерландскими игроками. Лично Йохан провёл тот турнир на высоком уровне, к нему было приковано практически всё внимание. В связи с этим он стал одним из героев и критики в прессе: незадолго до финала немецкая газета Bild опубликовала репортаж об игроках нидерландской сборной, утверждая, что они развлекались в компании сторонних девушек в своём отеле. Среди этих игроков, якобы, был и Кройф. Уже после финала журналисты опубликовали информацию о том, что Йохан в самом его преддверии долгие часы разговаривал со своей женой, Данни Костер, что повлияло на результат игры команды. Сам Кройф позже назвал эти сообщения «чепухой», отметив, что до того момента он не сталкивался с подобными сплетнями в прессе. После выступления на чемпионате мира в 1974 году Кройф получил большую популярность.
Отборочный турнир к Евро-1976 команда Кройфа завершила итоговым выходом на турнир, но успех ЧМ-1974 ей повторить не удалось. В первом же матче «оранжевых» на том чемпионате Европы, 1/2 финала против сборной Чехословакии, Нидерланды потерпели поражение 1:3 и не смогли попасть в финал. Несмотря на победный результат в матче за третье место (3:2 против Югославии), который Кройф пропустил, и итоговую бронзу, тот турнир ощущался разочарованием. После окончания Евро Йохан начал размышлять о скором завершении карьеры, в том числе и в сборной, так как с детства рассчитывал уйти из футбола в 1978 году, в возрасте 31 года. В 1977 году Нидерланды провели несколько удачных матчей, против Англии и Бельгии, что возродило позитивные чувства в отношении сборной у Кройфа, из-за чего он думал о возможности поехать на следующий чемпионат мира, который должен был пройти как раз в 1978 году.
В сентябре 1977 года в дом Кройфа в Барселоне в момент его нахождения там вместе с женой и детьми попал злоумышленник с оружием, по-видимому, намеревавшийся похитить кого-либо из его близких, однако совершить задуманное ему не удалось. Жена футболиста смогла выбежать из дома, и злоумышленник, оставив оружие, погнался за ней, впоследствии сбившись со следа. Последующие шесть месяцев после этого инцидента Йохан Кройф вместе с семьёй жил под постоянной полицейской охраной и нарастающим напряжением. Ситуация сподвигла его отказаться от поездки на чемпионат мира, проходивший на другом континенте — в Южной Америке, и он принял решение завершить карьеру в сборной. В разговоре с на тот момент главным тренером команды Эрнстом Хаппелем Кройф сослался на неудовлетворительное физическое и психологическое состояние (полиция не хотела распространения информации о попытке похищения). После новостей об уходе Кройфа из сборной многие болельщики «оранжевых» просили его вернуться в команду в письмах, однако тот не стал менять своего решения, так как безопасность семьи, по своему признанию, для него была на первом месте.

## Тренерская карьера

### Начало тренерской деятельности и приход в «Аякс» (1985—1988)
После окончательного завершения карьеры игрока в 1984 году Йохан Кройф не занимался никакой деятельностью в спорте в течение года, наблюдая за разными матчами с трибун. Кройф приметил, что уровень нидерландских тренеров и молодёжных академий на тот момент не был высоким, что он связал с невыходом сборной Нидерландов ни на ЧМ-1982, ни на Евро-1984, а также позднее и ЧМ-1986. Йохан считал, что в стране не хватает опытных и грамотных специалистов, которые могли бы довести перспективных футболистов до высокого уровня, что отражалось на уровне футбола в стране в целом. Сам Кройф связывал такую ситуацию с переменами футбольного союза Нидерландов — если раньше любой человек с необходимым опытом и навыками мог тренировать, то в определённый момент для занятия тренерской деятельностью стало необходимо иметь специальную лицензию, для получения которой требовалось четырёхлетнее обучение. В начале 1985 года Кройф в соавторстве с Ринусом Михелсом написал письмо в футбольный союз, в котором изложил мнение о необходимости привлечения значимых в мире профессионального футбола людей, которые могли бы тренировать без получения лицензии, а лишь сдав определённый экзамен, и позже получив обучение по дисциплинам, в которых они не смогли достичь положительного результата. Письмо тем не менее не стало катализатором изменений.

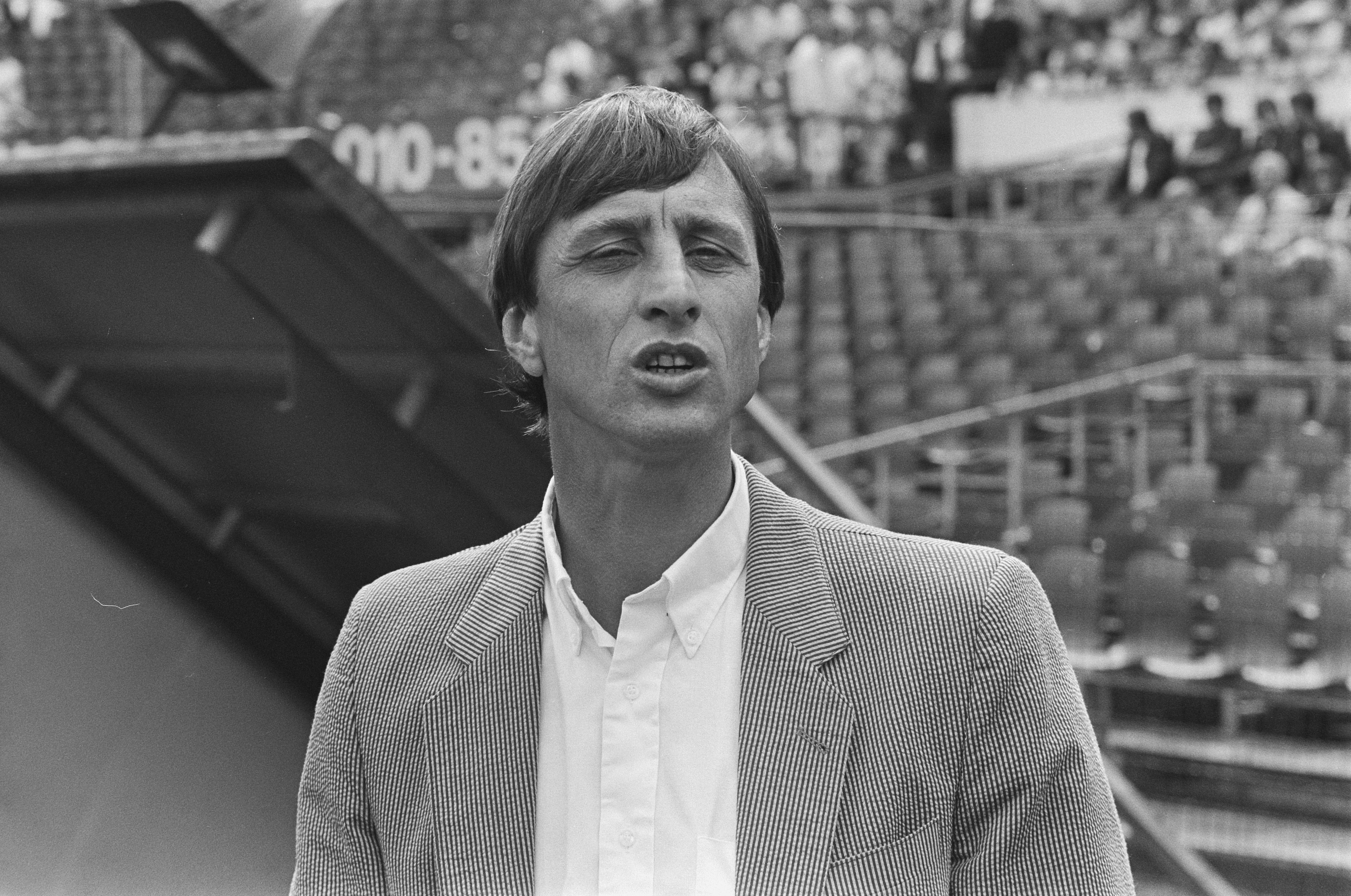
Йохан Кройф в 1985 году

В тот же период Кройф начал делать первые шаги к началу своей тренерской карьеры, именно тогда нидерландский клуб «Рода» пригласил его на работу в должности внештатного советника клуба. Позже Йохан стал заниматься организацией тренировок молодёжного состава клуба МВВ Маастрихт. Вдобавок к этому, у него уже был определённый опыт руководства командой, так как он работал техническим советником «Аякса» в 1980 году. Вскоре после возвращения в футбол в новом качестве к Кройфу проявили интерес его последние команды: как «Фейеноорд», так и «Аякс». Йохан был рад стремлению «Аякса» к сотрудничеству с ним, несмотря на недавний уход из команды к принципиальному сопернику. В июне 1985 года он был назначен на пост технического директора «Аякса», причём должности с таким названием ранее не существовало как в клубе, так и во всём нидерландском футболе. В реальности Кройф занял место главного тренера команды, но к тому моменту у него не было тренерской лицензии, в связи с чем юридически «Аякс» обозначил его как технического директора. Проведя три года в Америке, Йохан получил определённый опыт в отношении того, как необходимо налаживать работу спортивных клубов. По признанию Кройфа, именно этот опыт сыграл ключевую роль на начальном этапе его тренерской деятельности.
По словам Кройфа, первым делом в «Аяксе» он настоял на передаче себе всего контроля над футбольным окружением клуба, от профессионалов из первой команды до начинающих стажёров. Являясь лидером структуры, он мог формировать свою команду специалистов, которые должны были проводить установленную им политику. Будучи главным тренером команды, Йохан обычно не занимался полным проведением тренировок — этим руководил его штаб, состоявший из опытных специалистов: Кора ван дер Харта, Антуана Кона и Тонни Брёйнса Слота. Опыт тренерского штаба восполнял его нехватку у самого Кройфа и позволял ему налаживать нюансы. Организация первой команды была построена на американской модели — с привлечением услуг персональных специалистов для решения конкретных задач, как на поле, так и вне его. Помимо трёх тренеров в штабе, Кройф пригласил в «Аякс» тренера по физподготовке, тренера вратарей (первого в Нидерландах), а также работал с командой скаутов. Для тех времён такой подход был необычным, к примеру, когда сам Йохан делал первые шаги как футболист, командой руководили лишь главный тренер и несколько его ассистентов. В дальнейшем по ходу своей тренерской карьеры Кройф продолжил прибегать к помощи профессионалов в том или ином виде деятельности, например, приглашал оперного певца, специализировавшегося на упражнениях для дыхания, чтобы научить своих игроков использовать вдохи и выдохи с максимальной пользой. Такая методика была важной частью идеологии Кройфа, которой он следовал на протяжении всей своей работы тренером. Также Йохан уделял большое внимание развитию техники своих футболистов, она подразумевала как улучшение их умения обращаться с мячом, так и работу в отношении более правильной манеры бега и других физических аспектов.

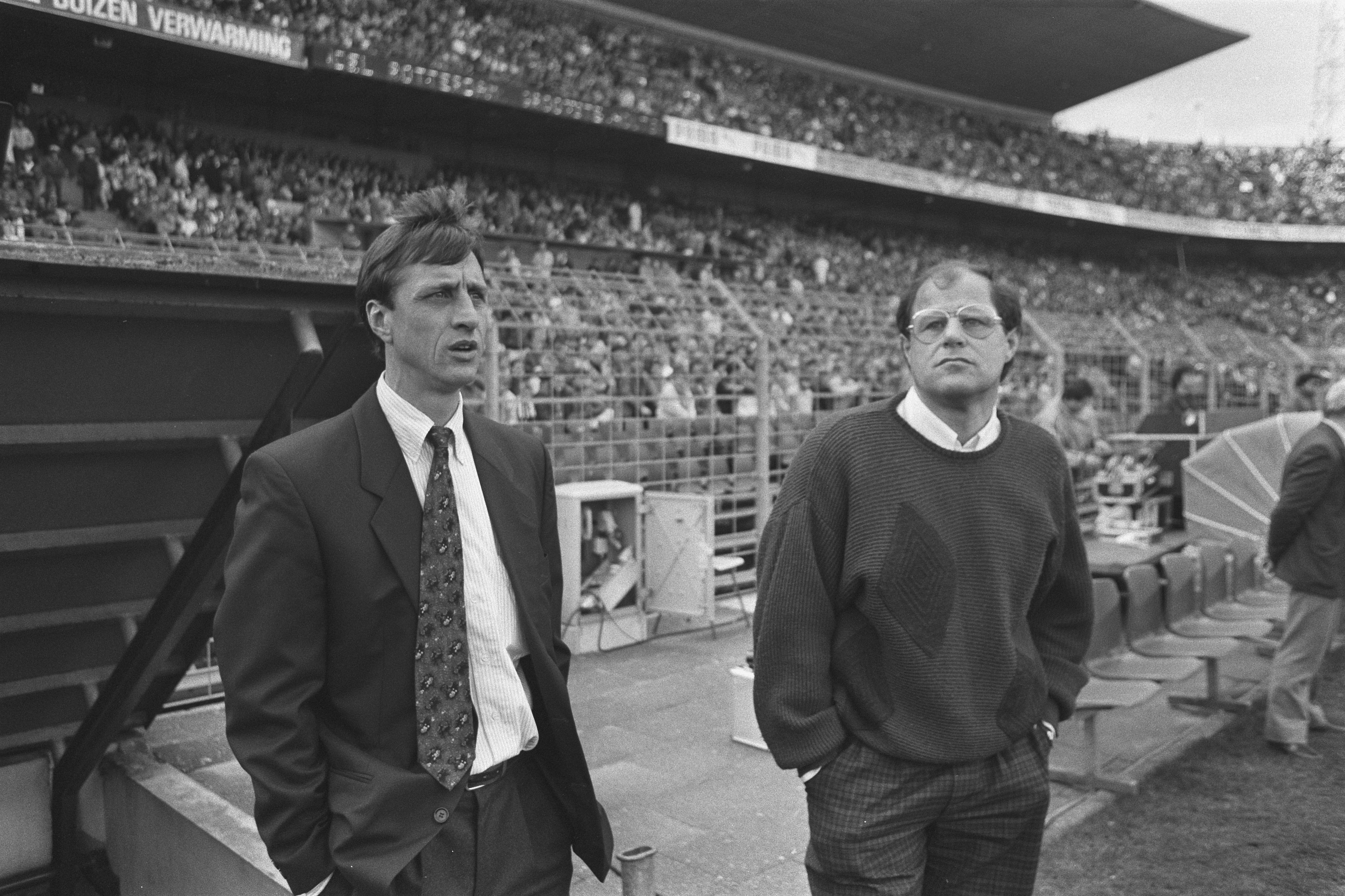
Кройф в качестве технического директора «Аякса» и тренер «Фейеноорда» Ринус Исраэл, 1986 год

С самого момента прихода в «Аякс» Кройф решил, что его команда будет следовать основным принципам «тотального футбола». По его словам, он намеревался вернуть академии «Аякса» идентичность, растерянную за последние годы, а также наигрывать максимально атакующий футбол. Тактические идеи Кройфа в первую очередь повлияли на вратарскую позицию — это место до его прихода занимал Ханс Галье, однако нидерландский специалист стал использовать молодого Стэнли Мензо, который был способен непосредственно участвовать в игре команды и подходить к линии штрафной площади. Кройф изменил и тактическую расстановку команды — он стал использовать схему 3-4-3, отметив, что большинство команд в чемпионате Нидерландов тогда играли только с двумя нападающими. К выбору игроков на поле Кройф подходил с точки зрения их совместимости друг с другом, не всегда размещая 11 лучших игроков из состава на поле. Так, защитная линия должна была чётко координировать свои действия с вратарём.
Свой первый сезон в «Аяксе» в качестве тренера, 1985/86 года, Кройф начал с посредственных результатов и столкнулся с критикой, но курс не изменил, и вскоре «амстердамцы» стали уверенно побеждать. В конце сезона Йохан выиграл свой первый трофей в качестве тренера — им стал Кубок Нидерландов. Победа в этом турнире дала команде право принять участие в розыгрыше Кубка обладателей кубков следующего сезона. «Аяксу» достаточно неожиданно удалось выиграть и его, после победы в финале над «Локомотивом» (Лейпциг) благодаря голу ван Бастена. В том же сезоне «Аякс» одержал и вторую подряд победу в Кубке Нидерландов, а также во второй раз подряд окончил выступление на втором месте в национальной лиге Нидерландов. Победы в этих турнирах помогли лично Кройфу: 1 июня 1987 года футбольный союз Нидерландов выдал ему тренерскую лицензию, что позволяло Йохану официально занять должность главного тренера.
Со временем «Аякс» Кройфа стал располагаться на верхних строчках в таблице нидерландского первенства, однако иногда терпел поражения из-за игры в агрессивном и атакующем стиле. По собственному признанию, Кройф, будучи тренером, старался всегда работать «в поле», так как всё ещё видел себя игроком. Больше всего ему нравилось играть в футбол со своей командой. На его становление как тренера повлияли многие специалисты, с которыми он работал в течение своей карьеры как в клубах, так и в сборной: Кройф брал на заметку их сильные стороны и учился на недостатках. Сам он отмечает одного их своих первых тренеров Яни ван дер Вена, а также Ринуса Михелса, как специалистов, в большей степени повлиявших на него — ван дер Вен оказал влияние как тренер, а Михелс как наставник и менеджер.

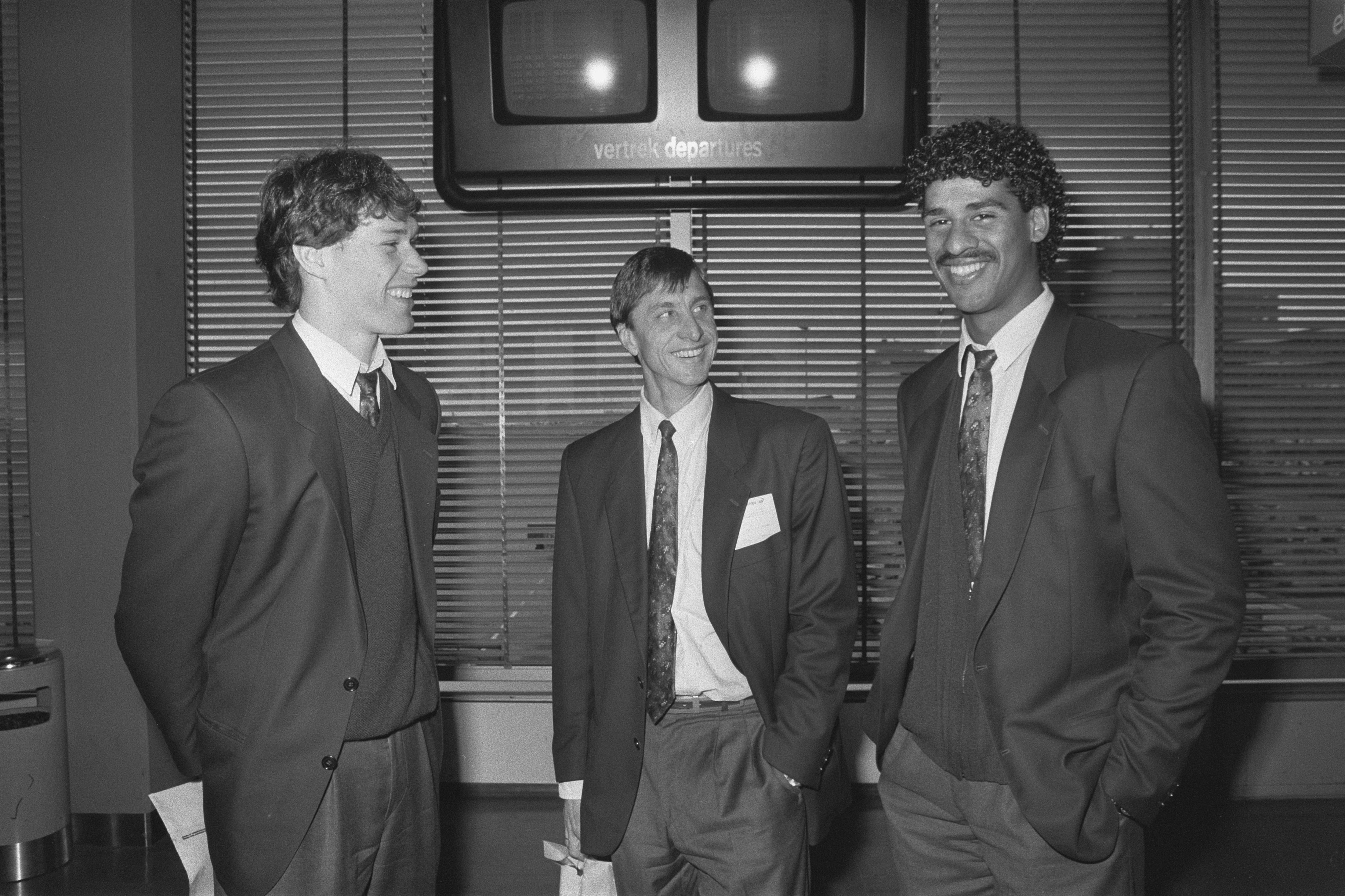
Йохан Кройф вместе с Марко ван Бастеном (слева) и Франком Райкардом (справа)

Как и в момент бытности Кройфа футболистом, по ходу тренерской работы в «Аяксе» со временем у него начало возникать недопонимание с некоторыми окружающими его людьми, в частности, с советом директоров клуба. Йохан считал, что совет директоров не должен принимать важные решения в отношении политики действий команды, так как, по его мнению, совет не имел понятия о том, что требовалось в плане самой игры, и опирался на сторонние факторы. Несмотря на удачное начало, когда на ведущих ролях в команде были игроки и Кройф, со временем ситуация начала меняться, из-за чего совет директоров и тренеры попросту мешали друг другу. Это отразилось на трансферной политике команды: в те времена «Аякс» установил верхний лимит трансферной суммы, которую собирался запрашивать у других клубов при обращении по продаже своих игроков, что впоследствии поставило «амстердамцев» в невыгодное положение. В 1987 году после прихода в «Милан» Сильвио Берлускони трансферный рынок начал наполняться инвестициями: «Милан» выкупил лучшего игрока «Аякса» Марко ван Бастена за сумму, в десять раз меньшую заплаченной за Рууда Гуллита из клуба-соперника — ПСВ. Это привело к критике руководства со стороны Кройфа, так как ему, помимо прочего, нужно было искать замену ван Бастену за меньшие средства. Йохан предполагал, что его сможет заменить игрок «Ковентри Сити» Сирилл Реджис, за которым тренер долго следил, однако «Аякс» так и не вступил в переговоры с игроком по ходу сезона, а позже уже не мог предложить ему хорошие условия, так как после удачного выступления цена на футболиста возросла. Реджис стал не единственным игроком, переход которого в «Аякс» не был реализован, одним из провалов стал и нереализованный трансфер Рабаха Маджера из «Порту» — он сорвался по причине того, что один из членов совета директоров передал информацию о готовящемся трансфере в прессу за день до розыгрыша Суперкубка УЕФА 1987 между «Аяксом» и «Порту». Руководство португальского клуба, недовольное этим, отменило сделку.
После ухода из «Аякса» ван Бастена, который был лидером команды, ввиду отсутствия необходимых трансферов Кройфу пришлось искать нового лидера среди имевшихся игроков. Выбор пришёлся на Франка Райкарда, но впоследствии между игроком и тренером испортились отношения, из-за чего Райкард вскоре тоже покинул «Аякс». За время работы в клубе тренером Йохан стремился строить команду, которая основывалась на комбинации из молодых футболистов (как из академии, так и найденных скаутами в других клубах), игроков, которых тренировал лично он, а также новичков, призванных точечно усилить команду. Под его руководством дебютные матчи во взрослом футболе провели Арон Винтер и Деннис Бергкамп, позже выигравшие множество трофеев. Тем не менее в работу «Аякса», вновь демонстрировавшего свою игру для полного стадиона болельщиков и выигрывавшего трофеи, по замечанию Йохана, с большей силой вклинивался совет директоров, у которого были претензии и к тренеру. К началу 1988 года Кройф принял решение подать в отставку. По собственному признанию, он хотел продолжить свою работу в «Аяксе», в который ранее был рад вернуться, его семье было комфортно в Амстердаме, но не мог смириться с таким положением дел.

### Возвращение в «Барселону» в качестве тренера (1988—1996)
Ситуация в жизни Кройфа вновь повторилась: он покинул «Аякс» из-за не касающихся самого футбола проблем, и заполучить своего бывшего игрока уже в качестве тренера проявила желание «Барселона». Летом 1988 года нидерландец занял этот пост, к «сине-гранатовым» отправился и один из его ассистентов в «Аяксе», Тонни Брёйнс Слот. Одним из преимуществ Йохана при назначении на должность главного тренера «Барселоны», по его собственному мнению, стало то, что он имел опыт выступлений за этот клуб в качестве игрока, в связи с чем был знаком с ситуацией в Каталонии и имел представление о стиле жизни местных болельщиков. Это помогало ему добиться удовлетворения желаний публики, чего он хотел и как игрок, и как тренер. В отличие от «Аякса», всегда стремившегося к атакующей игре, «Барселоне» был привит осторожный и надёжный стиль игры, что был намерен изменить Кройф. Ситуация в руководстве «сине-гранатовых», как и в «Аяксе», Кройфа не радовала — клуб временами попадал в различные скандалы и кризисы, за более чем десять лет лишь раз выиграв чемпионство в Испании. Вместе с этим упал и уровень посещаемости на «Камп Ноу»: в среднем на матч приходило 40 000 зрителей, что было вдвое меньше привычных для более ранних лет показателей. Инициатором назначения Кройфа главным тренером стал Хосеп Луис Нуньес, президент «Барселоны», стремившийся сохранить свой пост. Именно в год его назначения Йохан покинул команду, и президент не разделял видения нидерландца в отношении футбола, однако он надеялся на завоевание трофеев. Кройф поставил условие: он будет иметь полный контроль над командой. Из-за непокладистого характера Йохана между ним и Нуньесом никогда не было тёплых взаимоотношений.

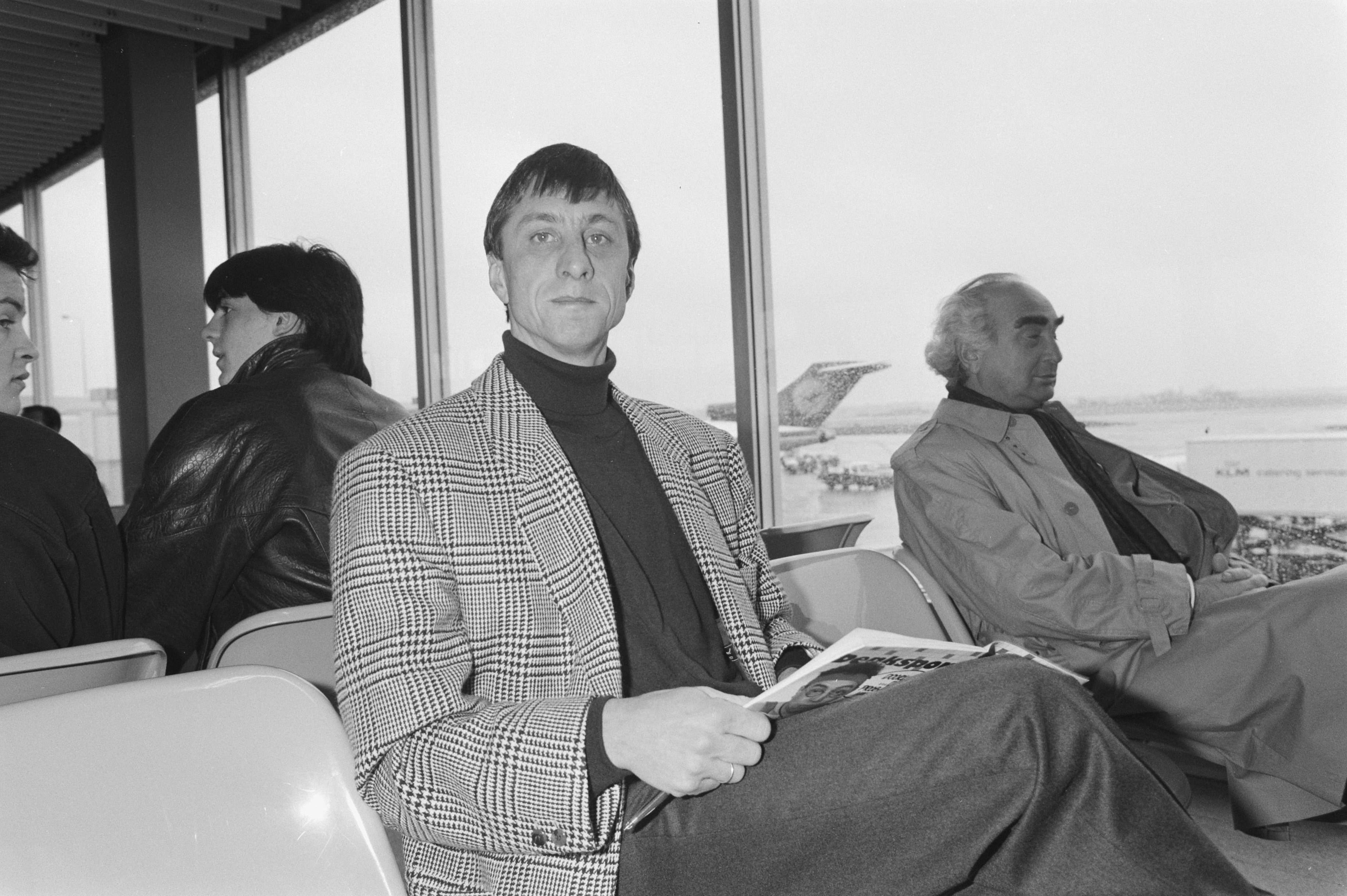
Кройф в феврале 1988 года, незадолго до назначения главным тренером «Барселоны»

Перед началом сезона 1988/89 года Кройф назначил новым капитаном команды Хосе Рамона Алексанко. Одной из причин, по которой нидерландский тренер выбрал именно его, стала демонстрация игроком своего характера — в ходе разногласий с руководством он поддержал других футболистов — именно в таком капитане нуждался Йохан. Болельщики не поддержали решение тренера, освистав Алексанко во время предсезонной подготовки команды, после чего Кройф обратился к фанатам с речью о необходимости изменений, пригрозив своим уходом. Также он стал налаживать общение с прессой: целью Кройфа стало получение максимально возможного количества публикаций о «Барселоне» в СМИ, чтобы вернуть интерес болельщиков. Тренировки команды стали проводиться открыто — это улучшило атмосферу в коллективе и укрепило связь с публикой. Как тренер Кройф следовал установленному ранее пути в «Аяксе» — работе над мелкими деталями, так как он считал, что именно они зачастую определяют разницу в уровне. Однако он не избегал и кардинальных изменений, касающихся общих вещей, например, на момент его прихода защитники команды пробегали меньше нападающих, что Йохана не устраивало. Согласно тактике нидерландца, форвард — первый защитник команды, а вратарь — первый нападающий. Защитники должны определять игровой участок, создание свободного пространства при владении мячом и плотность на поле без него. Игроки должны были следить за перемещениями друг друга, что позволяло добиться эффективности используемой тактики, а также правильно оценивать пространство и расстояния. Перемещению на поле и дистанциям Кройф уделял огромное внимание. По приходе в клуб Йохан был намерен убрать из состава всех игроков, не соответствовавших его видению, в число которых, в частности, попал нападающий Гари Линекер. Чтобы дойти до уровня «команды мечты», потребовалось более десяти тысяч часов тренировок. На них отрабатывались многие детали, но огромное внимание уделялось и умению анализировать развитие событий на поле, так как в футболе именно умение рассчитать ходы на несколько шагов вперёд является необходимым, считал Кройф.
Новый стиль игры «Барселоны» под руководством бывшего игрока клуба, как и в «Аяксе», понравился болельщикам. От увлекательной игры не отставали и результаты, в связи с чем посещаемость домашнего стадиона «сине-гранатовых» возросла до отметки в 90 тысяч человек. Преимуществом «Барселоны» стало то, что большинство команд-соперников применяло оборонительный стиль игры, тогда как команда Кройфа думала только об атакующем футболе. Случались и редкие провалы, присущие подобному стилю. «Барселона» играла с тремя нападающими, из которых двое — вингеры, а также прессинговала соперника на его половине поля, что экономило много сил. Умение грамотно использовать подобную тактику требовало оттачивания навыков путём частых и интенсивных тренировок, что, однако, давало свои плоды. Кройф стремился привлекать к играм основного состава воспитанников клуба из академии.
В первом сезоне Йохана «Барселоне» не удалось выиграть чемпионат Испании: клуб занял второе место. Однако, как и ранее с «Аяксом», Кройф стал победителем Кубка обладателей кубков, обыграв в финале «Сампдорию». Второй сезон нидерландца как тренера каталонской команды завершился победой «Барселоны» в Кубке Испании. Дальнейший период стал для клуба ещё более удачным. За несколько лет команде удалось адаптироваться к стилю игры, и Кройф решил усилить состав, выкупив болгарина Христо Стоичкова. За счёт сильного характера Йохан увидел в нём не только игровое усиление, но и будущего лидера, кем Стоичков и стал впоследствии. Тогда в Испании действовал жёсткий лимит на легионеров, по которому на поле могли находиться лишь три иностранных игрока одновременно. Кройф вводил в состав как игроков академии, так и приобретённых новичков, среди которых были Стоичков, Микаэль Лаудруп и Рональд Куман. В начале 1991 года Йохан перенёс операцию на сердце, из-за чего он в течение одного месяца не мог заниматься своей работой. По его прошествии Кройф вернулся к команде, а спустя несколько недель после этого «Барселона» выиграла чемпионский титул, впервые под руководством Кройфа. В то же время команде удалось выйти и в финал Кубка кубков 1990/91, где, однако, победу одержал английский «Манчестер Юнайтед». Разница в счёте той встречи (1:2) была минимальной, несмотря на различие в уровне игры команд. По большей части, как отмечал Кройф, проигрыш произошёл из-за невезения «сине-гранатовых». Проигранный финал дал ему понять, что, несмотря на прогресс команды, окончательной цели она ещё не добилась.
Чтобы выйти на пик, «Барселоне» Кройфа потребовалось четыре года. Это произошло в сезоне 1991/92 года, следовавшем за поражением в финале Кубка обладателей кубков. Он начался с перехода в «Барселону» Рихарда Витсге из бывшего клуба Йохана, «Аякса». За игрока заплатили сумму в восемь миллионов евро, хотя трансфер было возможно осуществить за шесть миллионов. Позже Кройф признавался, что вынудил руководство «сине-гранатовых» переплатить за игрока «амстердамцев», чтобы помочь новому совету директоров в «Аяксе», возглавляемому Михаэлом ван Прагом, разобраться с накопившимися долгами. Ван Праг был давним другом Кройфа. Сам он отмечал, что до этого «Барселона» не тратила много денег на трансферы, поэтому ничего страшного в переплате не было. Тот сезон был ознаменован для «сине-гранатовых» первой в своей истории победой в Кубке европейских чемпионов, случившейся в мае 1992 года, а также вторым подряд чемпионством. Йохан Кройф говорил, что, несмотря на демонстрацию лучшей игры среди всех европейских клубов, в выигрыше трофеев большую роль сыграла и удача, сопутствовавшая «Барселоне» по ходу того сезона. К примеру, уже во втором раунде Кубка чемпионов «сине-гранатовые» едва не завершили выступление на турнире из-за неудовлетворительного результата в ответной игре с немецким «Кайзерслаутерном», однако гол Хосе Бакеро на последней секунде игры позволил команде Кройфа пройти дальше и в итоге обыграть «Сампдорию» в финале. Именно в том поединке Кройф, по собственному признанию, наблюдал за командой, которую стремился создать, а победный результат со счётом 1:0 определил Рональд Куман, забивший в дополнительное время. Выигрыш испанской лиги, случившейся через некоторое время после завоевания Кубка чемпионов, получился неожиданным: «Барселона» за весь розыгрыш турнира лишь раз смогла попасть на первое место — в последнем туре, благодаря проигрышу мадридского «Реала» в игре с «Тенерифе».
Сезон 1991/92 года стал самым успешным для Кройфа в течение всей его тренерской карьеры в «Барселоне», однако уже после него в команде начали появляться проблемы, которые опять привели к разладу Йохана с руководством: президент Нуньес и вице-президент Жоан Гаспар стали заниматься продлением контрактов игроков команды, причём на фоне успешных выступлений это делали как с теми, кто был необходим, так и с теми, кто был не нужен тренеру. Сезон 1992/93 года в новообразованной Лиге чемпионов завершился для «Барселоны» в 1/8 финала, когда после ничьей в первой игре «сине-гранатовые» проиграли московскому ЦСКА. Поражением завершился и матч за Межконтинентальный кубок 1992 против бразильского «Сан-Паулу», однако «Барселоне» удалось вновь завоевать чемпионский титул, как и в прошлом сезоне, благодаря помощи от «Тенерифе», обыгравшего «Реал» в последнем туре. В том же 1992 году «сине-гранатовые» выиграли Суперкубок УЕФА, по сумме двух встреч обыграв немецкий «Вердер» 3:2. В сезоне 1993/94 года «сине-гранатовые» опять вышли на первое место в самом конце чемпионата и в итоге в четвёртый раз подряд выиграли чемпионство — на этот раз титул упустил «Депортиво», лидировавший большую часть турнира. Тогда же «Барселона» вышла и в финал Лиги чемпионов, где, однако, проиграла «Милану», пропустив четыре безответных гола.
В сентябре 1994 года в составе первой команды «сине-гранатовых» дебютировал сын Йохана, Йорди Кройф. У части общественности возникло мнение, что отец продвигает своего сына в первую команду. Сам Йохан такую позицию позже решительно опровергал, отмечая, что решение о переводе Йорди в основной состав он принимал совместно со своими ассистентами, Брёйнсом Слотом и Решаком. После ухода Йохана из «Барселоны» его сын вскоре тоже покинул команду по истечении своего контракта, отправившись в английский «Манчестер Юнайтед».
После поражения в финале Лиги чемпионов 1994 года в команде стало возникать всё больше проблем. Период строительства и улучшения команды прошёл, клубу было необходимо начать постепенную перестройку, заменяя стареющих игроков успешно выступающей команды, что требовало понимания стратегии всеми членами руководства. Сезон 1995/96 года стал для Йохана Кройфа последним в качестве главного тренера «Барселоны» и, по его признанию, он получился очень похожим на его последние месяцы работы в «Аяксе». Несмотря на плодотворную работу на трансферном рынке в предыдущие годы, в 1995 году руководство начало испытывать недопонимание с Кройфом. К примеру, он хотел, чтобы клуб выкупил талантливого полузащитника французского «Бордо» Зинедина Зидана, однако совет директоров был невысокого мнения о нём, в результате чего предложения о трансфере направлено не было. Кроме того, позиция Кройфа в клубе стала подрываться некоторыми сотрудниками, которые, по его мнению, считали себя неприкасаемыми. К весне 1996 года стало понятно, что этот сезон станет первым для Йохана в «Барселоне», по окончании которого клуб не выиграет ни одного трофея. Несмотря на то, что шаги по обновлению команды были приняты, что в целом устраивало Йохана, он не мог принять продолжавшееся ухудшение отношений с руководством. В итоге Нуньес и Гаспар приняли решение об увольнении Кройфа, в качестве его преемника назначив Бобби Робсона. Этот шаг стал неожиданным для самого Кройфа, так как он готовился к предстоящему сезону, а также нового игрока «Барселоны» Луиса Энрике, перешедшего из мадридского «Реала» в расчёте поработать с Йоханом.
За восемь лет в качестве тренера «сине-гранатовых» Кройфу на тот момент удалось установить два рекорда — он пробыл на этой должности больше всех остальных тренеров, а также завоевал наибольшее количество трофеев (11). Помимо этого, Йохан стал одним из немногих футболистов, которым удалось выиграть Кубок европейских чемпионов и в качестве игрока, и в качестве тренера. После увольнения из «Барселоны» он перестал заниматься активной тренерской деятельностью, несмотря на наличие предложений, однако не был намерен уходить из футбола в целом. Кройф считал себя идеалистом и хотел применить накопленный опыт в других сферах деятельности.

### Сборная Каталонии (2009—2013)

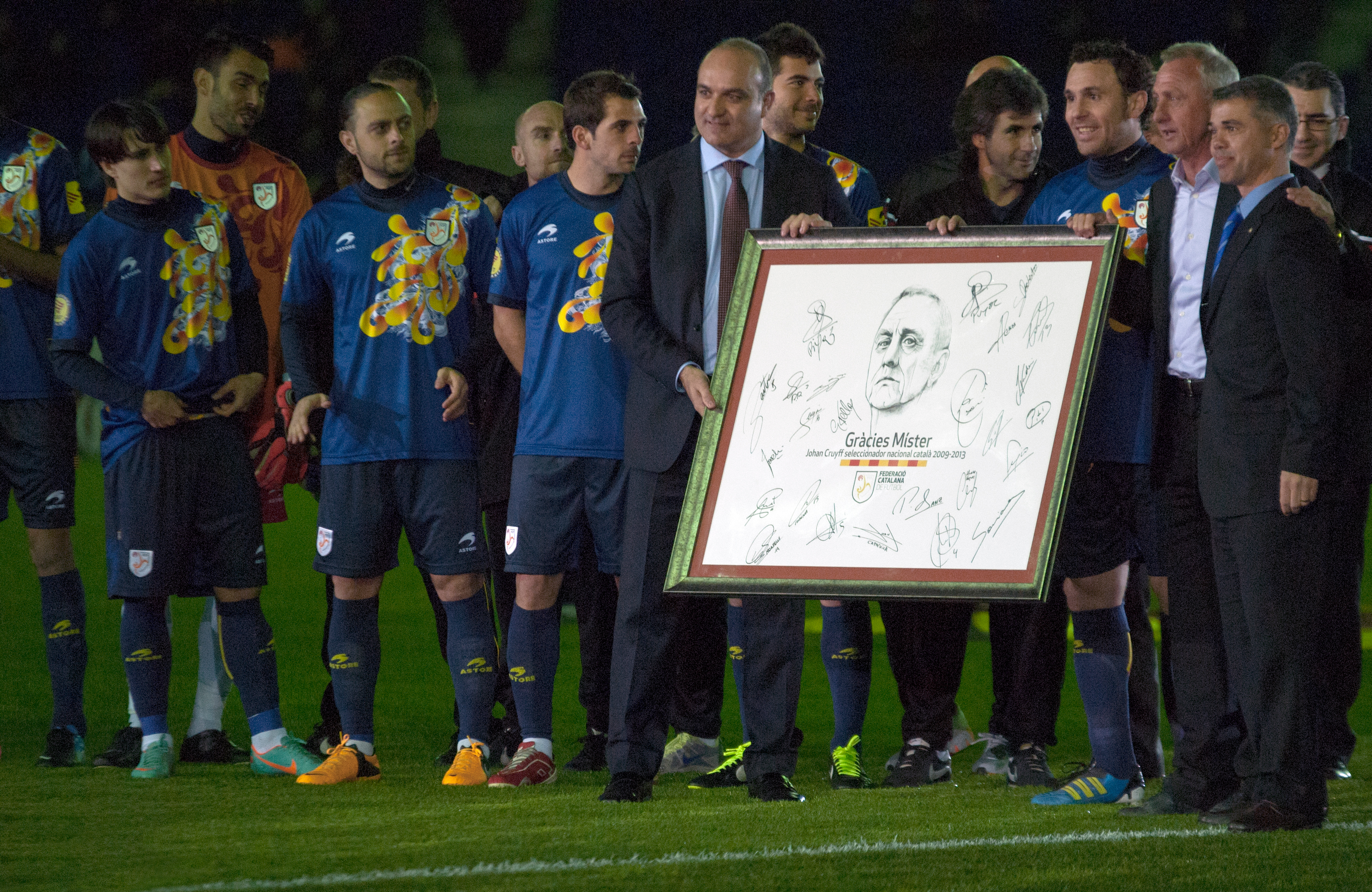
Прощание с Кройфом в качестве тренера сборной Каталонии, 2013 год

В ноябре 2009 года Йохан Кройф стал главным тренером сборной Каталонии, официально не признанной организациями ФИФА и УЕФА. По его собственным словам, в течение карьеры в «Барселоне», как игровой, так и тренерской, его в различные моменты просили подыграть веяниям, необходимым в тот момент для политики, что он иногда и делал. Несмотря на это, он не считал назначение в сборную региона, стремившегося отделиться от Испании, политическим, однако таким оно в итоге стало. С приходом в команду Йохана на неё начали обращать всё большее внимание, приобретавшее явный политический подтекст. Сам Кройф испытывал симпатию к каталонцам, ему была интересна их судьба. Так как сборная Каталонии не была официально зарегистрирована, работал в ней Кройф неофициально. Он отмечал, что в связи с неофициальным характером встреч ведущие игроки, участвовавшие в играх, на поле в первую очередь думали о том, чтобы не получить серьёзных травм, а не о футболе или политике, что он понимал как тренер.

## Стиль игры и взгляд на футбол
Имя Кройфа как футболиста и тренера ассоциируется с целым стилем игры под названием «тотальный футбол». Данная тактика предполагает, что игроки способны меняться друг с другом местами на поле по ходу матча, не изменяя организацию игры в целом. При такой системе ни один футболист не закреплён за своей предполагаемой ролью на поле. Данный стиль применял тренер Ринус Михелс, а Кройф выступал в роли «дирижёра» на поле. Сутью «тотального футбола», по мнению Йохана, является то, как игрок видит поле — нужно уметь видеть всю ситуацию.

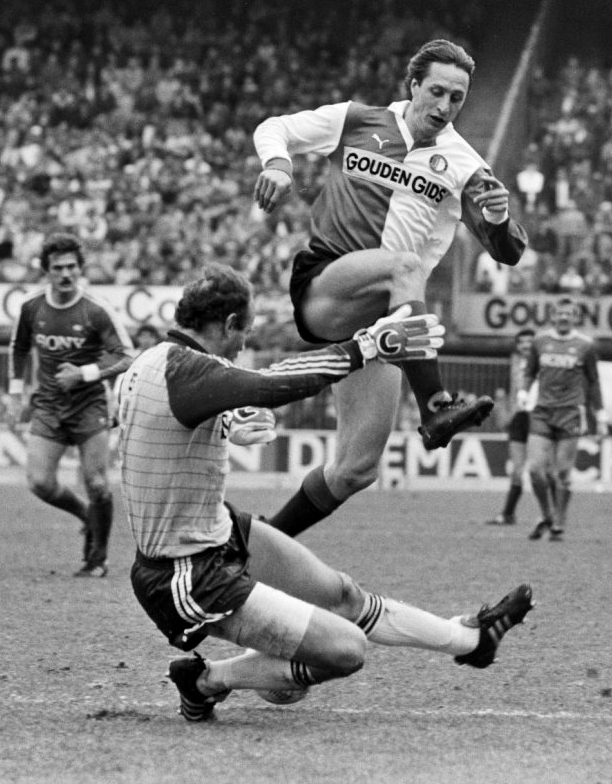
Кройф перепрыгивает через вратаря Эдди Трейтела в 1984 году

С юного возраста Кройф не выделялся своими физическими данными, многие игроки начиная с академии «Аякса» превосходили его по этим параметрам, однако недостаток физики он компенсировал своим видением и пониманием игры, а также талантом, из-за чего ещё с академии играл с ребятами более старшего возраста. Выделялся Кройф и высоким уровнем техники с мячом. Он одинаково хорошо играл как левой, так и правой ногой, ловко комбинируя свою игру в пас. На профессиональном уровне Йохан сыграл практически на всех позициях на поле, кроме вратарской. Несмотря на средний рост, Кройф неплохо играл головой ― так он забил свой второй гол в матче финала Кубка чемпионов 1972 против «Интернационале». Кройф всегда старался брать инициативу в свои руки и управлять игрой, нередко раздавал указания партнёрам. На поле импровизировал, мог резко и часто менять направление движения на полном ходу. Его слабостью было исполнение пенальти: и в «Аяксе», и в «Барселоне», и в сборной Нидерландов этим занимались другие игроки. Кройф отмечал, что все необычные решения, которые он исполнял на поле, были выполнены интуитивно — он не отрабатывал их на тренировках перед исполнением. Ему удавалось избегать серьёзных травм, несмотря на достаточно жёсткий футбол того времени.

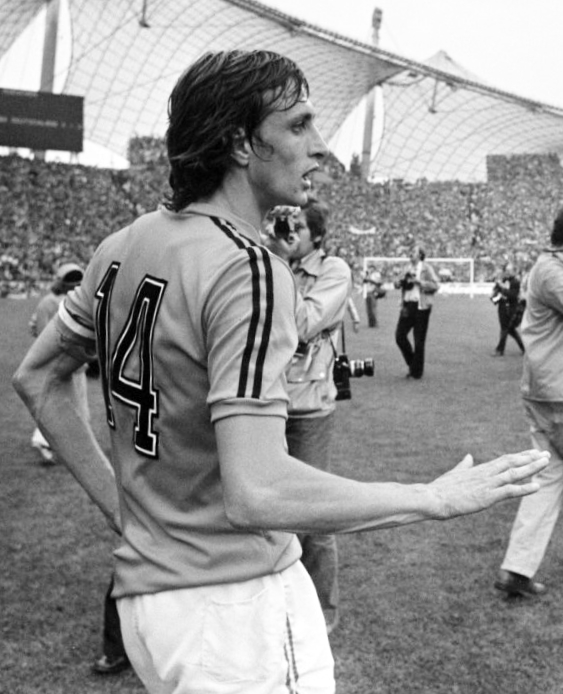
Финал чемпионата мира 1974 года. Кройф в футболке под номером 14, которая больше всего ассоциируется с ним

Кройф считал, что необходимо развлекать болельщиков, наблюдавших за футбольным матчем, причём это касалось как увлекательного стиля игры, так и итогового положительного результата. Он был приверженцем атакующего футбола, давления на соперника, однако не считал необходимым много бегать и прикладывать большое количество усилий. Согласно его философии, в футболе прежде всего необходимо думать о своих действиях, оказываться в правильном месте и в правильный момент.
В своей автобиографии Йохан отмечал, что на его мировоззрении сильно отразилась работа с Яни ван дер Веном, тренером детских команд «Аякса» и одним из первых тренеров самого Кройфа. Он учил молодого игрока не только футбольным навыкам, но и различным жизненным ценностям. Также именно ван дер Вен начал посвящать его в идеи «тотального футбола», так как сам тренер ранее работал в «Аяксе» с Джеком Рейнолдсом, заложившим основы этого стиля игры в 1940-х годах. Ещё одним тренером, оказавшим большое влияние на Кройфа, стал Ринус Михелс, с которым он сталкивался по ходу карьеры не один раз. Михелс, наряду с ван дер Веном, обучал Йохана дисциплине и важности крепкой психологии в команде. Михелс отмечал, что, к примеру, задача защитников — дать как можно меньше времени своему сопернику на действия, при потере мяча необходимо минимизировать пространство, доступное сопернику, а при владении мячом его расширить. Этим принципам в дальнейшем следовал и Кройф. Также именно Михелс первым сделал Йохана «дирижёром» всей команды, когда ему было лишь 18 лет.
По мнению известного футболиста Мишеля Платини, которым он поделился в июле 2015 года, именно Йохан Кройф в 1970-х годах выделялся больше всех на тот момент действующих игроков. Платини был фанатом Кройфа, «Аякса» и сборной Нидерландов. Партнёр Кройфа по «Аяксу» Барри Хюльсхофф характеризовал его как командного игрока, который заботился об организации игры и позициях других игроков на поле ещё в бытность футболистом. Также Хюльсхофф отмечал, что Кройф научился избегать жёстких столкновений и предупреждений, используя ловкость и проворность в борьбе с физически мощными противниками. Помимо этого, он назвал определённой слабостью нелюбовь Йохана к игре в защите. Как отмечал ещё один партнёр нидерландца по «Аяксу», Пит Кейзер, Йохан умел протискиваться между защитниками противника, при этом используя различные хитрости: толчки, игру руками и локтями, что дестабилизировало соперника. Высокая скорость Кройфа, а также его навыки дриблинга позволяли сравнивать нидерландца с другим известным футболистом второй половины XX века — Джорджем Бестом. По скорости Йохан приближался к спринтерам своего времени — при старте с места он пробегал 30 метров за 3,8 секунды. Сам Кройф отмечал, что не являлся самым быстрым игроком на поле, однако всегда начинал бежать в нужное место раньше соперника, что позволяло опережать его.

## Тренерский стиль
Многие идеи Йохан Кройф почерпнул от своих тренеров, с которыми он сталкивался в течение карьеры. К примеру, Яни ван дер Вен привносил весёлые моменты в тренировочный процесс, позже это было важно и для Кройфа. Он считал, что на долгих и усердных тренировках необходимо помнить о получаемом удовольствии от игры. Также ван дер Вен настаивал, чтобы молодые игроки проводили специализированные тренировки по пяти основным элементам игры: ударам по воротам, ударам головой, дриблингу, игре в пас и контролю мяча. Футболисты практически всегда работали с мячом, и этот принцип Кройф впоследствии тоже перенял, организовывая тренировки в похожей манере. Он говорил, что «самый лёгкий путь зачастую сложнее всего», поэтому игру в одно касание считал наиболее высоким показателем мастерства как команды, так отдельного игрока. Обучение этому занимало многие тренировочные часы.
По собственному признанию Кройфа, все действия, которые он совершал на поле, были спонтанными, особенно до 30 лет. Йохан осознал то, что делал на поле, и стал футбольным педагогом. Благодаря игре в бейсбол в юности, он находил параллели между этим видом спорта и футболом, что помогло в будущем — Кройф переносил многие актуальные для бейсбола вещи в футбол, и это сыграло свою роль в формировании его собственного видения идеальной тактики. Для успешного выступления как в одном виде спорта, так и в другом, по его мнению, необходимо думать на шаг вперёд, использовать высокую стартовую скорость и понимать пространство вокруг себя. Эти принципы легли в основу упражнения, которое получило название «рондо», — его Кройф часто использовал. «Рондо» позволяет оттачивать уровень контроля мяча и культуру паса, одни из основополагающих элементов стиля «тики-така».
«В среднем игрок владеет мячом на протяжении трёх минут за матч, что доказано статистически. Так что самая главная вещь — чем он занят остальные 87 без мяча. Вот что определяет игрока как хорошего или нет»
Будучи тренером, Кройф стремился передать молодым игрокам свой опыт игры в их возрасте, в частности, в отношении формирования достойного характера. Он стремился передать молодым игрокам стремление следить за своей одеждой и бутсами — для укрепления чувства ответственности, так как новые поколения молодых футболистов, по его мнению, не задумывались о подобных вещах из-за более профессиональной работы клубов. Также Кройф отмечал важность ошибок, особенно в молодом возрасте, — они, как он считал, являются частью процесса обучения. Работая тренером, Йохан требовал того, чтобы индивидуально талантливые игроки действовали как сплочённая группа.
Кройф раскрыл некоторых игроков на новых для них позициях на футбольном поле. Ими стали Рональд Куман и Пеп Гвардиола — несмотря на то, что эти футболисты были ориентированы на атаку и по сути не являлись оборонительными игроками, именно в этой зоне их предпочитал использовать Кройф. Он подстраивал команду под недостатки игроков, пользуясь преимуществами, которые они давали при игре на половине поля соперника, например, своим видением поля. Йохан считал, что все 11 игроков команды при владении мячом должны двигаться по полю и регулировать дистанции. Манера, при которой кто-то стоял без движения, была для него неприемлемой. Также игроки на поле должны были постоянно создавать треугольники между собой, что позволяло бы добиться беспрерывной циркуляции мяча. В итоге Кройфу удалось стать одним из немногих звёздных игроков, добившемуся аналогичных игровой карьере успехов и в качестве футбольного тренера.

## Достижения

### Командные
«Аякс»
- Чемпион Нидерландов (8): 1965/66, 1966/67, 1967/68, 1969/70, 1971/72, 1972/73, 1981/82, 1982/83[281]
- Обладатель Кубка Нидерландов (5): 1966/67, 1969/70, 1970/71, 1971/72, 1982/83[282]
- Обладатель Кубка европейских чемпионов (3): 1970/71, 1971/72, 1972/73[281]
- Обладатель Суперкубка Европы: 1972[282]
- Обладатель Межконтинентального кубка: 1972[281]

«Барселона»
- Чемпион Испании: 1973/74[38]
- Обладатель Кубка Испании: 1977/78[38]

«Фейеноорд»
- Чемпион Нидерландов: 1983/84[38]
- Обладатель Кубка Нидерландов: 1983/84[38]

Сборная Нидерландов
- Серебряный призёр чемпионата мира: 1974[194]
- Бронзовый призёр чемпионата Европы: 1976[197]

### Тренерские
«Аякс»
- Обладатель Кубка Нидерландов (2): 1985/86, 1986/87[38]
- Обладатель Кубка обладателей кубков УЕФА: 1986/87[38]

«Барселона»
- Чемпион Испании (4): 1990/91, 1991/92, 1992/93, 1993/94[38]
- Обладатель Кубка Испании: 1989/90[38]
- Обладатель Суперкубка Испании (3): 1991, 1992, 1994[283]
- Обладатель Кубка европейских чемпионов: 1991/92[38]
- Обладатель Кубка обладателей кубков УЕФА: 1988/89[38]
- Обладатель Суперкубка Европы: 1992[284]

### Личные
Как игрока

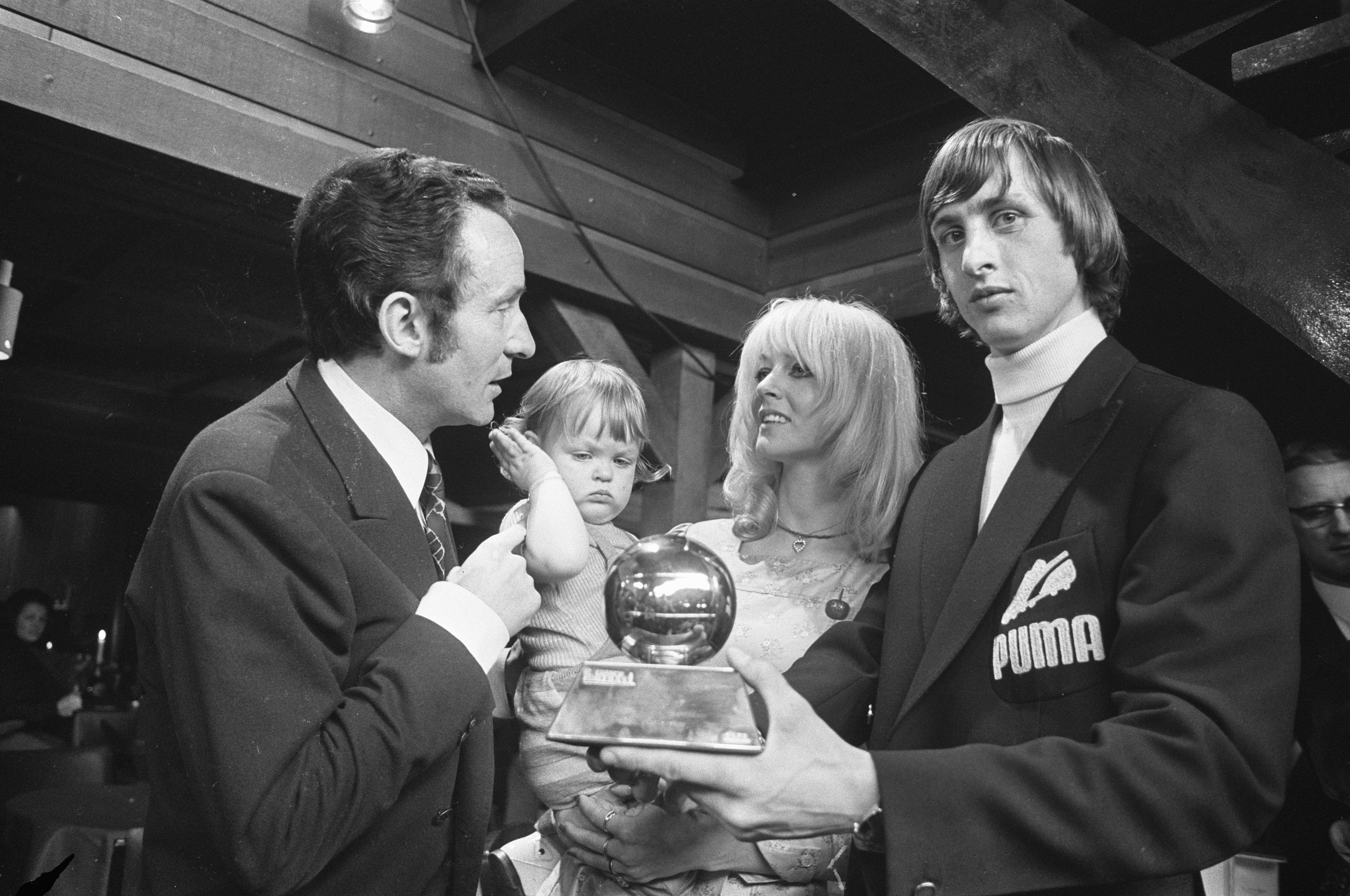
Кройф получает «Золотой мяч» за 1971 год

- Обладатель «Золотого мяча» по версии France Football (3): 1971, 1973, 1974[121]
- Лучший иностранный футболист года в Испании (2): 1976/77, 1977/78[285]
- Лучший бомбардир чемпионата Нидерландов (2): 1966/67 (33 гола), 1971/72 (25 голов)[286]
- Лучший бомбардир Кубка европейских чемпионов: 1971/72 (5 голов)[c]
- Лучший футболист чемпионата мира 1974 года[103]
- Футболист года в Нидерландах (3): 1968[72], 1972[288], 1984[182]
- Спортсмен года в Нидерландах (2): 1973, 1974[289]
- Входит в «команду года» по версии Onze Mondial (Onze de Onze): 1977[290]
- Самый ценный игрок NASL: 1979[155]
- 1-е место в списке лучших футболистов Европы XX века по версии МФФИИС[291]
- 2-е место в списке лучших футболистов XX века по версии МФФИИС[291]
- 2-е место в списке лучших бомбардиров в истории «Аякса»[292]
- 3-е место в списке лучших бомбардиров в истории чемпионата Нидерландов[293]
- 3-е место в списке величайших футболистов XX века по версии World Soccer[15]
- 3-е место в списке величайших футболистов XX века по версии France Football[15]
- 3-е место в списке величайших футболистов XX века по версии Placar[15]
- Входит в символическую сборную из лучших игроков XX века[294]
- Входит в символическую сборную из лучших игроков в истории чемпионатов мира по версии ФИФА (на 2002 год)[294]
- Входит в символическую сборную из лучших игроков в истории по версии МФФИИС[295]
- Входит в список ФИФА 100[296]

Как тренера
- Лучший тренер года по версии World Soccer: 1987[297]
- Лучший тренер сезона по версии Don Balón[англ.] (2): 1990/91, 1991/92[298]
- Лучший тренер года по версии Onze Mondial (2): 1992, 1994[290]
- 3-е место в списке лучших тренеров в истории футбола по версии FourFourTwo[англ.][299]
- 4-е место в списке лучших тренеров в истории футбола по версии France Football[17]

Ордена и другие награды
- В 1974 году был назначен кавалером Ордена Оранских-Нассау, в 2002 году произведён в офицеры[300]
- В 2003 году был включён в список 52 «золотых игроков» и как лучший футболист Нидерландов за период 1954—2003 годов получил юбилейный приз к 50-летию УЕФА[301]
- В 2006 году за заслуги перед футболом был признан победителем в номинации Lifetime Achievement Award на ежегодной премии Laureus World Sports Awards[302]
- В 2006 году получил награду от футбольного союза Нидерландов за заслуги и достижения[303]
- В апреле 2007 года «Аякс» объявил о решении вывести из обращения в команде номер 14 в честь 60-го дня рождения Йохана Кройфа[304]
- В 2010 году за значительный вклад в футбол был награждён Орденом за заслуги ФИФА (высшая награда, присуждаемая организацией ФИФА)[305]
- В 2013 году получил Награду президента УЕФА[306]
- В марте 2016 года был посмертно награждён Королевским орденом Спортивных заслуг (Испания)[307]
- В апреле 2016 года был посмертно награждён премией Laureus Spirit of Sport Award, которую принял его сын Йорди[308]

## Статистика выступлений

### Обзор карьеры
| Команда             | Период                     | Официальные матчи | Официальные матчи | Неофициальные матчи | Неофициальные матчи | Итого | Итого |
| Команда             | Период                     | Игры              | Голы              | Игры                | Голы                | Игры  | Голы  |
| ------------------- | -------------------------- | ----------------- | ----------------- | ------------------- | ------------------- | ----- | ----- |
| Аякс                | 1964—1973, 1978, 1981—1983 | 369               | 271               | 91                  | 102                 | 460   | 373   |
| Барселона           | 1973—1978                  | 180               | 60                | 48+                 | 27+                 | 228+  | 87+   |
| Лос-Анджелес Ацтекс | 1979—1980                  | 27                | 14                | 3+                  | 3+                  | 30+   | 17+   |
| Вашингтон Дипломатс | 1980—1981                  | 32                | 12                | 4+                  | 5+                  | 36+   | 17+   |
| Леванте             | 1981                       | 12                | 2                 | 0                   | 0                   | 12    | 2     |
| Фейеноорд           | 1983—1984                  | 44                | 13                | 9+                  | 12+                 | 53+   | 25+   |
| Нидерланды          | 1966—1977                  | 48                | 33                | 3+                  | 6+                  | 51+   | 39+   |
| Прочие              | 1972—1984                  | −                 | −                 | 3+                  | 3+                  | 3+    | 3+    |
| Всего за карьеру    | Всего за карьеру           | 712               | 405               | 161+                | 158+                | 873+  | 563+  |

### Клубная карьера
| Клуб                 | Сезон                | Лига | Лига | Кубки | Кубки | Еврокубки | Еврокубки | Прочие | Прочие | Итого | Итого | Товарищеские матчи | Товарищеские матчи | Всего | Всего |
| Клуб                 | Сезон                | Игры | Голы | Игры  | Голы  | Игры      | Голы      | Игры   | Голы   | Игры  | Голы  | Игры               | Голы               | Игры  | Голы  |
| -------------------- | -------------------- | ---- | ---- | ----- | ----- | --------- | --------- | ------ | ------ | ----- | ----- | ------------------ | ------------------ | ----- | ----- |
| Аякс                 | 1964/65              | 10   | 4    | 0     | 0     | 0         | 0         | 0      | 0      | 10    | 4     | 3                  | 0                  | 13    | 4     |
| Аякс                 | 1965/66              | 19   | 16   | 4     | 9     | 0         | 0         | 0      | 0      | 23    | 25    | 5                  | 11                 | 28    | 36    |
| Аякс                 | 1966/67              | 30   | 33   | 5     | 5     | 6         | 3         | 0      | 0      | 41    | 41    | 5                  | 5                  | 46    | 46    |
| Аякс                 | 1967/68              | 33   | 26   | 5     | 6     | 2         | 1         | 0      | 0      | 40    | 33    | 12                 | 13                 | 52    | 46    |
| Аякс                 | 1968/69              | 29   | 24   | 3     | 3     | 11        | 7         | 0      | 0      | 43    | 34    | 2                  | 1                  | 45    | 35    |
| Аякс                 | 1969/70              | 33   | 23   | 5     | 6     | 8         | 4         | 0      | 0      | 46    | 33    | 11                 | 14                 | 57    | 47    |
| Аякс                 | 1970/71              | 25   | 21   | 6     | 5     | 6         | 1         | 0      | 0      | 37    | 27    | 11                 | 7                  | 48    | 34    |
| Аякс                 | 1971/72              | 32   | 25   | 4     | 3     | 9         | 5         | 0      | 0      | 45    | 33    | 11                 | 12                 | 56    | 45    |
| Аякс                 | 1972/73              | 26   | 16   | 0     | 0     | 6         | 3         | 4      | 3      | 36    | 22    | 13                 | 12                 | 49    | 34    |
| Аякс                 | 1973/74              | 2    | 3    | 0     | 0     | 0         | 0         | 0      | 0      | 2     | 3     | 11                 | 21                 | 13    | 24    |
| Аякс                 | 1978/79              | −    | −    | −     | −     | −         | −         | −      | −      | 0     | 0     | 1                  | 0                  | 1     | 0     |
| Аякс                 | Итого                | 239  | 191  | 32    | 37    | 48        | 24        | 4      | 3      | 323   | 255   | 85                 | 96                 | 408   | 351   |
| Барселона            | 1973/74              | 26   | 16   | 0     | 0     | 0         | 0         | 0      | 0      | 26    | 16    | 11+                | 10+                | 37+   | 26+   |
| Барселона            | 1974/75              | 30   | 7    | 0     | 0     | 8         | 0         | 0      | 0      | 38    | 7     | 13                 | 7                  | 51    | 14    |
| Барселона            | 1975/76              | 29   | 6    | 0     | 0     | 9         | 2         | 0      | 0      | 38    | 8     | 10+                | 4+                 | 48+   | 12+   |
| Барселона            | 1976/77              | 29   | 13   | 0     | 0     | 7         | 5         | 0      | 0      | 36    | 18    | 11                 | 6                  | 47    | 24    |
| Барселона            | 1977/78              | 25   | 5    | 7     | 1     | 10        | 5         | 0      | 0      | 42    | 11    | 3                  | 0                  | 45    | 11    |
| Барселона            | Итого                | 139  | 47   | 7     | 1     | 34        | 12        | 0      | 0      | 180   | 60    | 48+                | 27+                | 228+  | 87+   |
| Лос-Анджелес Ацтекс  | 1979                 | 27   | 14   | −     | −     | −         | −         | −      | −      | 27    | 14    | 3+                 | 3+                 | 30+   | 17+   |
| Лос-Анджелес Ацтекс  | Итого                | 27   | 14   | 0     | 0     | 0         | 0         | 0      | 0      | 27    | 14    | 3+                 | 3+                 | 30+   | 17+   |
| Вашингтон Дипломатс  | 1980                 | 27   | 10   | −     | −     | −         | −         | −      | −      | 27    | 10    | 4+                 | 5+                 | 31+   | 15+   |
| Вашингтон Дипломатс  | Итого                | 27   | 10   | 0     | 0     | 0         | 0         | 0      | 0      | 27    | 10    | 4+                 | 5+                 | 31+   | 15+   |
| Леванте              | 1980/81              | 10   | 2    | 2     | 0     | −         | −         | 0      | 0      | 12    | 2     | 0                  | 0                  | 12    | 2     |
| Леванте              | Итого                | 10   | 2    | 2     | 0     | 0         | 0         | 0      | 0      | 12    | 2     | 0                  | 0                  | 12    | 2     |
| Вашингтон Дипломатс  | 1981                 | 5    | 2    | −     | −     | −         | −         | −      | −      | 5     | 2     | ?                  | ?                  | 5+    | 2+    |
| Вашингтон Дипломатс  | Итого                | 5    | 2    | 0     | 0     | 0         | 0         | 0      | 0      | 5     | 2     | ?                  | ?                  | 5+    | 2+    |
| Всего за «Вашингтон» | Всего за «Вашингтон» | 32   | 12   | 0     | 0     | 0         | 0         | 0      | 0      | 32    | 12    | 4+                 | 5+                 | 36+   | 17+   |
| Аякс                 | 1981/82              | 15   | 7    | 1     | 0     | 0         | 0         | 0      | 0      | 16    | 7     | 0                  | 0                  | 16    | 7     |
| Аякс                 | 1982/83              | 21   | 7    | 7     | 2     | 2         | 0         | 0      | 0      | 30    | 9     | 6                  | 6                  | 36    | 15    |
| Аякс                 | Итого                | 36   | 14   | 8     | 2     | 2         | 0         | 0      | 0      | 46    | 16    | 6                  | 6                  | 52    | 22    |
| Всего за «Аякс»      | Всего за «Аякс»      | 275  | 205  | 40    | 39    | 50        | 24        | 4      | 3      | 369   | 271   | 91                 | 102                | 460   | 373   |
| Фейеноорд            | 1983/84              | 33   | 11   | 7     | 1     | 4         | 1         | 0      | 0      | 44    | 13    | 9+                 | 12+                | 53+   | 25+   |
| Фейеноорд            | Итого                | 33   | 11   | 7     | 1     | 4         | 1         | 0      | 0      | 44    | 13    | 9+                 | 12+                | 53+   | 25+   |
| Всего за карьеру     | Всего за карьеру     | 516  | 291  | 56    | 41    | 88        | 37        | 4      | 3      | 664   | 372   | 155+               | 149+               | 819+  | 521+  |

### Тренерская карьера
| Команда          | Начало работы    | Завершение работы | Показатели | Показатели | Показатели | Показатели | Показатели |
| Команда          | Начало работы    | Завершение работы | М          | В          | Н          | П          | % побед    |
| ---------------- | ---------------- | ----------------- | ---------- | ---------- | ---------- | ---------- | ---------- |
| Аякс             | 6 июня 1985      | 4 января 1988     | 117        | 86         | 10         | 21         | 73,50      |
| Барселона        | 5 мая 1988       | 18 мая 1996       | 430        | 250        | 97         | 83         | 58,14      |
| Каталония        | 2 ноября 2009    | 2 января 2013     | 4          | 2          | 2          | 0          | 50,00      |
| Всего за карьеру | Всего за карьеру | Всего за карьеру  | 551        | 338        | 109        | 104        | 61,34      |

## Прочая деятельность
После увольнения из «Барселоны» в 1996 году Кройф перестал тренировать, однако не ушёл из футбольной сферы. Спустя некоторое время после этого он стал заниматься околофутбольной деятельностью — вести колонку в спортивном приложении нидерландской газеты De Telegraaf, писать статьи для испанской прессы и комментировать матчи на нидерландском канале организации NOS. В тот период Йохан делал первые шаги и в отношении благотворительной деятельности. Он устраивал выставочные матчи шесть на шесть вместе с бывшим футболистом Крейгом Джонстоном и журналистом Япом де Гротом. Целью этих игр являлось развлечение публики и вдохновение молодых людей — правила обычного футбола были усовершенствованы для придания игре большей зрелищности и быстроты. В итоге затея, родившаяся в начале 1997 года, получила поддержку президента УЕФА Леннарта Юханссона и переросла в целый турнир, проведённый на «Амстердам Арене» с приглашением известных клубов вроде «Аякса», «Милана», «Ливерпуля» и «Рейнджерс». Спустя несколько лет началось и строительство футбольных полей в городской черте по всему миру (получивших название «корт Кройфа») на деньги благотворительного фонда его имени.
В сентябре 2009 года Йохан Кройф был представлен в качестве одного из послов совместной заявки Бельгии и Нидерландов на проведение чемпионата мира в 2018 или 2022 году. В начале 2012 года нидерландец стал техническим консультантом мексиканского клуба «Гвадалахара». Соглашение с Кройфом было расторгнуто в декабре того же года, спустя девять месяцев работы в команде. Клуб объявил, что такое решение было принято из-за неудовлетворительных результатов работы.
Кройф обладал влиянием как в «Аяксе», так и в «Барселоне», даже после непосредственного ухода из этих команд. В 1999 году «Аякс» назвал Кройфа почётным членом клуба, в связи с чем к нему периодически обращались за советом при назначении новых людей на ту или иную должность. В 2000 году Йохана попросили назвать имя наиболее подходящего главного тренера для «Аякса», и он обозначил таковым Франка Райкарда. Спустя несколько недель стало известно, что «амстердамцы» давно договорились с тренером Ко Адриансе. Кройф выступил против этого назначения, но клуб заявил, что «интересы „Аякса“ приоритетнее всего». Спустя три года после этого амстердамский клуб хотел назначить нового технического директора, в связи с чем руководство советовалось Йоханом о целесообразности выбора Луи ван Гала. Тот был против, выступая за Рональда Кумана, тренера команды, но в итоге на должность был назначен ван Гал. После его назначения вновь стало известно, что руководство принимало решение задолго до консультации с Кройфом, что привело его в ярость. В своей автобиографии Йохан отмечал, что его персону в тот период «Аяксе» использовали лишь напоказ.
В 2008 году Кройф дал согласие на своё участие в реорганизации молодёжного сектора «Аякса», первую команду которого летом должен был возглавить Марко ван Бастен. Он хотел сделать перестановки в тренерских рядах, Кройф был не против, однако хотел, чтобы они были совершены как можно быстрее. Ван Бастен был против быстрых перестановок — Кройф не смог его переубедить и, разочарованный исходом, «вышел из игры».
В сентябре 2010 года, после поражения «амстердамцев» в игре Лиги чемпионов против «Реал Мадрид», а также предшествовавшего ему спада уровня игры как «Аякса», так и нидерландской национальной сборной, в своей колонке в газете Кройф опубликовал сообщение с резкой критикой руководства клуба. Слова Йохана сыграли определённую роль, в результате чего в декабре на выборах членов совета директоров восемь из двадцати четырёх мест были оспорены, и эти места в нём заняли некоторые из бывших игроков «Аякса»: Марк Овермарс, Тшеу Ла Линь, Эдо Опхоф, Петер Буве и другие. Кройф считал, что наличие бывших игроков клуба в руководстве необходимо для его успешной работы. За перестановками в секторе управления последовало реформирование клуба и его молодёжной академии, в чём принимал участие и Кройф, в феврале 2011 года вошедший в состав одной из консультационных групп. В конце 2015 года он завершил свою работу.
Несмотря на тенденцию холодного отношения между Кройфом и директорами футбольных клубов, ему удалось наладить хорошие отношения с Жоаном Лапортой, который получил свой первый срок на посту президента «Барселоны» в 2003 году и стал проводить одобряемую Йоханом работу. Параллельно с «Аяксом», Кройф стал участвовать и в жизни «сине-гранатовых» — Лапорта обсуждал с ним всё происходящее в клубе. В частности, он попросил у Йохана назвать по его мнению наиболее подходящие кандидатуры на пост главного тренера и технического директора команды, которыми в итоге стали Франк Райкард и Чики Бегиристайн. В качестве советников были приглашены многие бывшие игроки клуба, что также положительно оценивал Кройф. Однако, по словам Йохана, ни он, ни Лапорта не стремились влиять на работу назначенных специалистов. После ухода Райкарда в 2008 году на пост главного тренера «сине-гранатовых» был назначен Пеп Гвардиола, его назначение тоже было рекомендовано Кройфом. Он отмечал, что и Райкард, и Гвардиола (с которыми он работал сам в качестве тренера) не только понимали, какой стиль игры подходит «Барселоне», но и обладали имиджем спокойных и интеллигентных тренеров, что, по мнению Йохана, играло важную роль.
В марте 2010 года Кройф был избран почётным президентом «Барселоны», однако уже в июле того же года он покинул эту должность. В то время завершились полномочия Лапорты как президента клуба, его сменил Сандро Розель, который вместе с советом директоров практически сразу после назначения провёл обсуждение по поводу целесообразности нахождения нидерландца на посту почётного президента. Йохана не устраивало недоверие нового руководства, из-за чего он покинул клуб.

## Благотворительность
Первые шаги к определённой благотворительной деятельности Кройф начал делать ещё по ходу игровой карьеры. Во время игры за «Вашингтон Дипломатс» в Америке по контракту он должен был проводить тренировочную сессию для детей с ограниченными возможностями на каждом выездном матче, что, по собственным словам, ему поначалу не нравилось. Дети не показывали никаких успехов в своих умениях. Позже организаторы этих мероприятий поменяли видение Кройфа, так как сутью тренировок была не прогрессия в спорте, а сам процесс, приносивший радость детям и их родителям. В США Кройф также стал послом Специальной Олимпиады. Впоследствии он принимал участие во многих благотворительных мероприятиях и в итоге решил основать собственный благотворительный фонд, что произошло в 1997 году. Сам Йохан не принимал кардинального участия в жизни фонда, доверив это другим людям. В 1999 году был основан Институт имени Кройфа, а также несколько школ, которые работали с людьми с ограниченными возможностями и обделёнными членами общества. Институт Кройфа работает в спортивной сфере. Одним из его выпускников стал Эдвин ван дер Сар, впоследствии занявший должность генерального директора «Аякса».
В конце 1999 года, 21 декабря, при помощи фонда Кройфа был проведён благотворительный матч, в котором сошлись известные нидерландские игроки под руководством Ринуса Михелса и иностранцы, игравшие в Нидерландах, с тренером Барри Хьюзом. Чистая выручка от той игры составила более миллиона гульденов, которые были направлены на строительство многофункционального спортивного комплекса в одном из районов Амстердама, а также непосредственно в фонд Кройфа. В июне 2003 года Йохан принял участие в организации прощального матча Арона Винтера, дебютировавшего при нём в «Аяксе», причём игра была организована не на футбольном поле, а в одном из самых больших театров Нидерландов — «Консертгебау», на сцене которого был размещён искусственный газон. Этот газон позднее использовали для первого корта Кройфа, построенного в городе Лелистад. Корты Кройфа представляют собой спортивные площадки, на которых можно играть в футбол. Они при помощи фонда Кройфа были построены по всему миру. При создании фонда был установлен список из «14 правил Кройфа», которые составлены при непосредственном участии бывшего нидерландского футболиста и тренера. Эти правила размещены на табличке возле каждой такой спортивной площадки. В 2009 году количество кортов Кройфа превысило сотню.

## Семья и личная жизнь

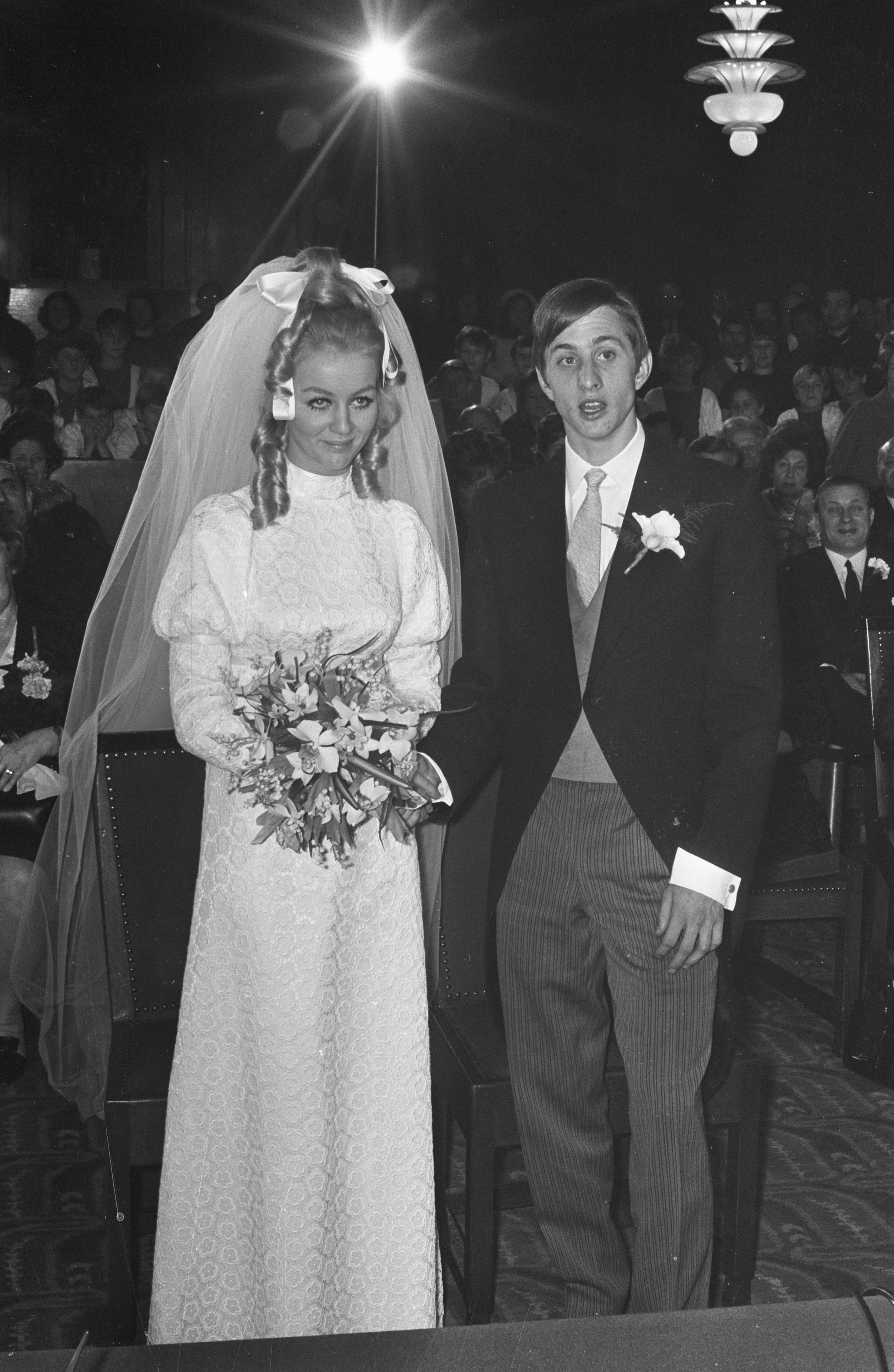
Свадьба Йохана Кройфа и Данни Костер

2 декабря 1968 года Йохан Кройф женился на Данни Костер. Впоследствии нидерландец говорил, что создание собственной семьи оказало на него сильное влияние. В частности, это отразилось на развитии идеи «тотального футбола», так как такой стиль игры возможен в команде только с теми игроками, которые привыкли играть и за себя, и за остальных. Данни серьёзно повлияла на Йохана, к примеру, именно она отвечала за его внешний вид — покупала одежду и выбрала причёску с длинными волосами. Несмотря на известность, Кройфу, по собственному признанию, было не очень важно то, как он выглядит.
Йохан стал отцом троих детей. В 1970 году родилась его первая дочь Шанталь, двумя годами позже родилась ещё одна девочка — Сусила. В 1974 году в семье Кройфа появился сын — Йорди. Он должен был родиться 17 февраля, однако в этот день «Барселона», за которую тогда выступал Йохан, играла с «Реалом». Вместе с женой они хотели, чтобы сын, как и дочери, родился в Амстердаме, из-за чего роды искусственно перенесли на 9 февраля. Имя Йорди (Жорди) является популярным в Каталонии, где тогда жил Кройф с семьёй, однако он отмечал, что вместе с женой выбрал это имя лишь потому, что оно им понравилось. Йорди Кройф позже, как и его отец, стал футболистом и тренером. Как с детьми, так и с женой Йохан всегда поддерживал крепкие взаимоотношения.
Семья Кройфа была тесно связана с иудаизмом — несмотря на то, что сам он не был евреем, многие члены его семьи состояли в браке с представителями этого народа. В 2013 году, во время своей поездки в Израиль, Йохан посетил мемориал Яд ва-Шем с целью внести туда информацию о своих трёх дальних родственницах, погибших во время Холокоста. В детстве Кройф посещал воскресную школу, однако впоследствии не питал особых чувств к церкви и религии. Тем не менее он отмечал, что верит во что-то высшее, но «по-своему».
В течение своей жизни Кройф выпустил несколько собственных книг. В них повествуется о его футбольной карьере и жизни, а также личных принципах и взглядах на футбольный мир. Он говорил на многих языках, в числе которых, помимо нидерландского, были английский, французский, испанский и немецкий. Помимо футбола, Кройфу нравилось играть в гольф. Также его привлекали автомобили.
С января 1967 года и по ходу дальнейшей игровой карьеры у Кройфа был спонсорский контракт с производителем спортивной экипировки Puma. Он был требователен к качеству поставляемых бутс, в связи с чем у него иногда возникали проблемы с их производителем. Контракт футболиста принёс неудобства сборной Нидерландов, в определённый момент без уведомления игроков подписавшей соглашение с Adidas — команде пришлось убирать с комплекта формы Кройфа логотип производителя. Являлся совладельцем обувного бренда Cruyff Classics. Участвовал в создании Нидерландского профессионального союза футболистов (VVCS) — организации, целью которой была помощь игрокам, особенно тем, кто выступает за региональные команды. Сам Кройф не являлся членом этого профсоюза, так как ему, по собственному мнению, не требовалась помощь в связи с большим заработком и положением в обществе.

## Характер и взаимоотношения
Йохан Кройф с самого детства отличался бунтарским характером. Нидерландец отмечал, что на становление такой личности повлияло послевоенное детство, через которое ему пришлось пройти. По мнению Шерифа Геммура, автора биографической книги о Кройфе, Йохан был весёлым и отважным человеком. Ещё одной чертой личности нидерландца, по замечанию Геммура, было фрондёрство — он не отличался доверием к властям, а также не признавал каких-либо авторитетов. Также характерной чертой личности нидерландца было трепетное отношение к зарабатываемым деньгам: уже в 17 лет он лично вёл переговоры о своём контракте в «Аяксе», а позже имел разногласия с руководством команды по поводу заработной платы. Тем не менее он, по собственному замечанию, на протяжении ранних лет своей жизни не следовал какой-либо философии, проживая день за днём. Йохан принимал участие во многих курьёзных вещах, к примеру, записал музыкальный сингл, но при этом не имел даже счёта в банке. Как позже говорил сам Кройф, единственное, в чём он разбирался, был футбол.
С самого раннего возраста ему нравились цифры, увлекался нумерологией. Был поклонником группы The Beatles. Будучи тренером, отличался и авторитарностью. Согласно словам Геммура, Кройф был нонкорформистом, не боялся высказывать всё прямолинейно и начистоту, а также не стремился избегать конфликтов. В связи с этим ещё во время игровой карьеры Йохан отличался частыми спорами с арбитрами матчей, которые продолжились и когда он стал тренером.
Кройф отмечал, что в период игровой и тренерской карьеры ему довелось поработать с хорошими людьми, с которыми ему позже удалось поддерживать долгое общение. Даже с Франком Райкардом (с которым по ходу карьеры у Кройфа возник конфликт) позже удалось наладить контакт и разрешить все разногласия. Будучи тренером, Йохан стремился создать коллектив не просто из талантливых игроков, но и из достойных личностей. Для себя он не разделял частную и профессиональную жизнь, регулярно общаясь со своими игроками и, в частности, отмечая их дни рождения. Кройф стремился поддерживать хорошие отношения и в самой команде. В частности, тренер считал нужным присутствовать на операциях травмированных игроков, чтобы расслабить их в этот момент.
Несмотря на в целом хорошие отношения со многими своими партнёрами и коллегами, в определённые моменты у Кройфа случались с ними различные разногласия, или же ему не нравились действия, которые они предпринимают. В связи с этим взаимоотношения Йохана с ними на какое-то время ухудшались. Так было, например, и с Ринусом Михелсом, и с Питом Кейзером, и с Карлесом Решаком, и с Марко ван Бастеном. По ходу жизни Кройфа в СМИ возникала информация о его долгом конфликте с Луи ван Галом. После начала отношений со своей будущей женой Кройфу помог её отец, Кор Костер, бывший ювелиром и опытным бизнесменом. Он стал присматривать за делами Йохана, по сути став его агентом, что в те годы было необычной практикой. Кройф считал, что тесть оказал влияние на его собственное мышление.

## Болезнь, смерть и почести

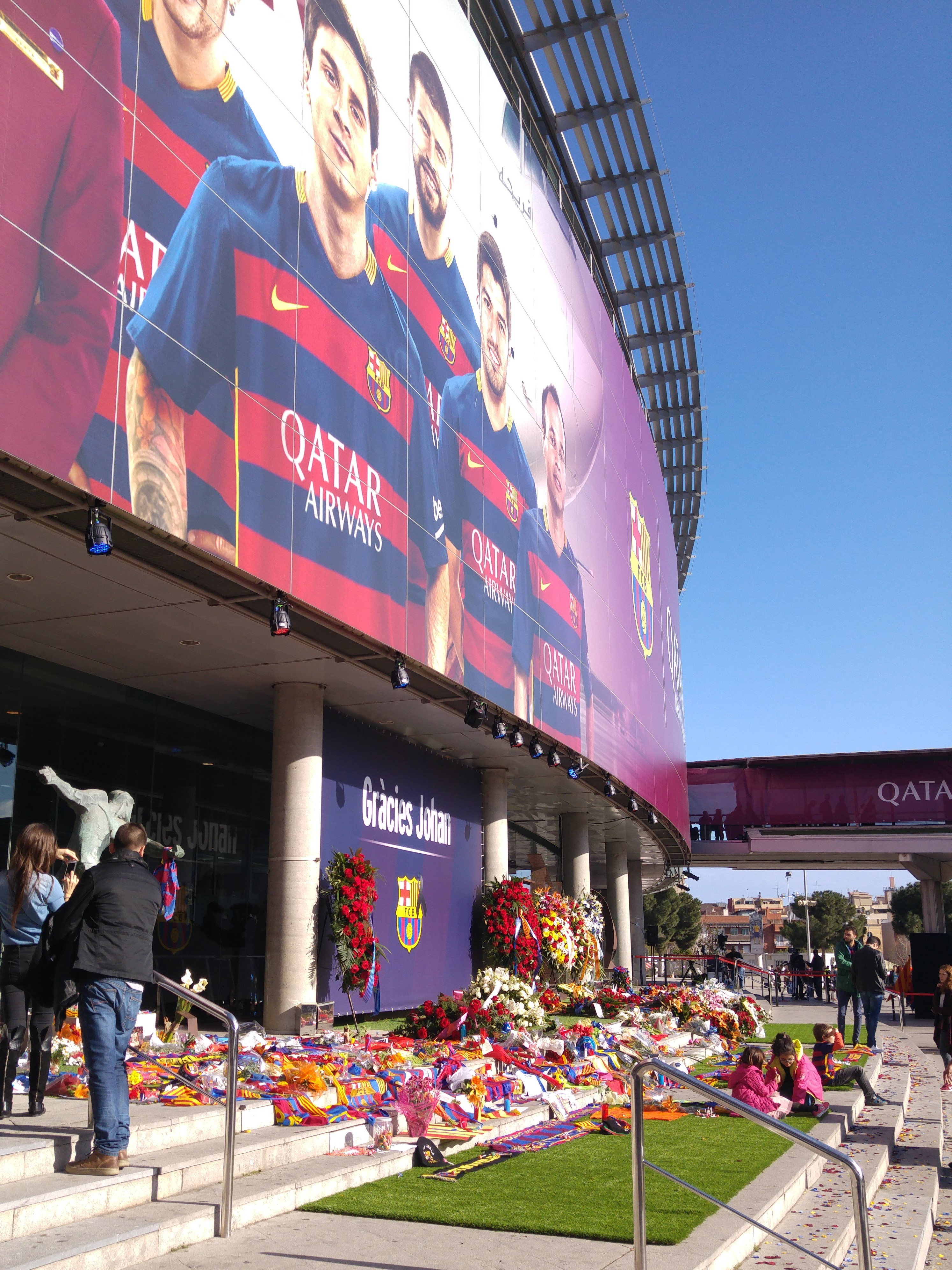
Мемориал Йохана Кройфа у стадиона «Камп Ноу», март 2016 года

На протяжении большей части жизни Йохан Кройф был курильщиком. В связи с этим к 1991 году у него возникли проблемы с сердцем, из-за чего была проведена операция по коронарному шунтированию. После успешной операции Йохан бросил курить, а во время просмотра футбольных матчей на скамейке вместо курения сигарет стал сосать леденцы Chupa Chups. Отец Кройфа умер от сердечного приступа 8 июля 1959 года в возрасте 45 лет, тогда Йохан только оканчивал начальную школу. Ранняя смерть отца сильно отразилась на нём, долгие годы Кройф думал, что его постигнет та же судьба, и он не доживёт даже до 50 лет. В связи с этим нидерландец не был удивлён обнаружившимся у него проблемам с сердцем примерно в этом возрасте.
В октябре 2015 года у Кройфа диагностировали рак лёгкого. После появления новостей о болезни нидерландца по причине уважения к нему все игры Эредивизи начали сопровождаться аплодисментами на 14-й минуте. В преддверии матча чемпионата Испании против «Эйбара» на «Камп Ноу» 25 октября 2015 года игроки «Барселоны» также продемонстрировали свою поддержку Кройфу, надев оранжевые футболки с надписью Ànims Johan (с кат. — «Выздоравливай, Йохан»). Впоследствии в своей колонке в издании De Telegraaf он поблагодарил всех за поддержку, отметив, что «это было эмоционально и трогательно».
В середине февраля 2016 года Кройф заявил, что работа врачей даёт положительные результаты и у него «2:0 в первом тайме матча против рака». 2 марта 2016 года Йохан присутствовал на трассе Барселона-Каталунья и посетил нидерландского гонщика Формулы-1 Макса Ферстаппена. Считается, что это был последний раз, когда его видели на публике. Утром 24 марта 2016 года Йохан Кройф скончался в возрасте 68 лет в окружении своей семьи в клинике Барселоны. Рак лёгкого дал метастазы в его мозг. Тело Йохана было кремировано по его собственной воле в присутствии самых близких людей.
В течение недели после его ухода из жизни многие люди (в том числе футболисты и тренеры), а также различные организации и клубы проявили почтение к нидерландцу, в основном через социальные сети. Тысячи болельщиков «Барселоны» прошли через мемориал Кройфу, открытый на «Камп Ноу», чтобы отдать ему дань уважения. Бывший президент «Барселоны» Сандро Розель, несмотря на плохие отношения с Кройфом, был среди первых посетителей мемориала. Президент мадридского «Реала» Флорентино Перес также посетил мемориал, вместе с Эмилио Бутрагеньо и Амансио Амаро.
На следующий день после смерти Кройфа состоялся товарищеский матч между сборными Нидерландов и Франции на стадионе «Амстердам Арена». Игра была остановлена на 14-й минуте, а игроки, персонал и болельщики минуту аплодировали в честь Йохана. В августе 2019 года перед стадионом «Камп Ноу» была открыта статуя Йохана Кройфа. Спустя один год статуя Кройфа появилась и перед стадионом его имени в Амстердаме. В апреле 2022 года была открыта восковая статуя Кройфа в амстердамском филиале музея мадам Тюссо.

## В массовой культуре

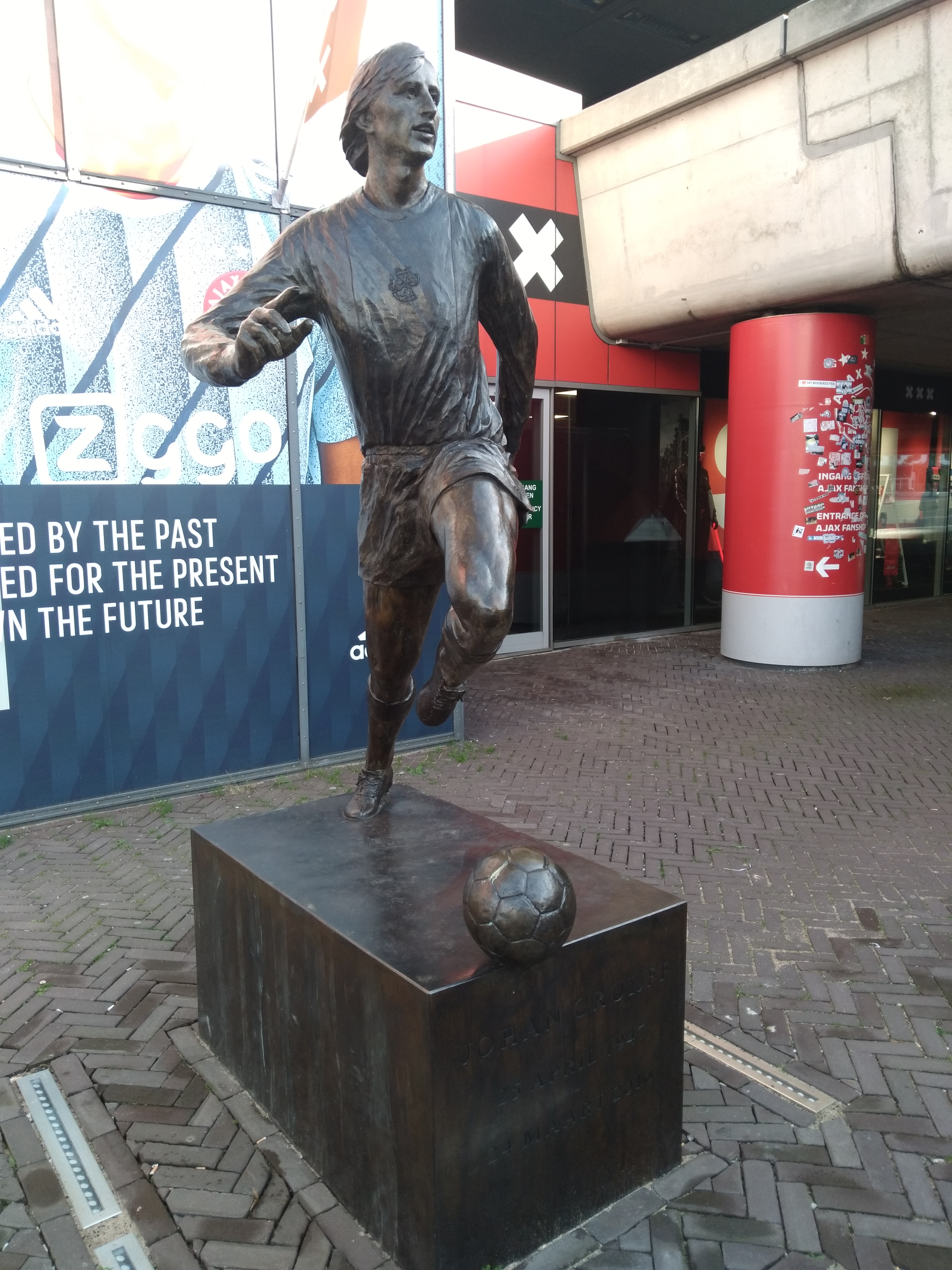
Статуя Йохана Кройфа перед стадионом «Аякса»

Агент и тесть Кройфа Кор Костер выступил продюсером первого документального фильма о нём, который был выпущен к марту 1973 года под названием Nummer 14 Johan Cruijff (с нидерл. — «Номер 14 Йохан Кройф»). В 1976 году режиссёр Сандро Чиотти выпустил ещё один документальный фильм о Кройфе на итальянском языке под названием Il profeta del gol. В 2004 году был выпущен фильм под названием Johan Cruijff — En un momento dado (с исп. — «Йохан Кройф — В данный момент») режиссёра Рамона Гилинга, в котором рассказывается о годах, проведённых Кройфом в «Барселоне». В 2014 году Жорди Маркос снял документальный фильм о Кройфе под названием L'últim partit: 40 anys de Johan Cruyff a Catalunya (с кат. — «Последний матч: 40 лет Йохану Кройфу в Каталонии»), посвящённый 40-летнему юбилею с момента его перехода в «Барселону». Фильм повествует о том, как трансфер Кройфа стал революционным не только со спортивной стороны, но и политической, социальной, а также культурной. Британская рок-группа The Hours записала песню под названием «Love You More» в 2007 году. В ней солист Энтони Генн описал своего партнёра словами «лучше, чем Элвис в его возвращении в 68-м, лучше, чем Кройф в 74-м..».
Кройф был известен и своей манерой речи, остротами, которые обычно «балансировали на грани приличия и высокомерия». Отличительными чертами его острот являлись амстердамский говор и неправильная грамматика, а также частое содержание тавтологий и парадоксов. Йохан редко ограничивался лишь одной фразой, зачастую устраивая длинный монолог, заканчивающийся выводом о его непосредственной правоте. Нидерландский писатель Кис Фенс приравнял монологи Кройфа к экспериментальной прозе: «без темы, только попытка позволить словам упасть в мир неопределённости». Афоризмы Кройфа получили широкое распространение, в частности, в нидерландском обществе и получили собственное обозначение — cruijffiaans (с нидерл. — «кройфианские» или же «кройфизмы»). Как отмечает Шериф Геммур, некоторые выражения Йохана не лишены юмора, иронии и эгоцентризма, что отлично отражает его характер.
Во время игры в Нидерландах Кройф записал собственный музыкальный сингл под названием «Oei Oei Oei (Dat Was Me Weer Een Loei)». Эта песня попала в нидерландские музыкальные чарты. Впоследствии компания Polydor Records решила выпустить данный сингл и в Испании. Йохан стал первым профессиональным футболистом в Нидерландах, выпустившим собственную песню. После того, как Кройф был вынужден бросить курить, он сделал антитабачную рекламу для Каталонского департамента здравоохранения.
В 2004 году в Нидерландах был проведён социальный опрос для определения величайшего голландца в истории. Йохан Кройф занял в итоговом рейтинге шестую позицию, он оказался выше Рембрандта (9-е место) и Винсента ван Гога (10-е место). В 2010 году именем Кройфа был назван астероид (14282) Cruijff. Также в его честь были названы две улицы, которые находятся в муниципалитете Вальфогона-де-Риукорб и городе Амстердам. В 2018 году «Амстердам Арена» была переименована в «Йохан Кройф Арена». Стадион имени Кройфа существует и в Барселоне. В его честь был также назван и трофей — Суперкубок Нидерландов. В июле 2022 года «Барселона» продала на аукционе ролик об одном из голов Йохана Кройфа в виде невзаимозаменяемого токена (NFT) за 693 тысячи долларов.